# Renault Sofasa
La Sociedad de Fabricación de Automotores S.A. (Renault SOFASA por sus siglas) es una empresa colombiana, fundada en 1969, encargada del ensamble de los automóviles Renault en ese país. Fue la primera empresa en producir el Renault Logan en el continente Americano. Además del Logan, también se ensamblan los automóviles Renault Clio, Renault Sandero y Renault Duster. Anteriormente se ensamblaban las camionetas Toyota Prado, Land Cruiser, Hilux y los camiones Daihatsu Delta, de los cuales se exportaba gran parte a los mercados de Venezuela y Ecuador. Aún también tiene presencia en los mercados de Perú, Chile, Bolivia, Centroamérica y México. Actualmente las Acciones de SOFASA pertenecen en su totalidad a Renault.

## Historia

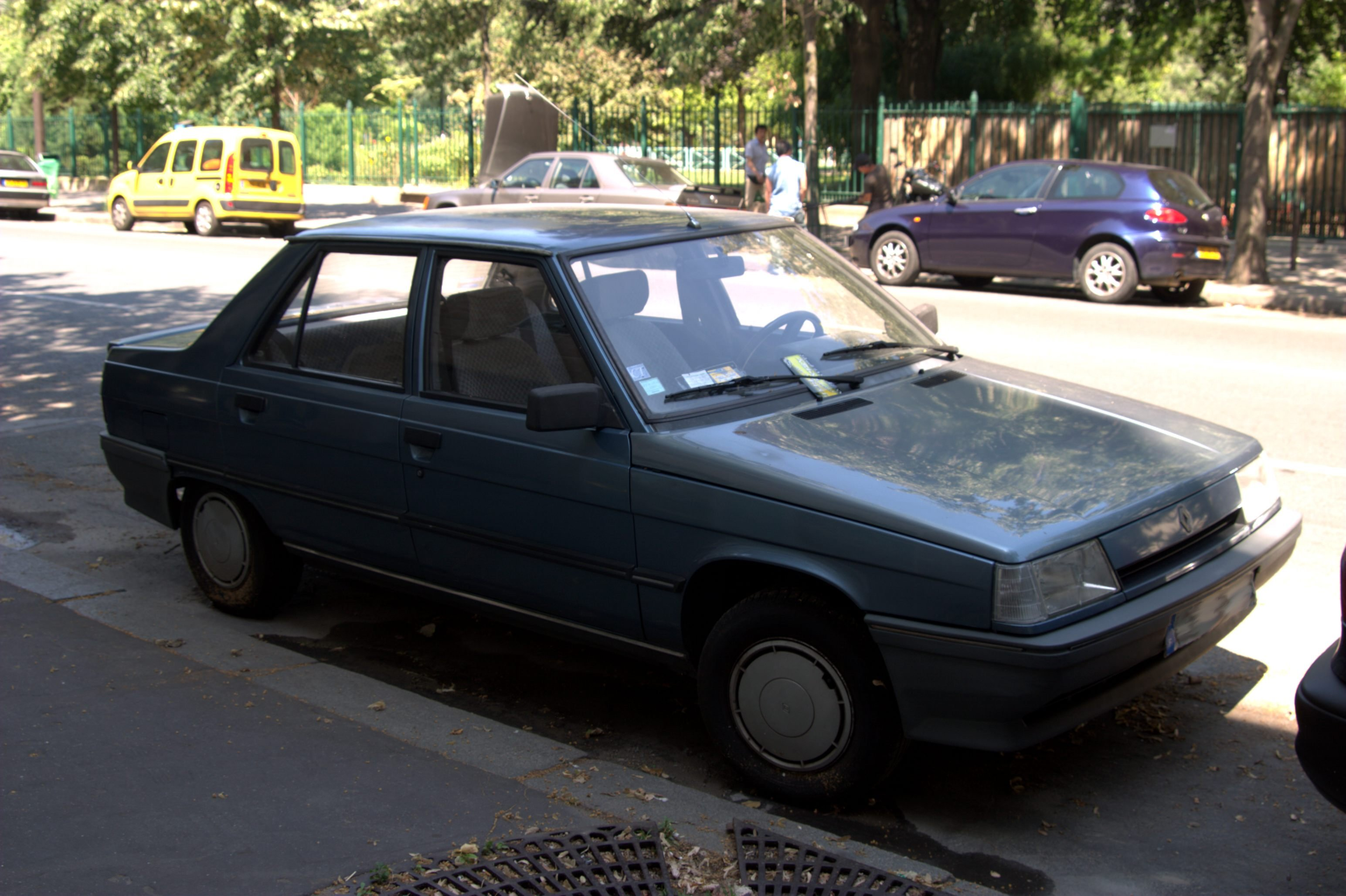
Renault 9, uno de los más vendidos del país en su momento.

Sofasa fue creada en 1969 y un año después produjo su primer automóvil: el Renault 4L. Con este primer modelo ensamblado en el país, Sofasa comenzó su expansión por todo el territorio colombiano. Años más tarde, en 1972, comenzó a producir su segundo modelo: el Renault 6 con motor 1.108 correspondiente al modelo francés de la época. En 1973 agregó a su línea el Renault 12 y un año después la versión Break de este. En 1975 introdujo la nueva versión del R4 llamándola Renault 4 Plus 25, el cual contaba con un motor de 1.022cc desarrollado en Colombia y que era 25% más potente que su antecesor. En 1976, lanza las reestilizaciones del Renault 6 y del Renault 12 correspondientes a las actualizaciones de ambos modelos en el mundo entero. También en este año, Sofasa lanzó la versión taxi del Renault 12; con el cual completó su gama hasta 1981. En 1979 Sofasa produjo 25.007 unidades, todo un récord para la época.
En 1981, Sofasa comenzó a ensamblar el famoso Renault 18 en versión GTL y GTL Break y taxi, reemplazando al Renault 12, luego de que este vendiera cerca de 56.250 unidades entre 1973 y 1981. En 1983 fue lanzado el Renault 9, uno de los automóviles más vendidos de Colombia, y que más unidades ha fabricado: cerca de 115.000. En ese año Sofasa saca el nuevo Renault 4 GTL (llamado luego Master), que se caracterizó por nuevos colores, retoques estéticos y una imagen renovada. En 1984, se lanzó el Renault 9 Taxi y se descontinúa el Renault 6 del cual se produjeron 42.500 unidades. En 1985 se lanza el Renault 18 GTX, el cual ha sido el automóvil más potente fabricado por Sofasa gracias a su motor de 2.000cc y 100 caballos de potencia, además de que se retoca su exterior. En 1987 el Renault 18 es descontinuado (con 45.100 unidades vendidas) y reemplazado por el Renault 21, un automóvil muy potente y lujoso para la época en que fue lanzado. Además, el Renault 9 es retocado vendiéndose en nuevas versiones (GTL Y GTS). Poco después de este modelo se lanzaron las versiones TXE, GTX, TSE y el TXE 1600.
En 1989, es presentado el Renault 4 LÍDER con motor de 1.300cc procedente del Renault 12 sin reemplazar al Master, siendo iguales estéticamente; y el Renault 21 Étoile, siendo éste es el modelo más lujoso del momento. En 1992, el Renault 4 es descontinuado luego de producir 97.050 unidades entre 1970 y 1992 (22 años) así mismo se lanza el Renault 9 en sus nuevas versiones Brio, Super y Máximo y el Renault Clio importado de Francia. Asimismo comienza el ensamblaje del Toyota Land Cruiser y el Toyota Hilux.

## Línea de tiempo

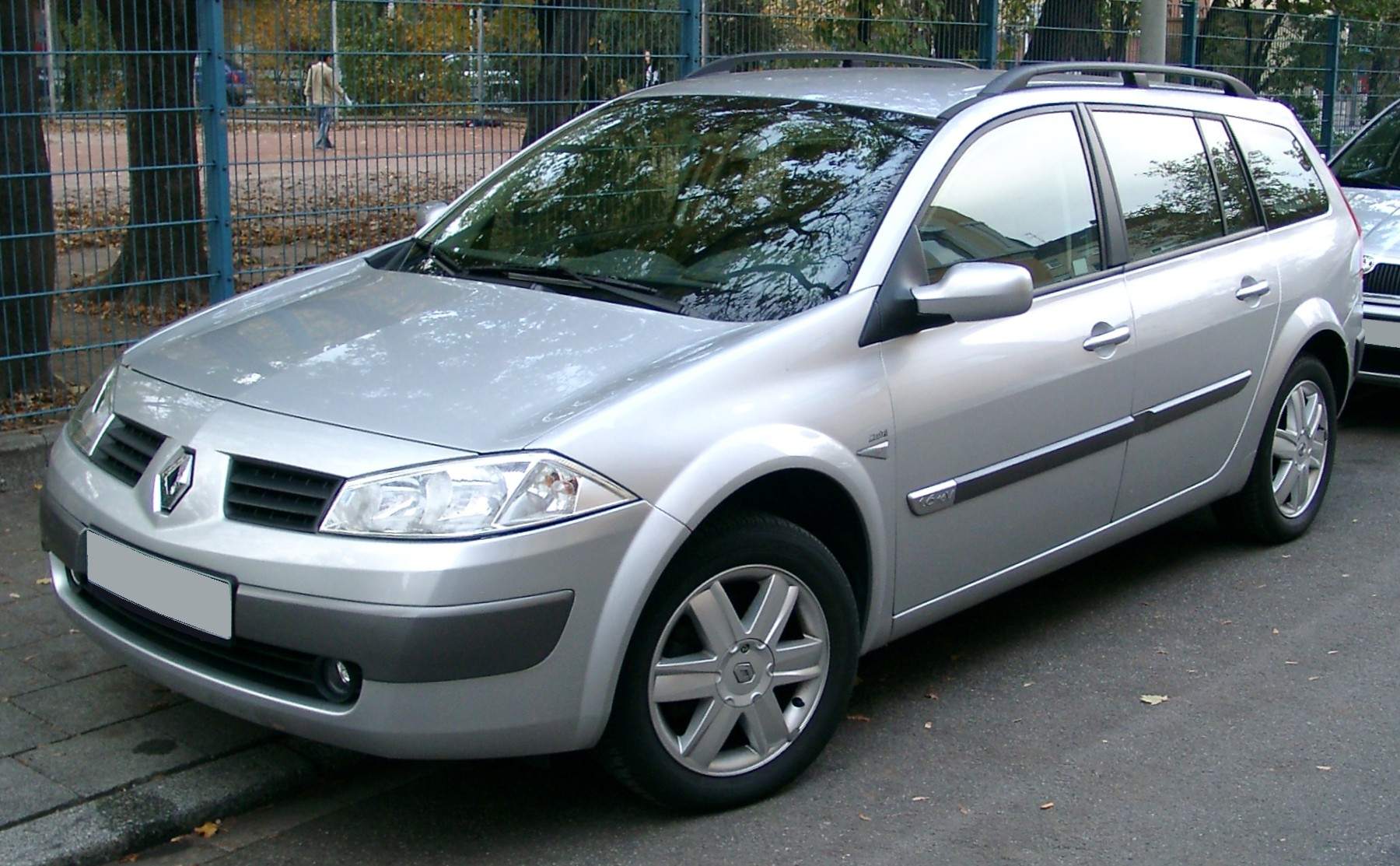
El Renault Mégane II, introducido en Colombia en el 2003.

- 1969: Se funda la Sociedad de Fabricación de Automotores S.A.; Sofasa.
- 1970: El Presidente Misael Pastrana inaugura la planta de Sofasa en Envigado y se lanza al mercado su primer ensamblaje: El Renault 4 L del cual se produjeron 882 unidades en lo transcurrido del año.
- 1971-80: Sofasa añade al mercado modelos como el Renault 6, el Renault 12, y Renault 12 taxi.
- 1981-86: La compañía produce los autos más vendidos en la historia del país: los Renault 4 y 6 en sus diferentes versiones,y se añaden al mercado los Renault 9 y 18.
- 1987: Inicia la producción del Renault 21 y concluye la del Renault 18.
- 1988: Se ensambla la unidad 275.000.
- 1989: Renault compra las acciones que el gobierno de Colombia tenía de Sofasa y las vende a Toyota.
- 1991: Salen al mercado los primeros camperos Toyota Land Cruiser ensamblados en el país.
- 1992: Salen al mercado las primeras camionetas Toyota Hilux ensambladas en el país y concluye la producción del Renault 4.
- 1993: Renault actualiza su gama con los Renault 9, Etoile (este en versiones sedan tricuerpo, hatchback y Break) y Safrane importado de Francia.
- 1994: El Grupo Empresarial Bavaria adquiere el 51% de las acciones de la Compañía. En abril se lanza el Renault 19 y se inician los planes de sistematización de la Compañía, el fortalecimiento del área comercial y de servicio al cliente. SOFASA inicia exportaciones a Ecuador con 544 unidades de Toyota Land Cruiser y camionetas Hilux. La Empresa cumple 25 años de vida y sus ventas alcanzan las 18.812 unidades.
- 1995: En desarrollo de la estrategia de ampliación de la gama, SOFASA lanza el Renault Twingo y crea su filial en Venezuela, SOFAVEN, para realizar la operación comercial de Renault en ese país. Adicionalmente, lanza el Renault Laguna y presenta dos nuevas versiones del Renault 19. En Toyota comienza la comercialización de la "Burbuja" y en septiembre, empiezan las exportaciones de Hilux a Venezuela.
- 1996: SOFASA lanza comercialmente el Renault Clio, en la misma versión conocida ese año en Europa. Presenta al mercado el Renault 9 Personnalitè, un concepto revolucionario en el mercado del automóvil. Renault inicia exportaciones a Venezuela y Ecuador. Por su parte, Toyota envía un total de 2.471 unidades.
- 1998: SOFASA ingresa en la era de los vehículos industriales, con la importación y comercialización de los camiones Midliner de Renault, portadores y "minimulas" 4x2. Ese mismo año, se lanza el Toyota Prado, vehículo de alta gama.
- 1999: Finaliza la fabricación del Renault 9 después de 16 años de comercialización. En diciembre se lanza el Renault Mégane.
- 2001: Se lanzan el Renault Symbol y la segunda generación del Clio. Al mismo tiempo, se termina de fabricar el Renault 19 (Siendo sustituido por el Renault Mégane)
- 2002: SOFASA lanza las versiones reestilizadas del Clio y el Symbol.
- 2003: A partir de marzo de este año, con la venta de acciones de Valores Bavaria se configura una nueva composición accionaria de la Empresa así: Renault 60%, Toyota 28% y Mitsui 12%. Se lanza el Renault Mégane II.
- 2005: SOFASA lanza al mercado el Renault Logan.
- 2008: Mitsui vende su participación en SOFASA a Renault y la Toyota Group monta una nueva planta de ensamblaje en Cota, Cundinamarca (HMMC (Hino Motor Manufacturing Colombia S.A.)). Lanzamiento en el último trimestre del Renault Sandero ensamblado en Envigado y del Renault Koleos; importado de Corea del Sur.
- 2009: Se lanzan el Renault Sandero Stepway y la segunda generación del Renault Symbol para reemplazar al modelo anterior recién salido de producción. Salen de producción también el Toyota Land Cruiser Prado y el Renault Mégane I.
- 2010: SOFASA ingresa con su nuevos modelos como el camión furgoneta MASTER y Renault Scala.
- 2011: SOFASA lanza al mercado el Renault Fluence con motores de 1.6 y 2.0 litros.
- 2012: SOFASA lanza al mercado la SUV Renault Duster ensamblado en Envigado con motores de 1.6 y 2.0 litros y transmisión 4x4, y el Renault Clio Campus con motor de 1.2 litros. Sale de producción el Renault Twingo tras 17 años de presencia en el mercado y posteriormente se presenta la segunda generación del mismo, importada desde Europa.
- 2013: SOFASA lanza al mercado el Renault Trafic y se ensambla la unidad 1.000.000. Se incluye el sistema Media Nav con GPS en las gamas Duster y Sandero. Se lanza al mercado el taxi Renault Express.
- 2014: Se celebra el Aniversario 45 de la fundación de Sofasa con una edición especial en todos los modelos.
- 2015: Se inicia la importación oficial de los Renault Kangoo Z.E., Renault Zoe y Renault Twizy siendo el mayor importador de vehículos eléctricos del país. Se lanza el Renault Clio Style y la nueva versión de la Renault Koleos denominada Sportway. Se lanzan las segundas generaciones de la familia Logan-Sandero.
- 2016: En febrero, se presenta el reestyling de la Renault Duster, en mayo se lanza la Pick-Up Renault Duster Oroch. En junio se presenta la nueva Renault Alaskan importada desde México.
- 2017: Se termina la fabricación del Renault Clio de segunda generación.
- 2019: Salen al mercado las primeras unidades del Renault Kwid. Se celebra el Aniversario 50 de la fundación de Sofasa con una edición especial en todos los modelos. Se lanzan los restyling de la familia Logan-Sandero.
- 2021: Se lanza la segunda generación de la SUV Renault Duster ensamblada en Envigado con motores de 1.3 y 1.6 litros.

## Automóviles producidos

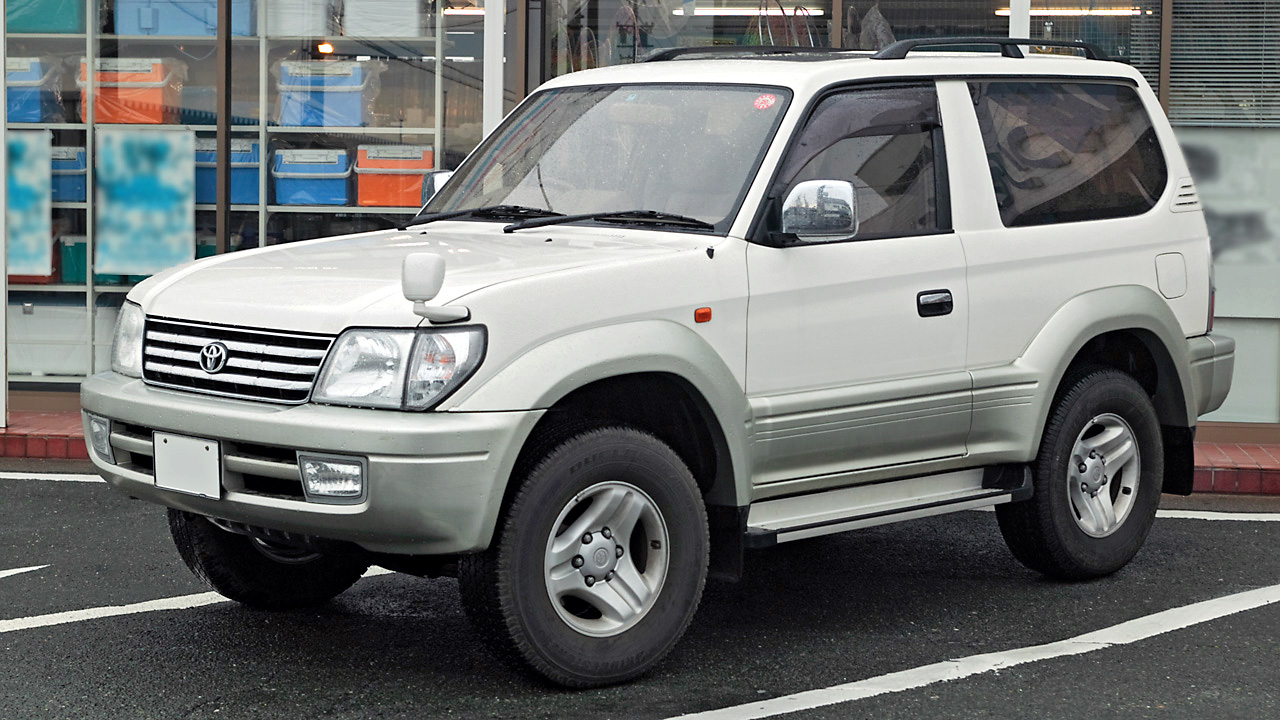
Toyota Land Cruiser Prado Segunda Generación 1999-2009
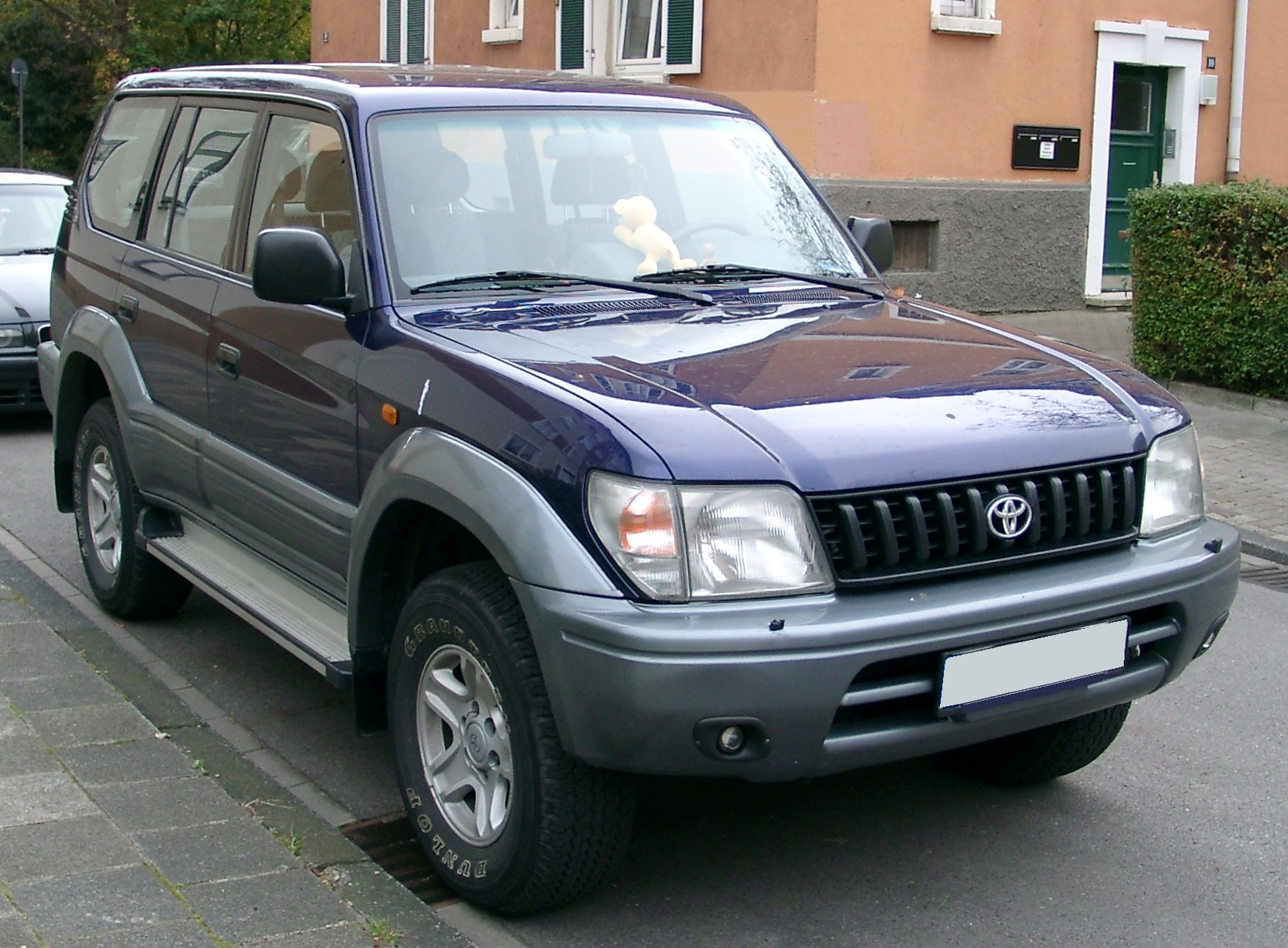
Toyota Land Cruiser Serie 90 1996-2002
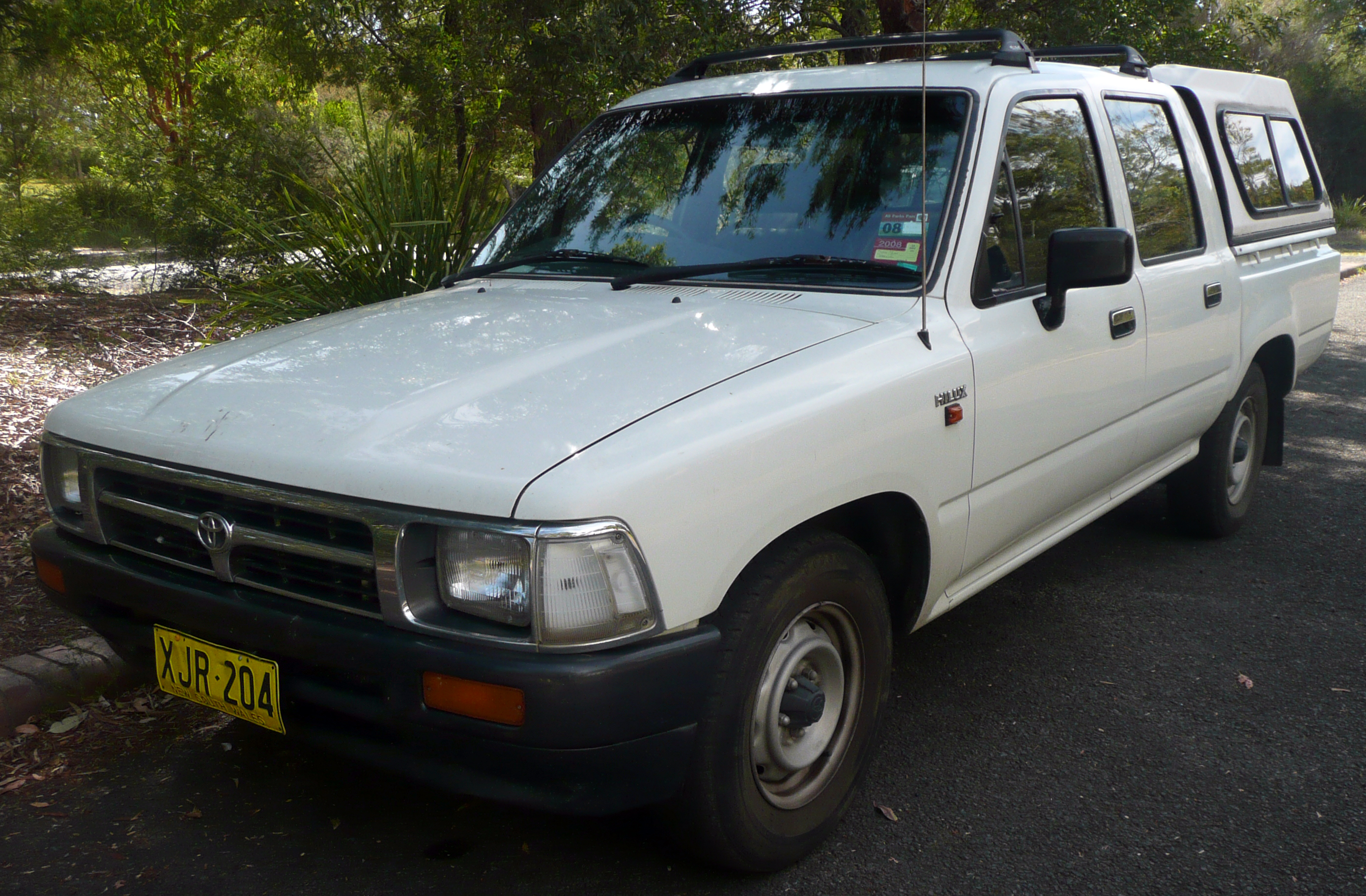
Toyota Hilux Quinta Generación Fase II 1994-1998

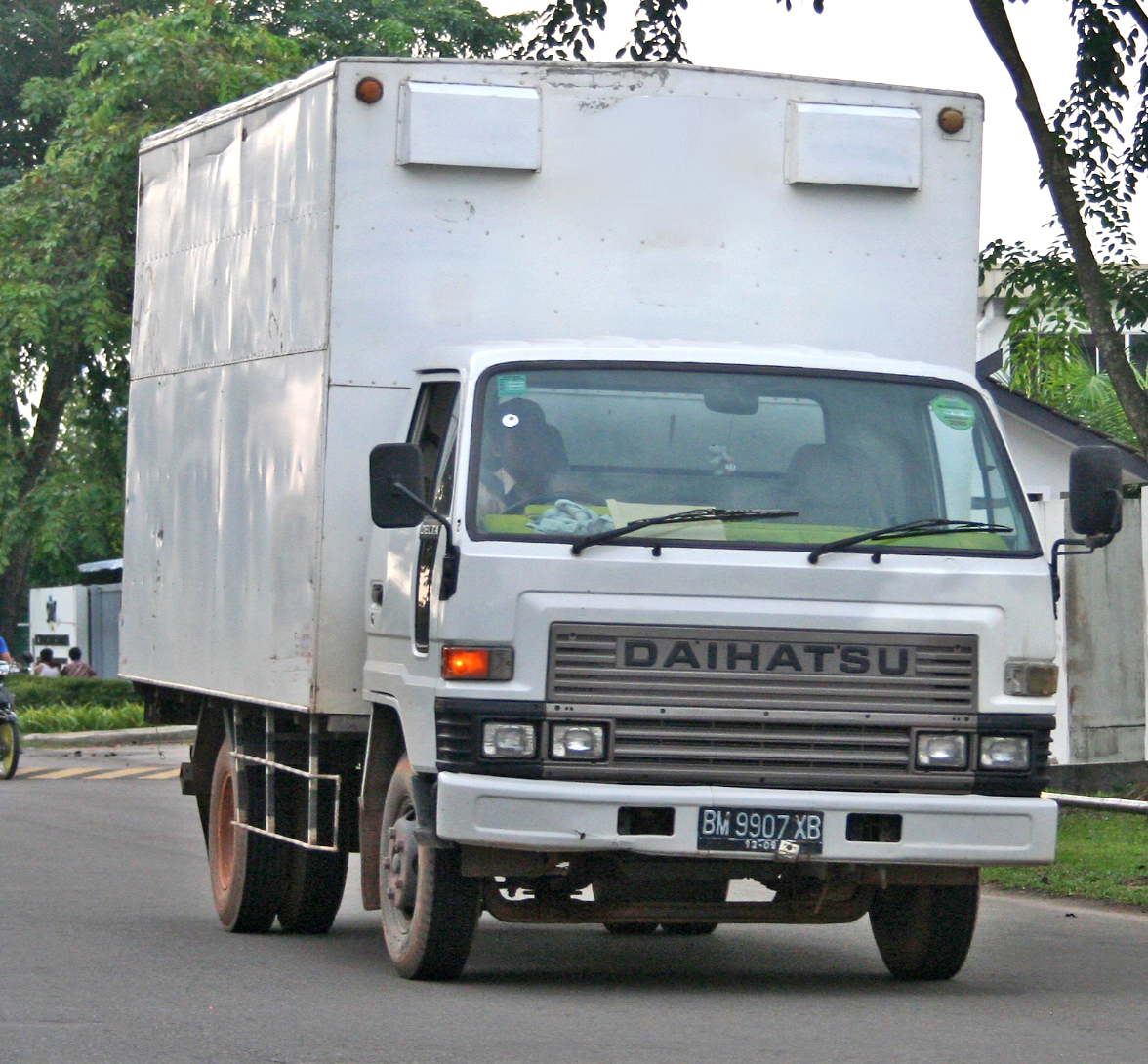
Daihatsu Delta 2005-2010

Renault

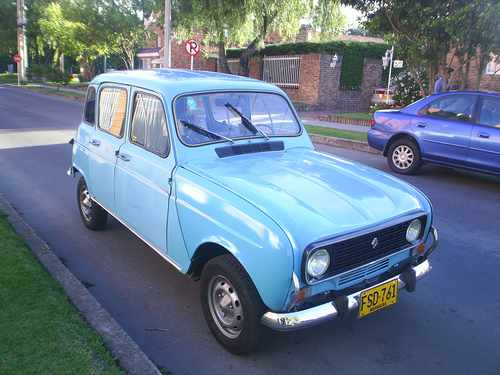
Renault 4 1970-1992
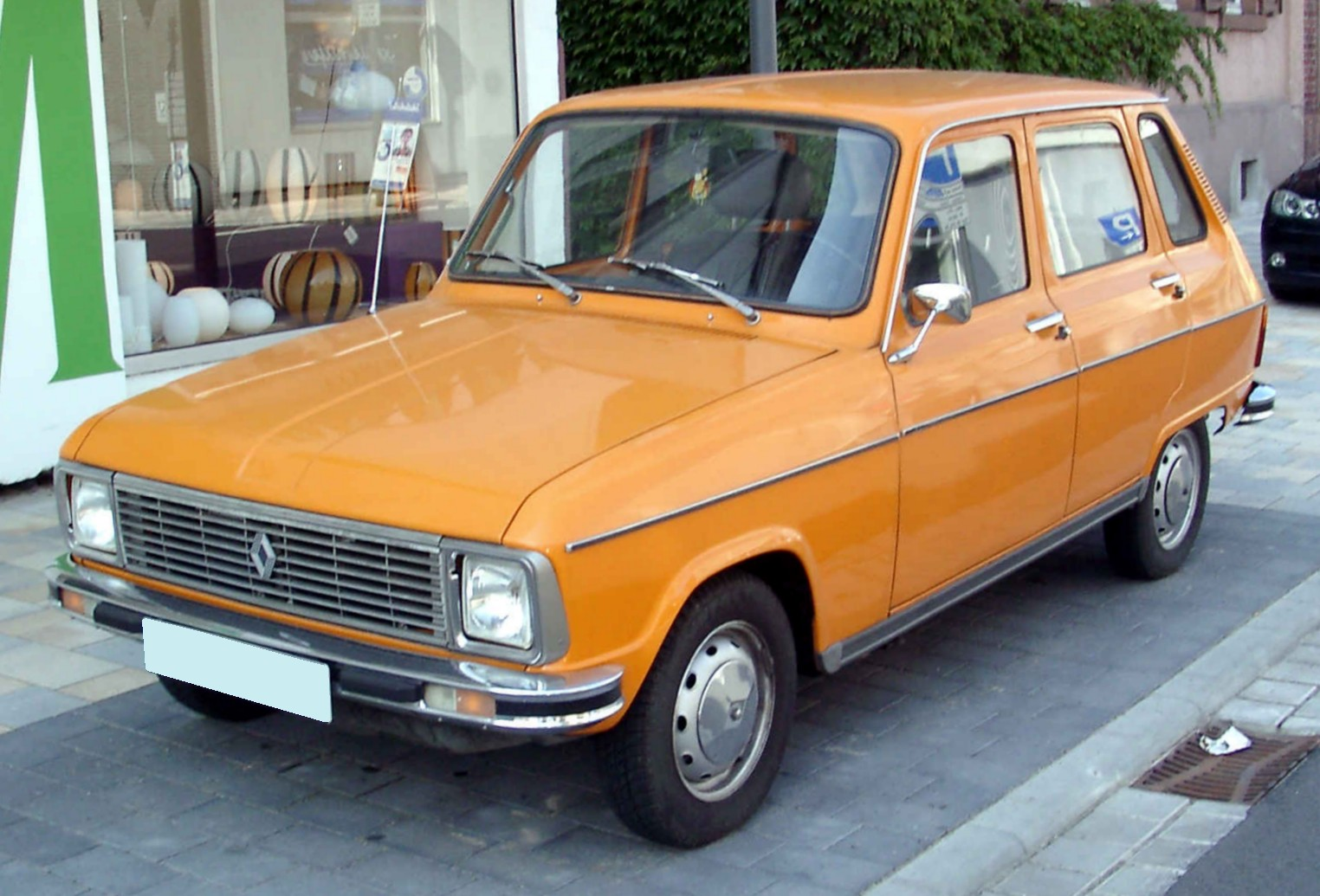
Renault 6 1971-1984
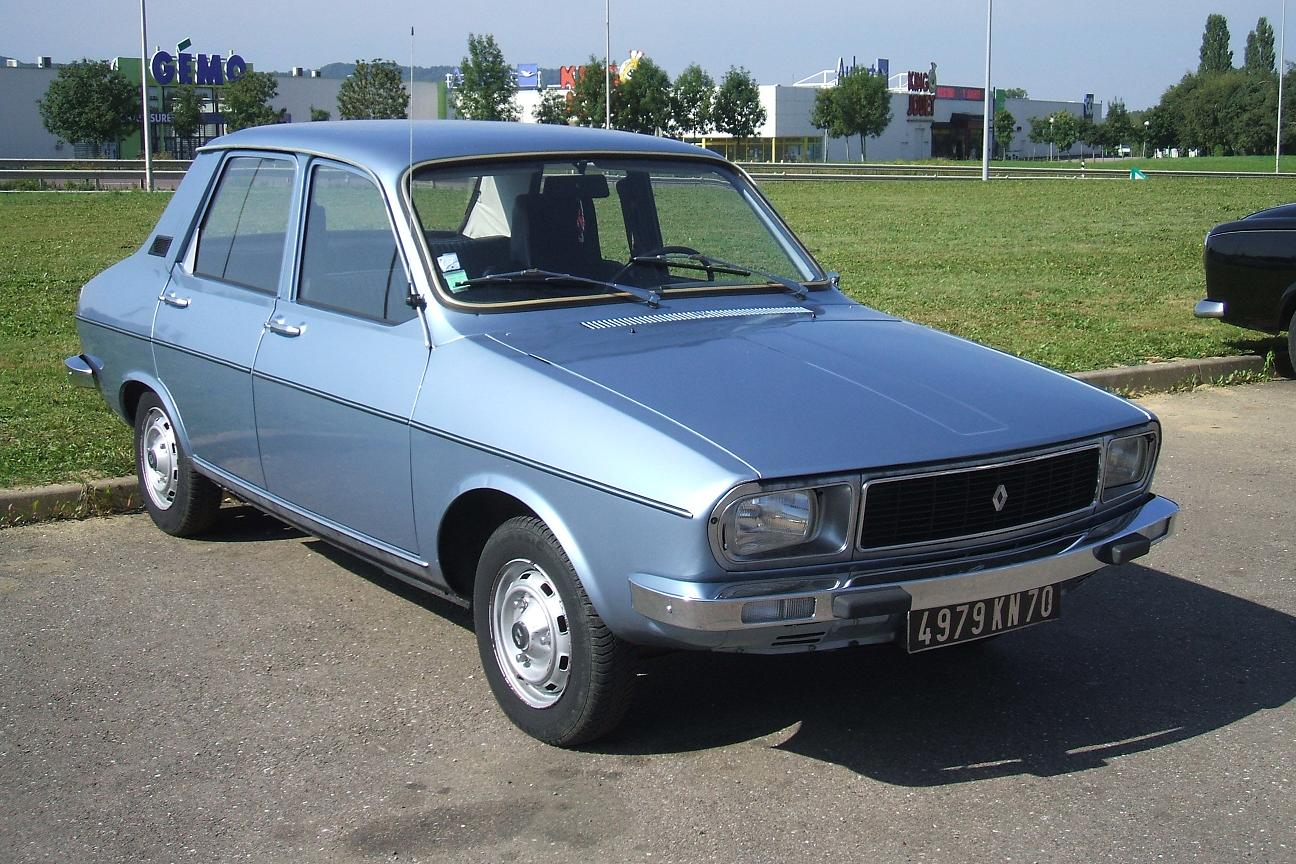
Renault 12 1973-1981
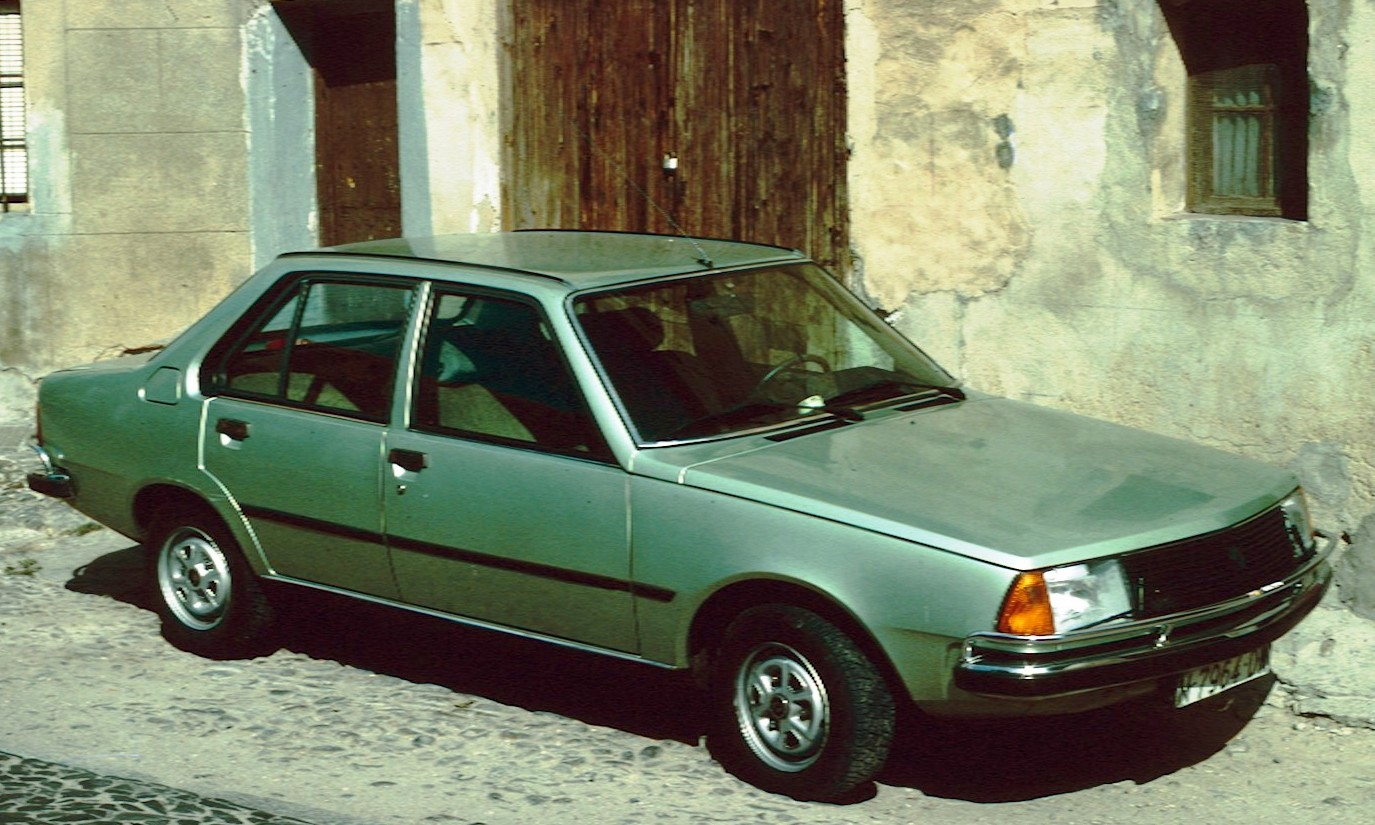
Renault 18 1981-1987
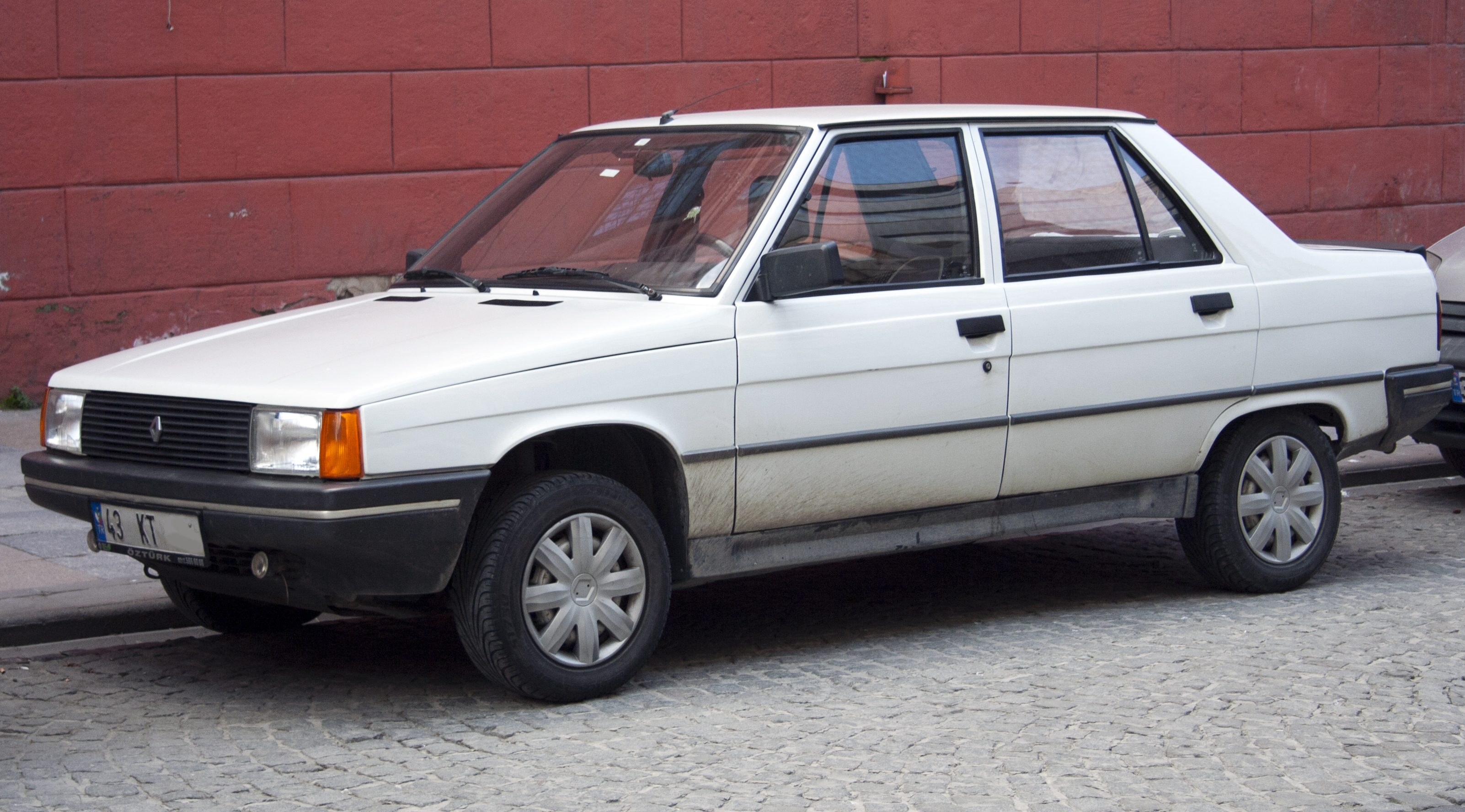
Renault 9 1983-1985
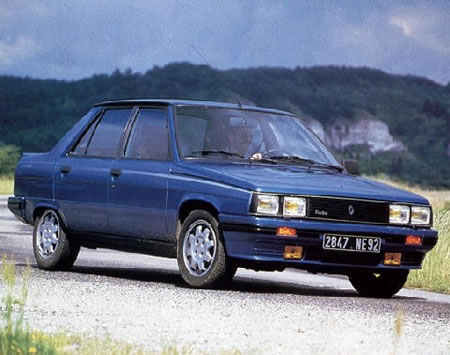
Renault 9 Fase II 1985-1987
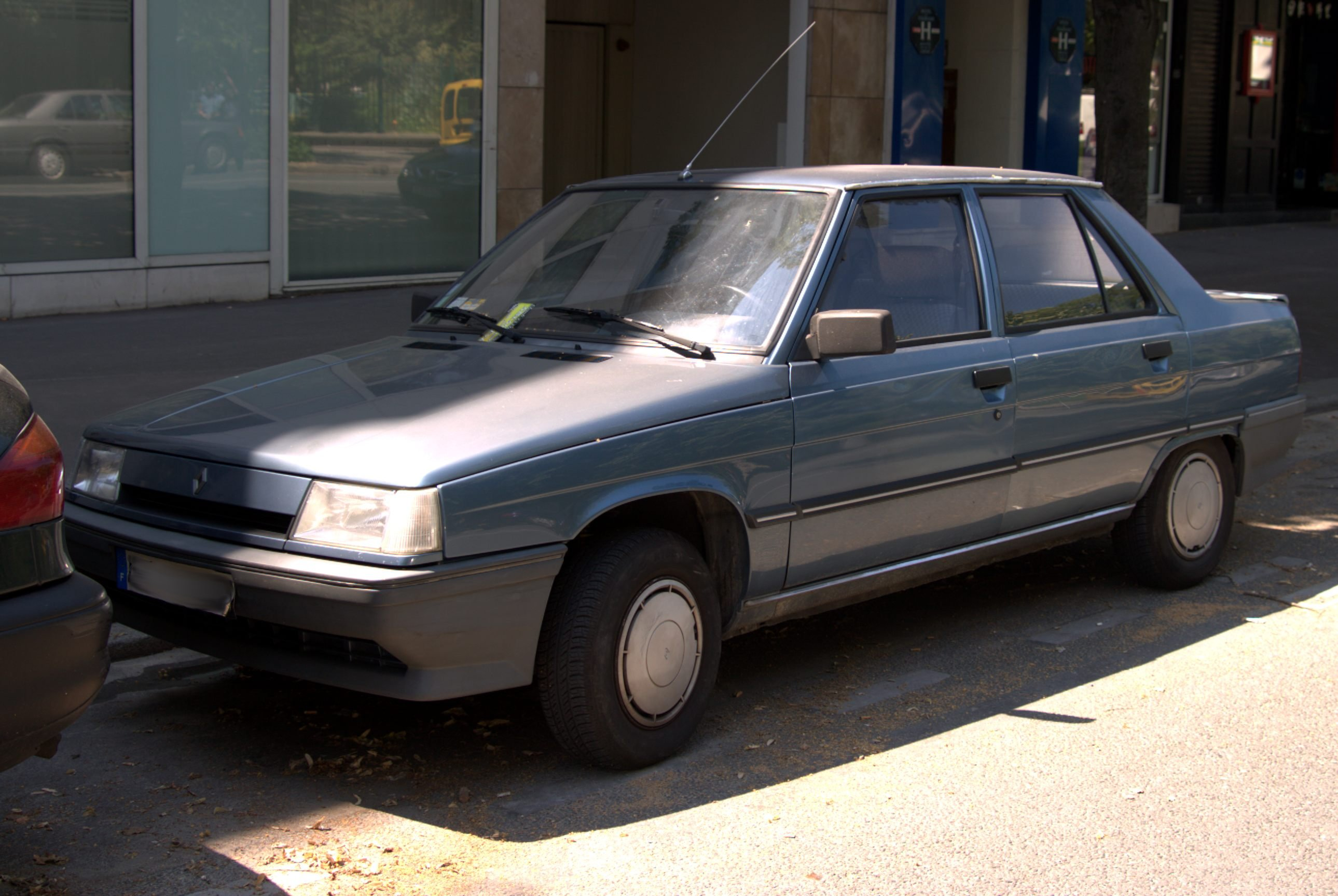
Renault 9 Fase III 1987-1996
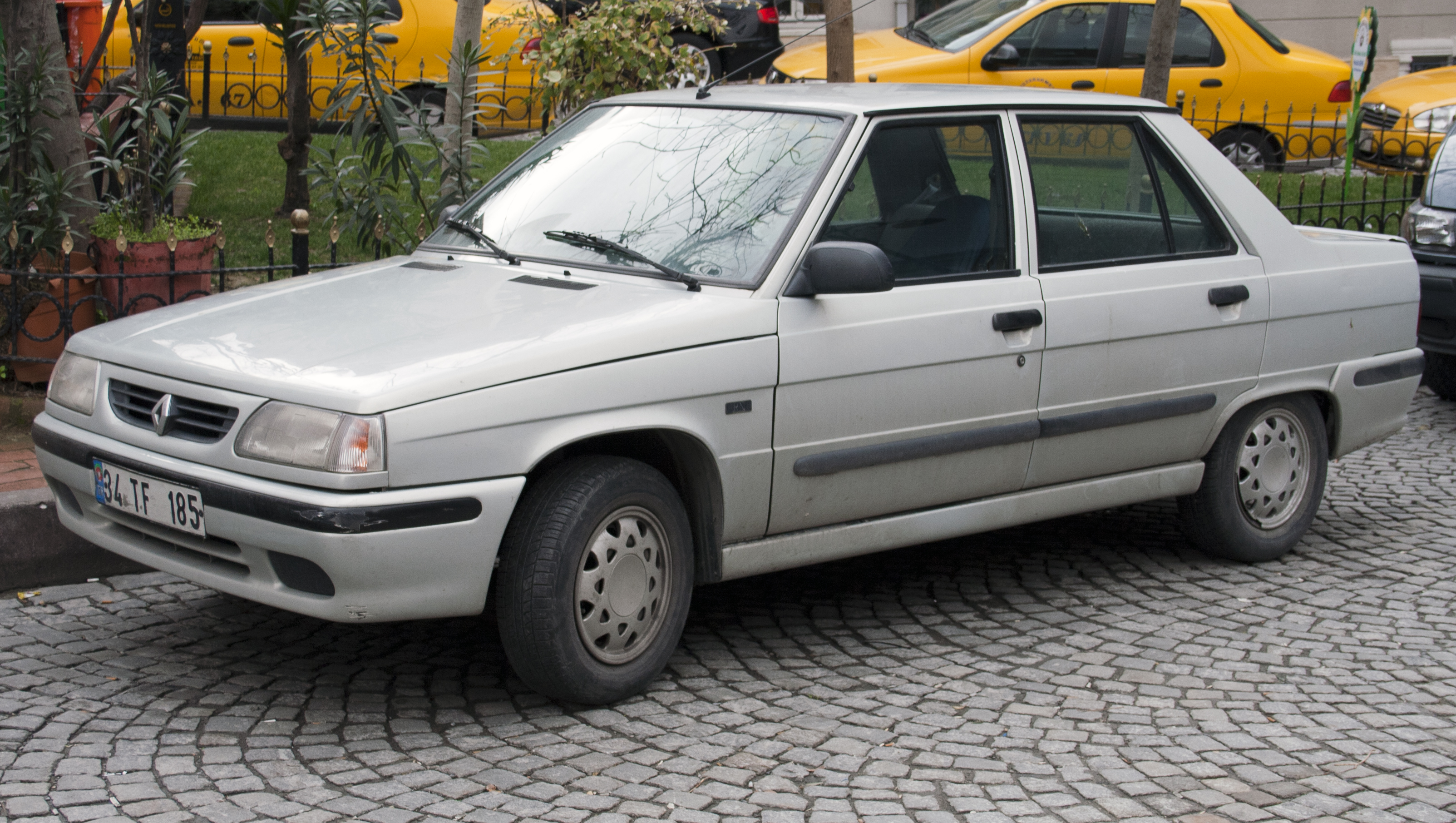
Renault 9 Personnalité 1996-1999
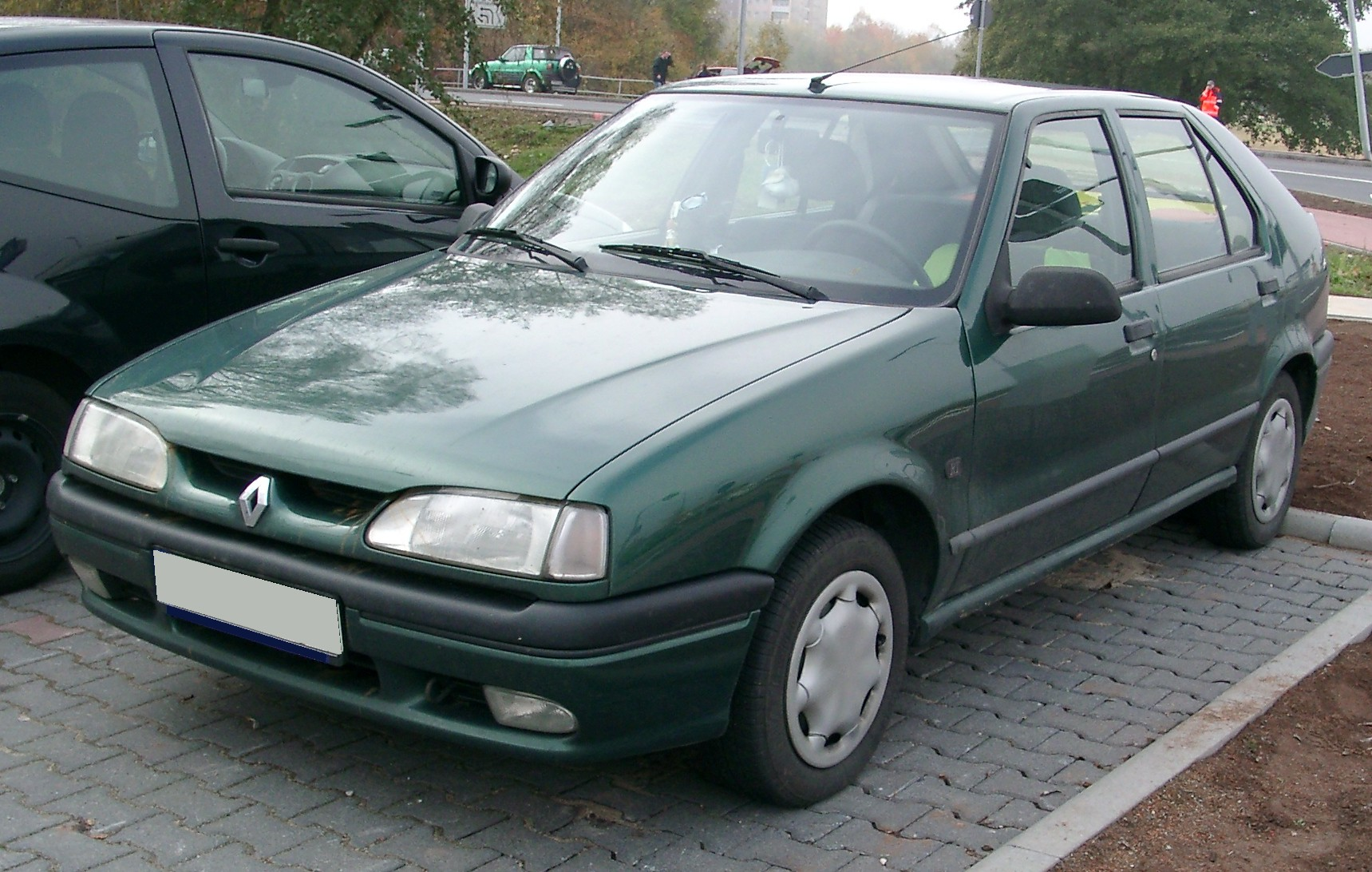
Renault 19 Fase II 1994-2001
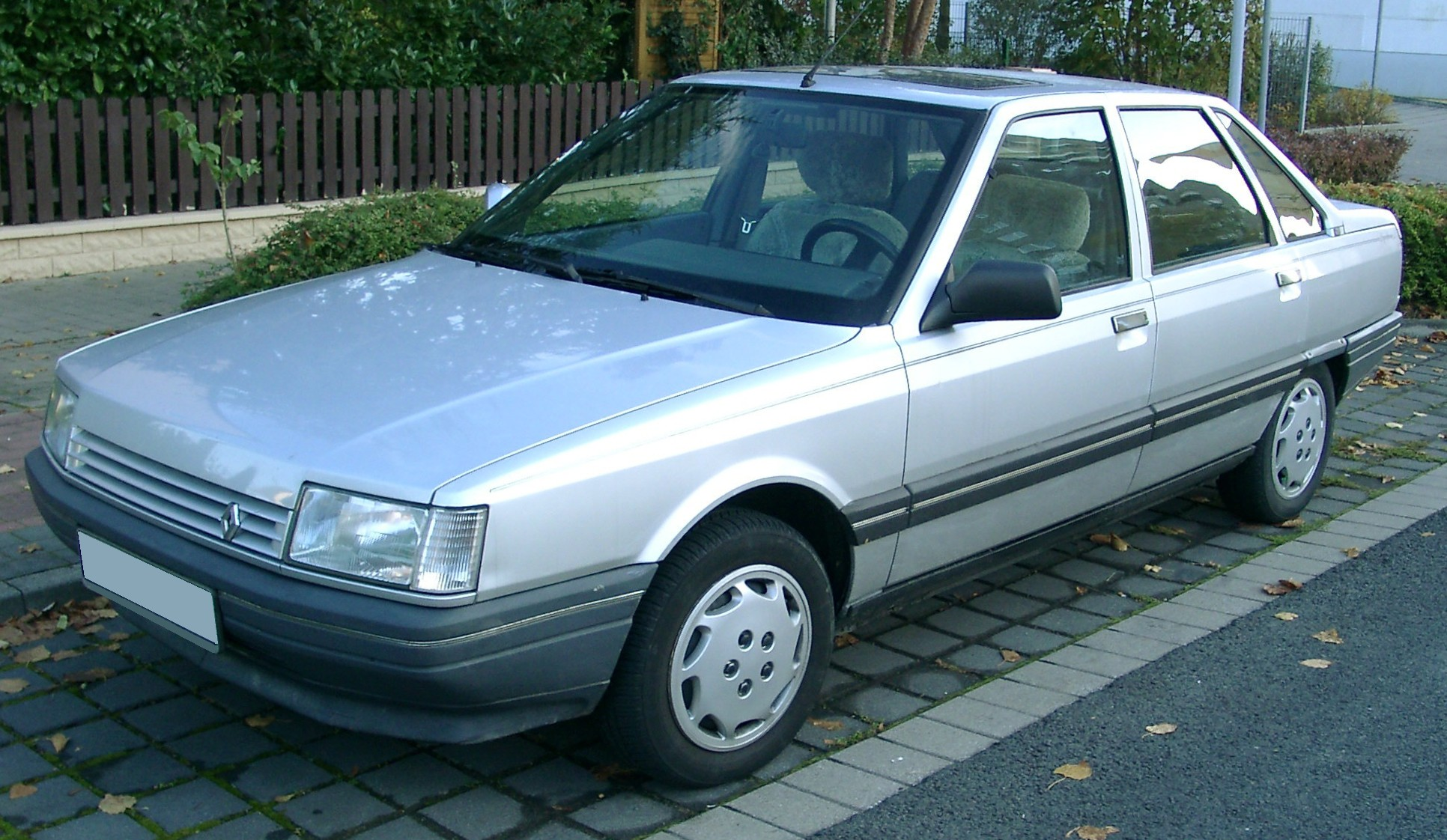
Renault 21 1987-1990
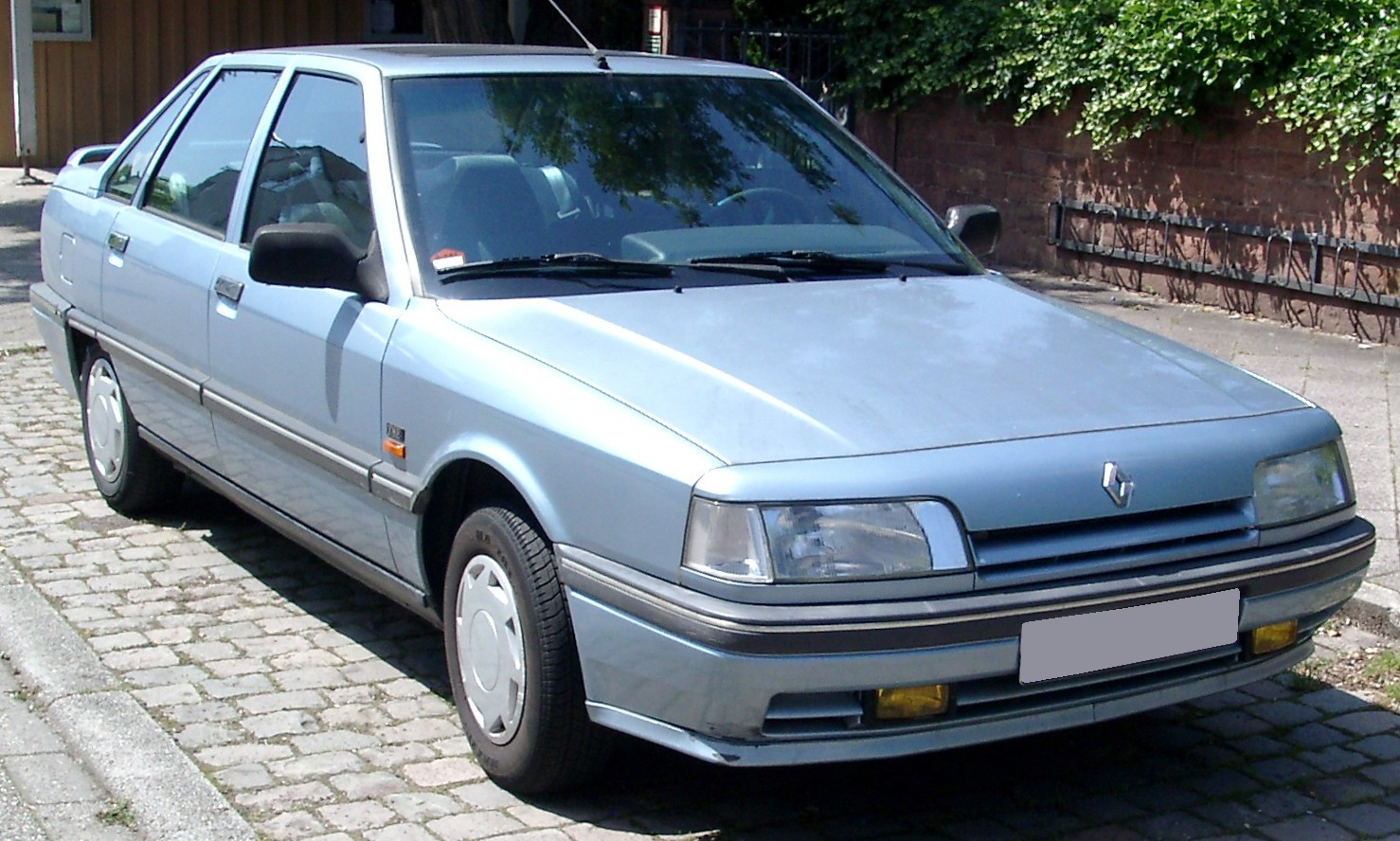
Renault Étolie 1990-1994
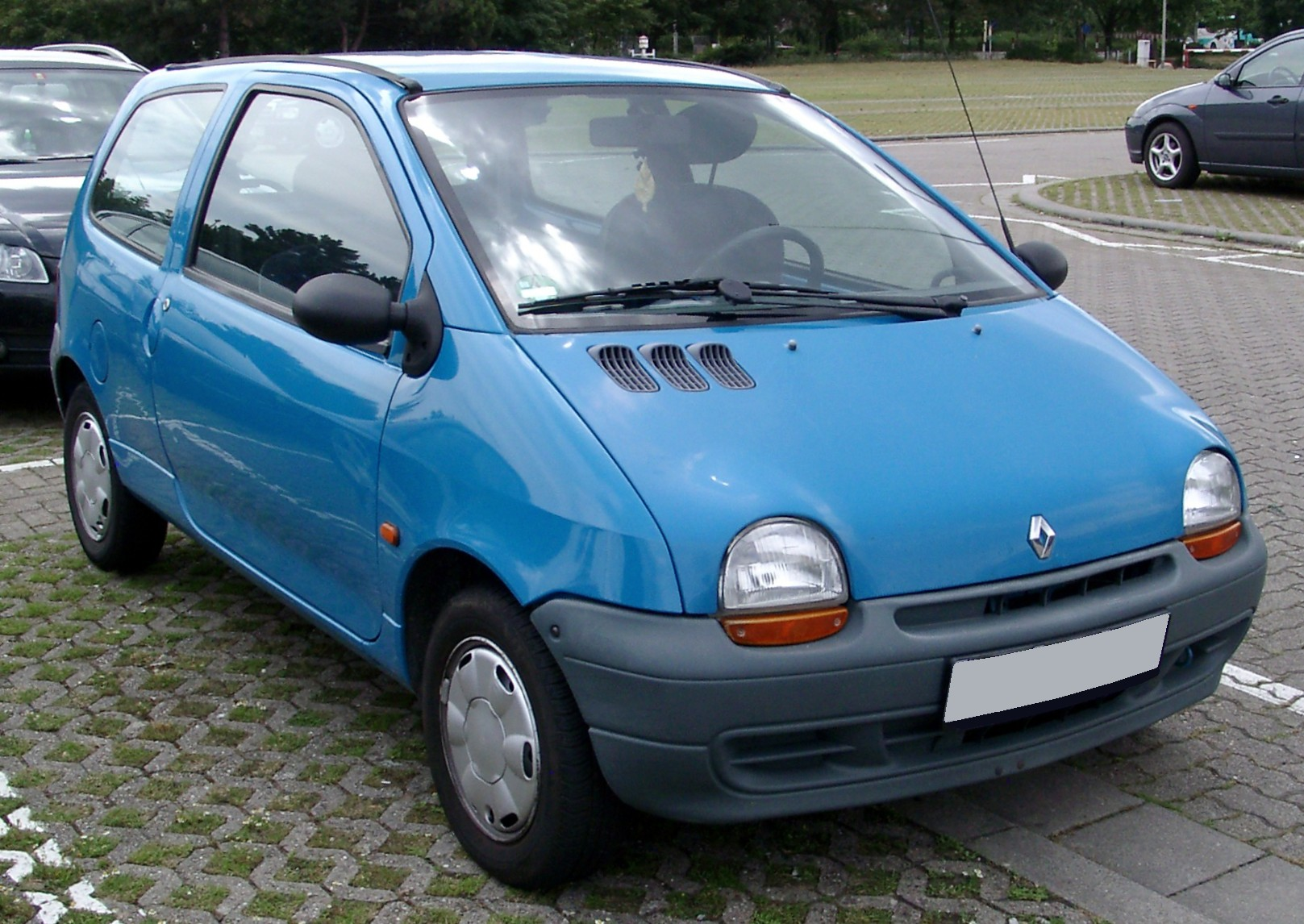
Renault Twingo I 1995-1998
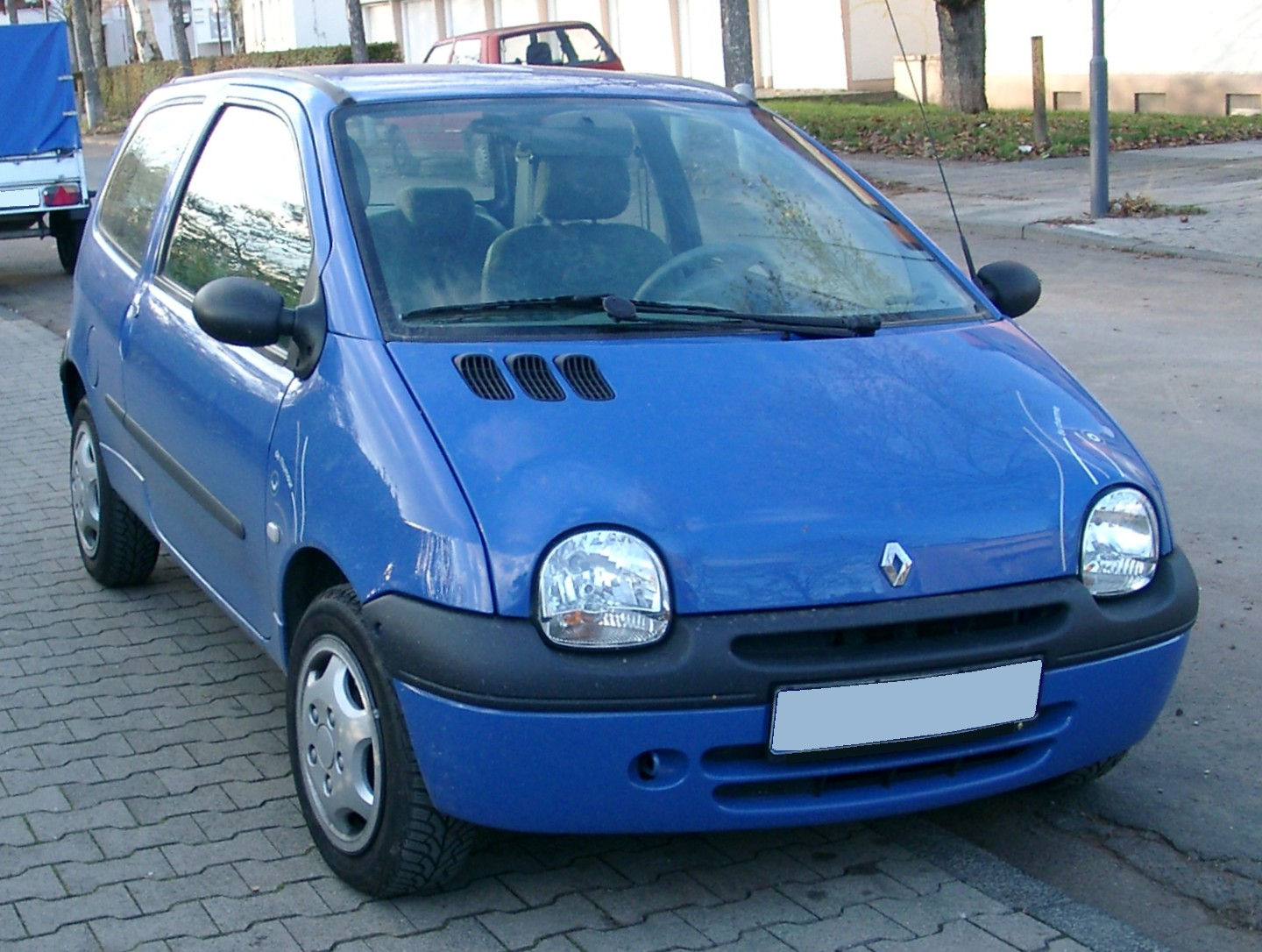
Renault Twingo I Fase II 1998-2012
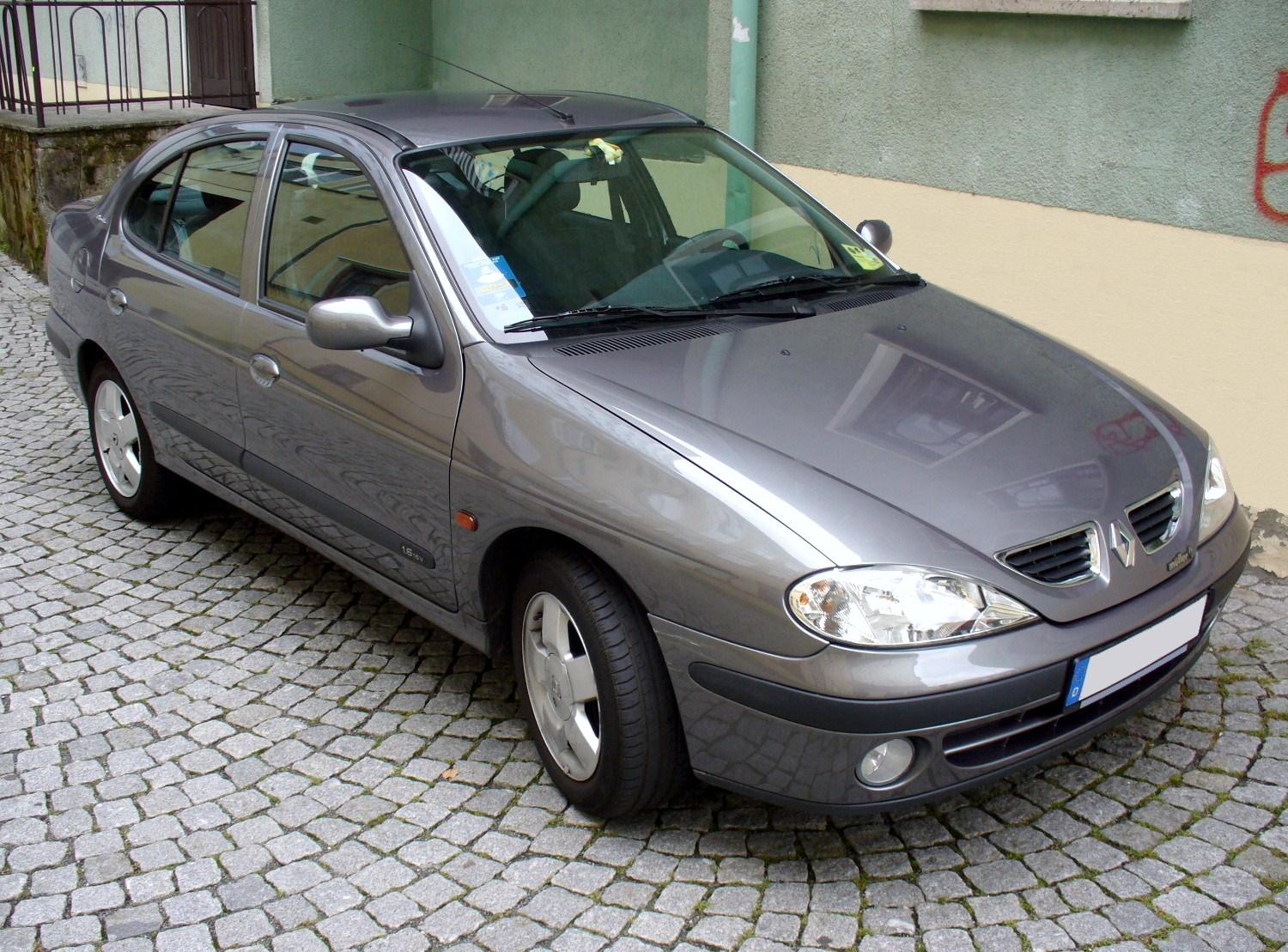
Renault Mégane Classic Fase II 1999-2009
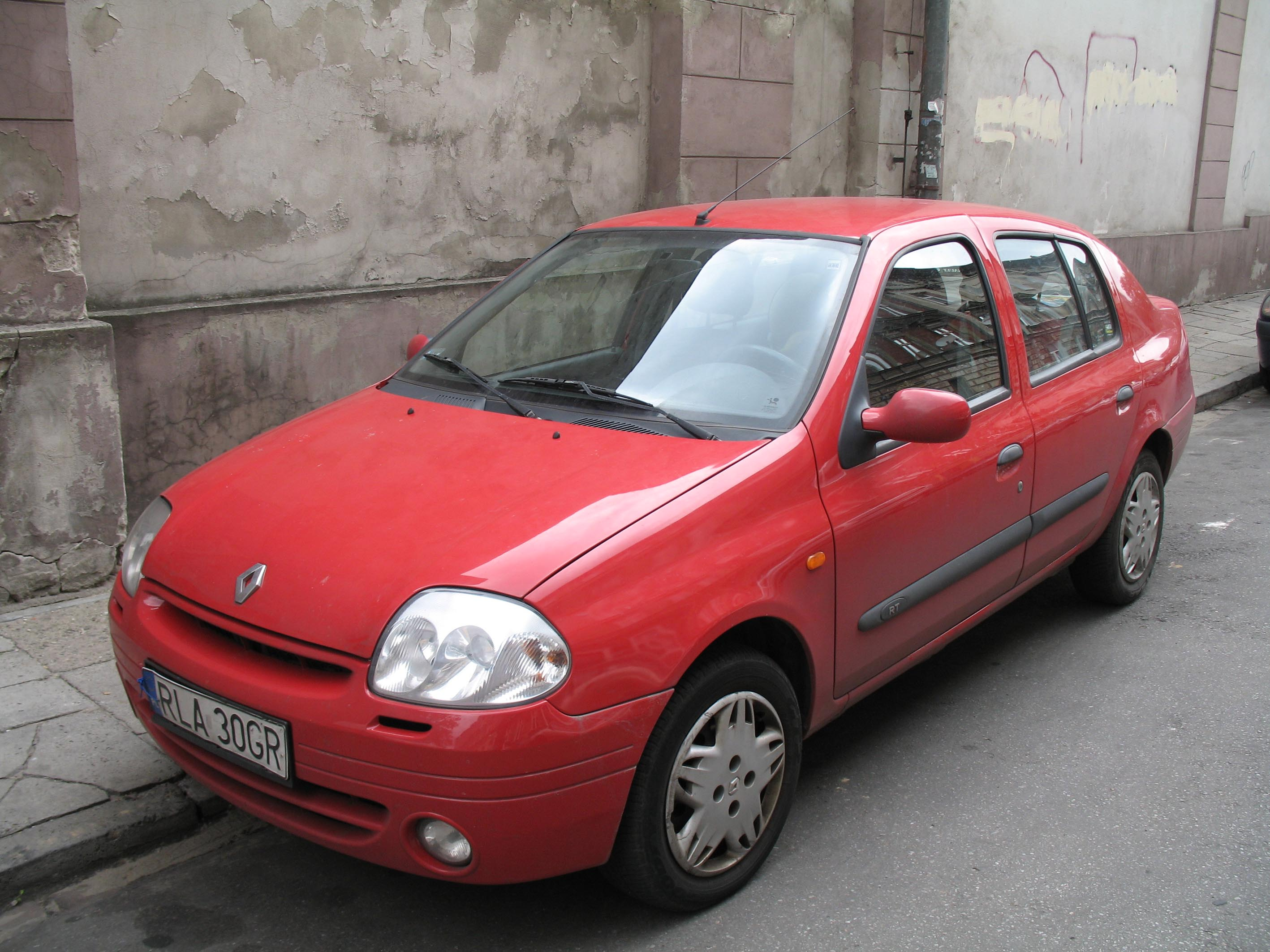
Renault Symbol I 2001-2002
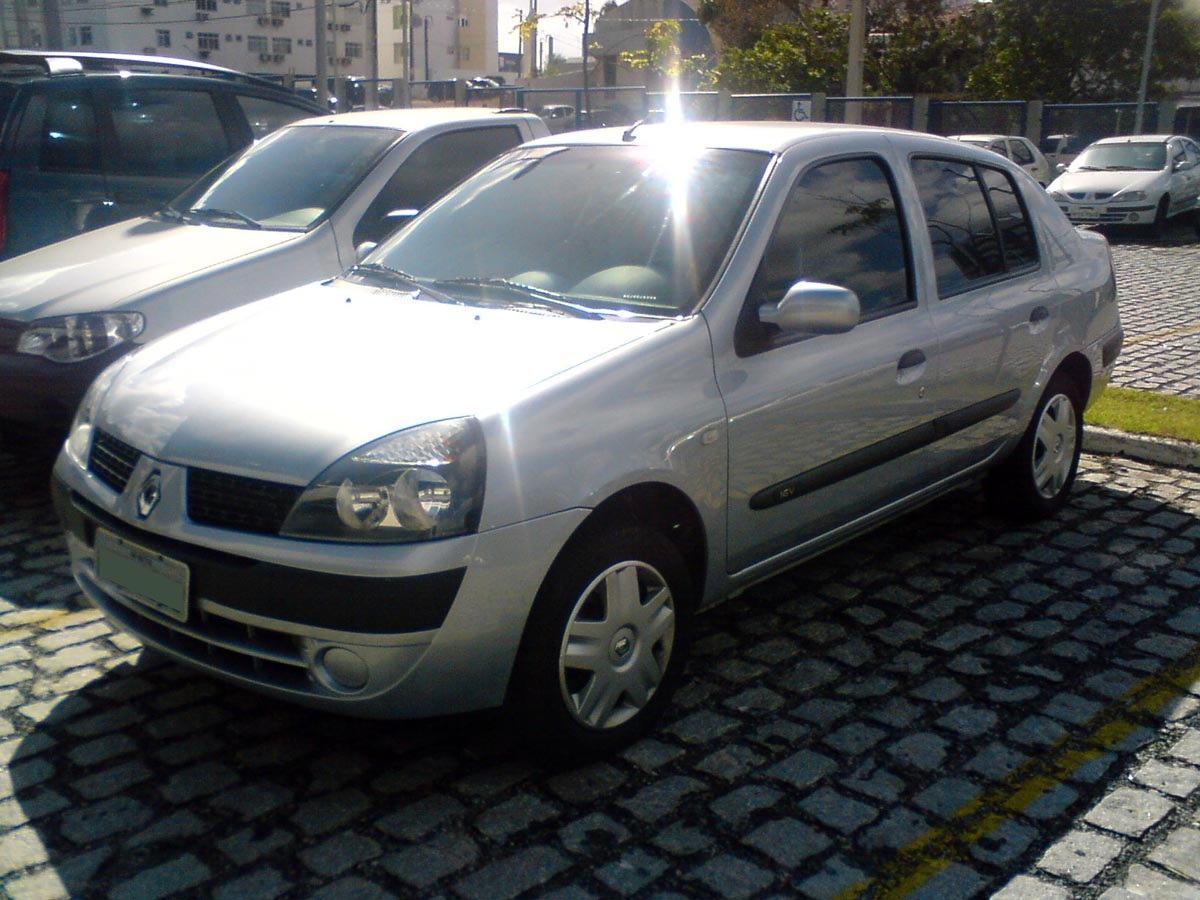
Renault Symbol I Fase II 2002-2009 2005-2009 (Taxi)
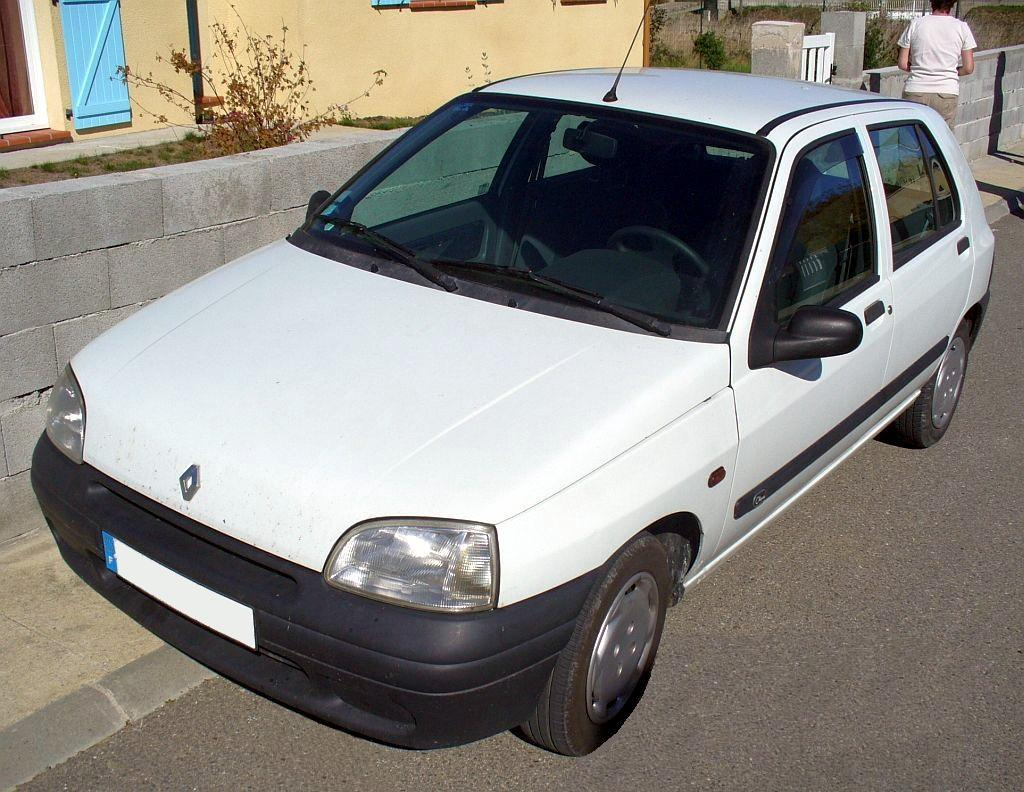
Renault Clio I 1996-2001
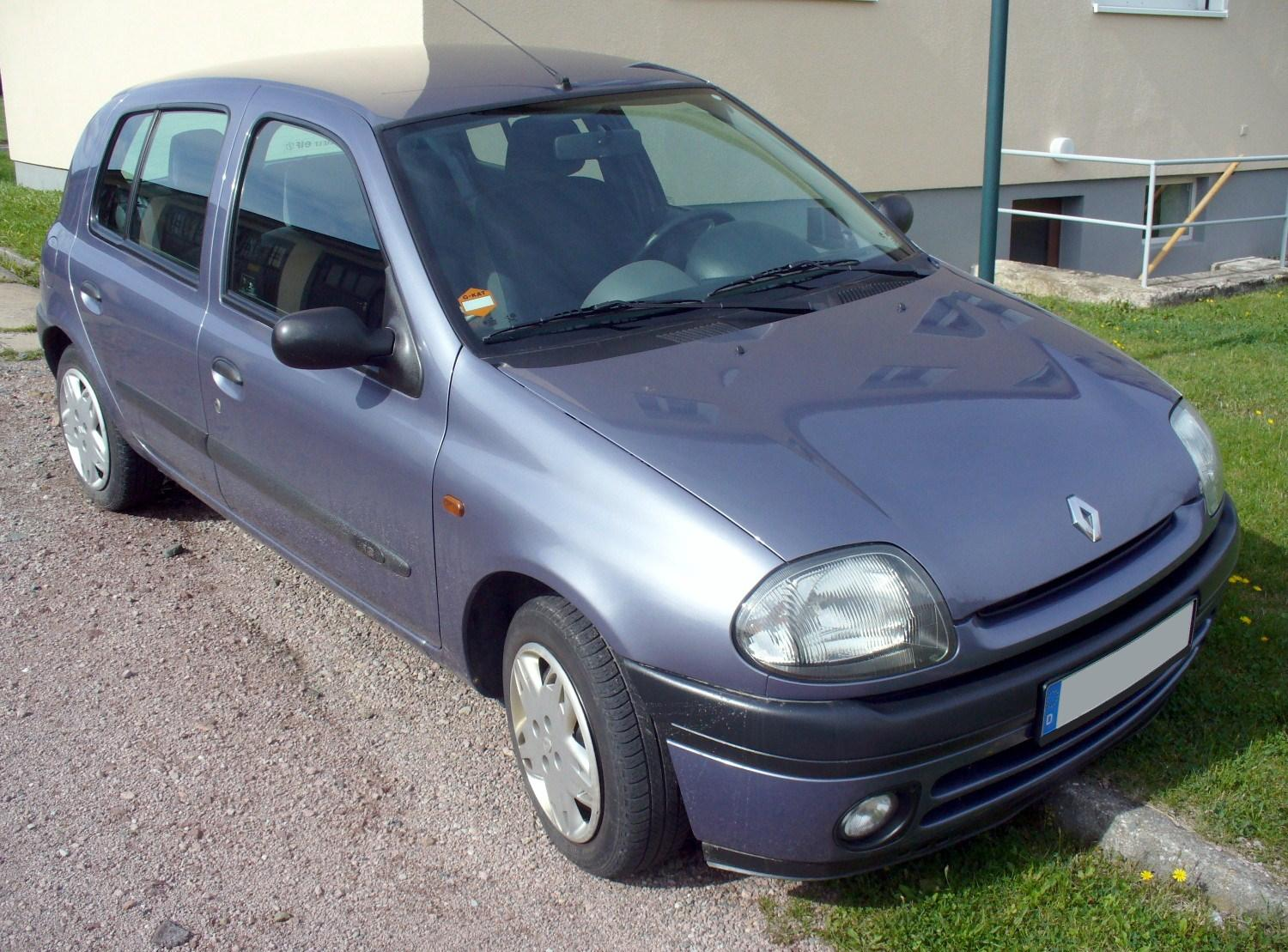
Renault Clio II 2001-2002
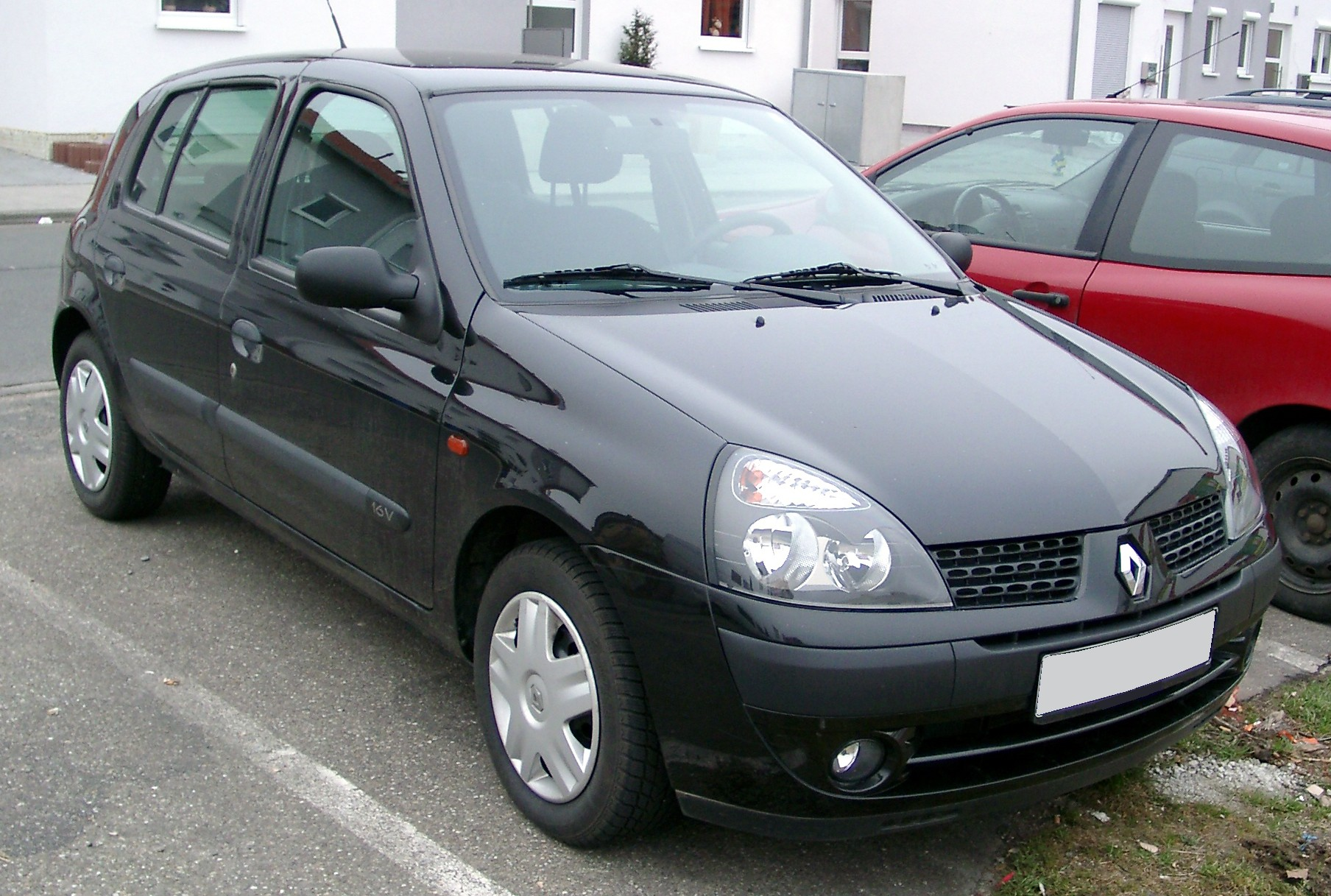
Renault Clio II Fase II 2002-2012
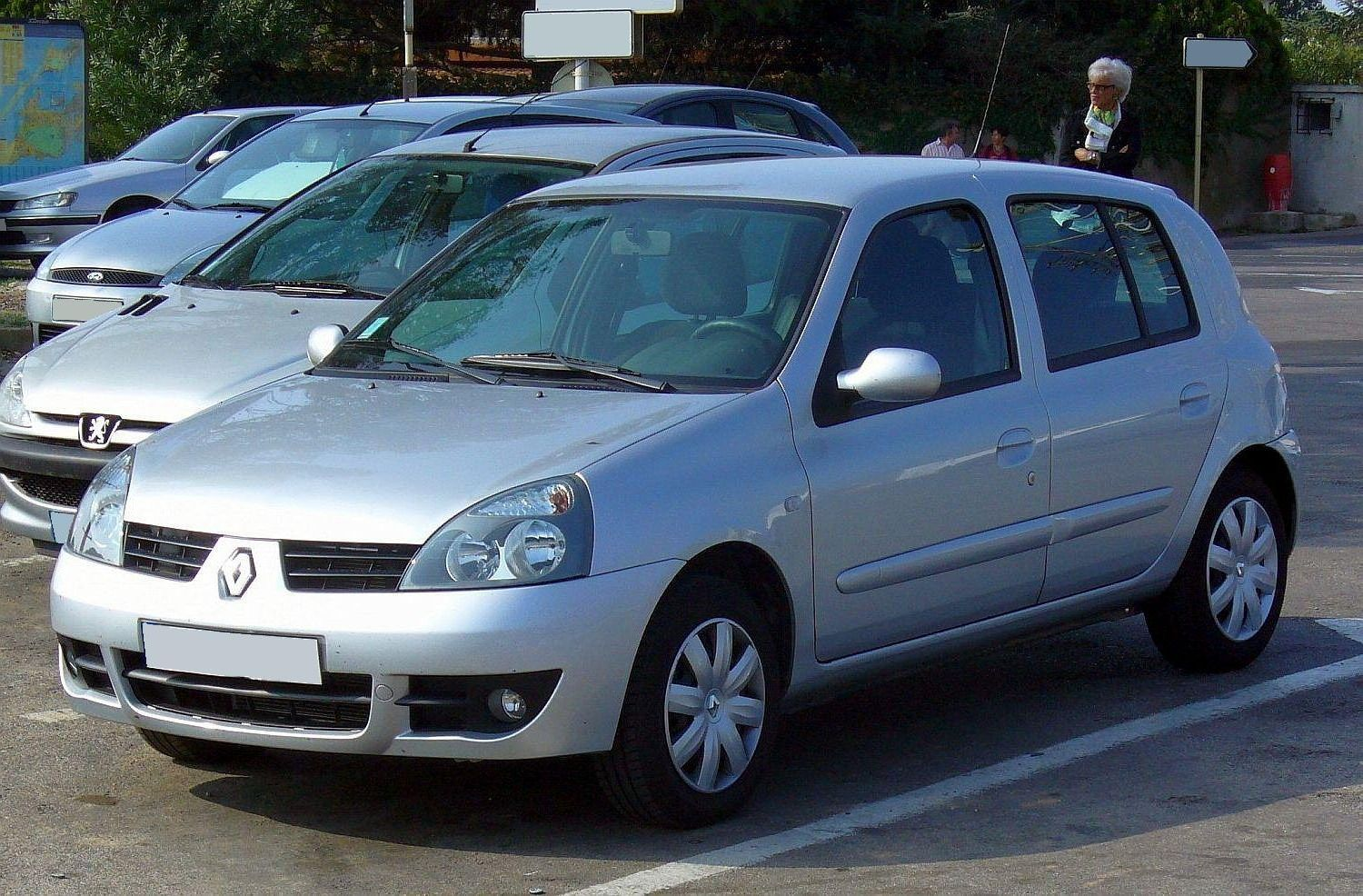
Renault Clio Campus 2012-2015
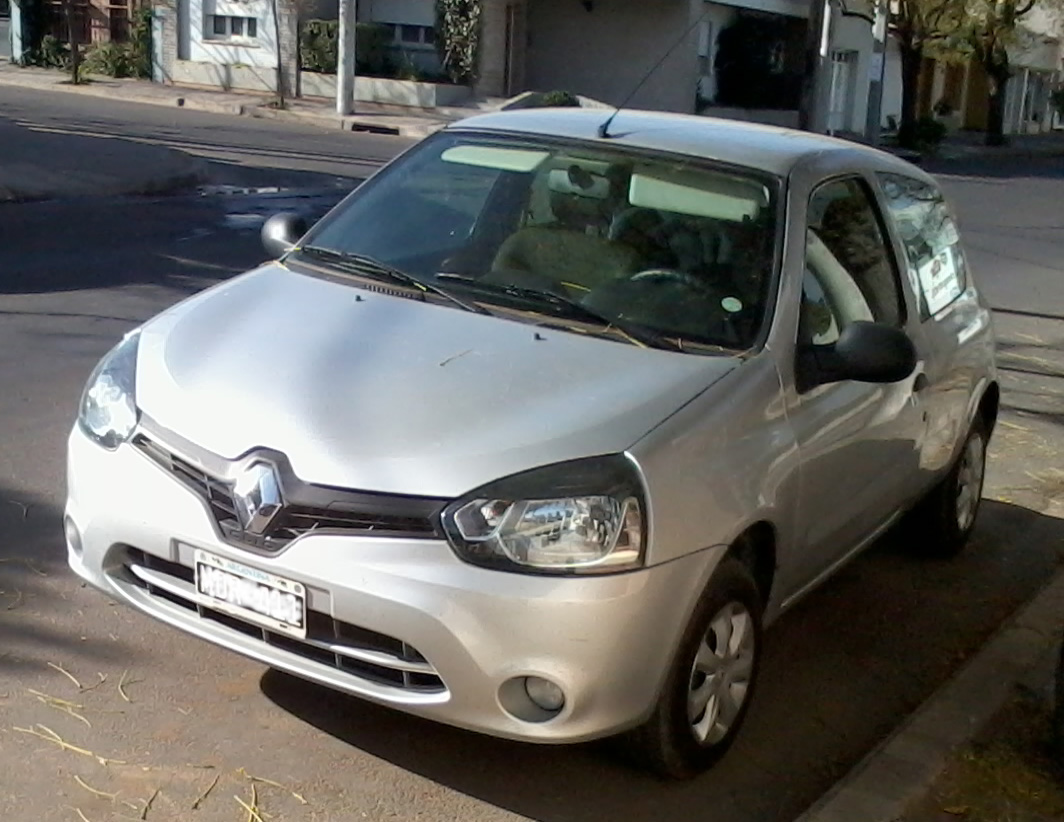
Renault Clio Style 2015-2017 (Incluye versión taxi)
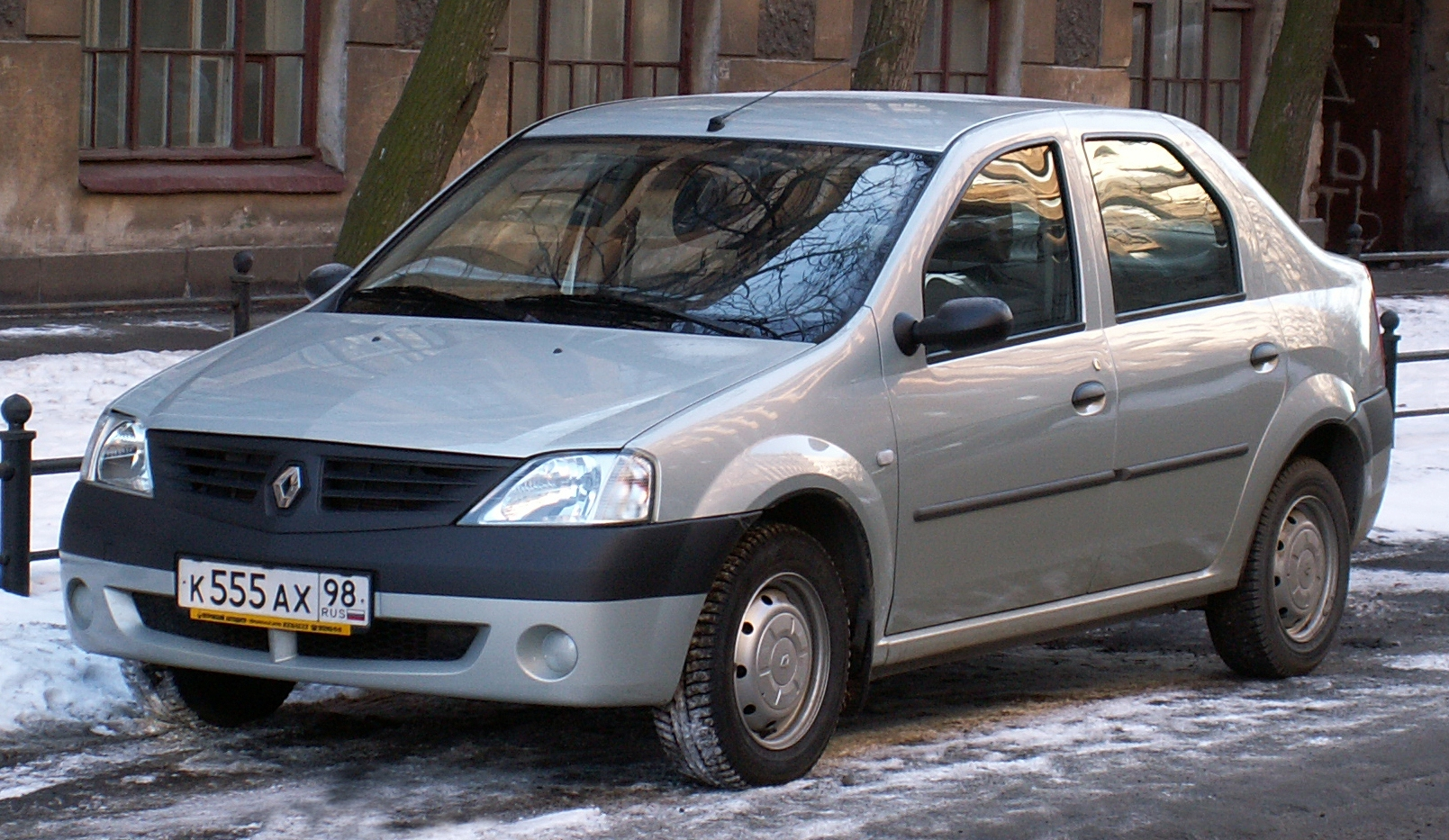
Renault Logan 2005-2008
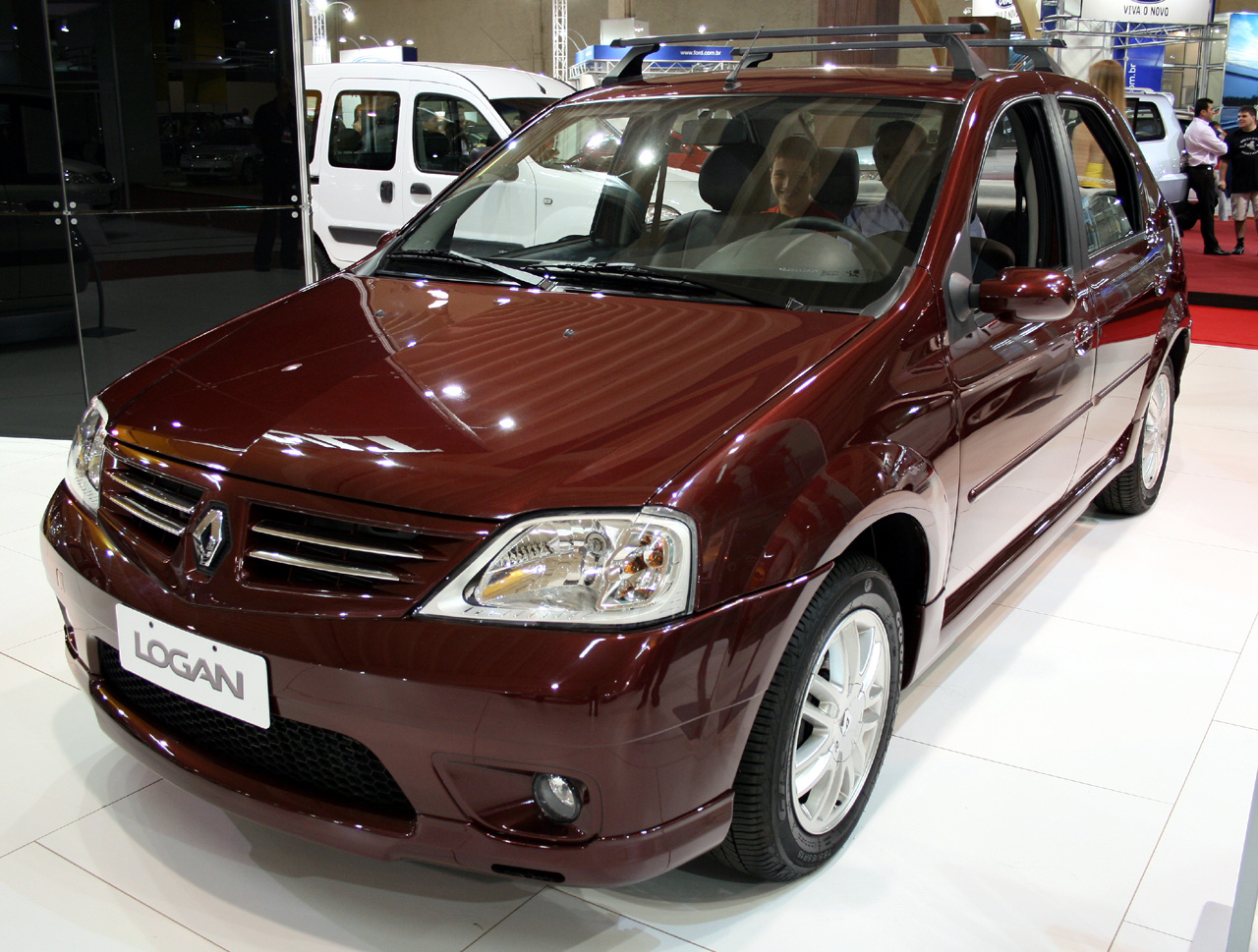
Renault Logan Fase II 2008-2010 (Incluye versión taxi)
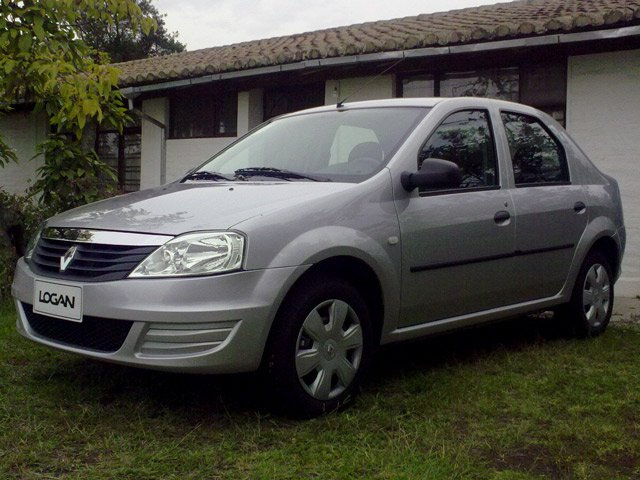
Renault Logan Fase III 2010-2015 (Incluye versión taxi)
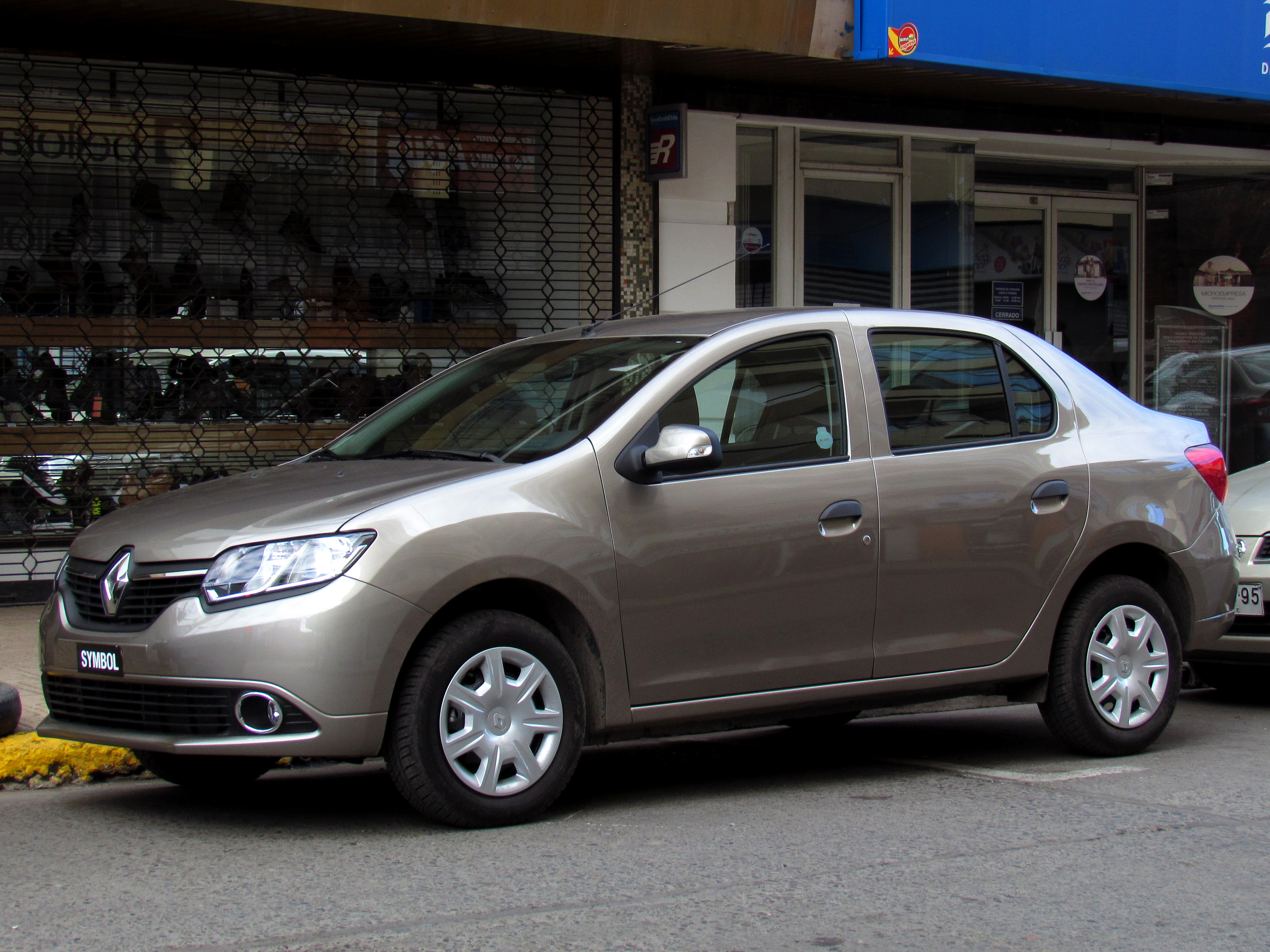
Renault Logan II 2015-2019
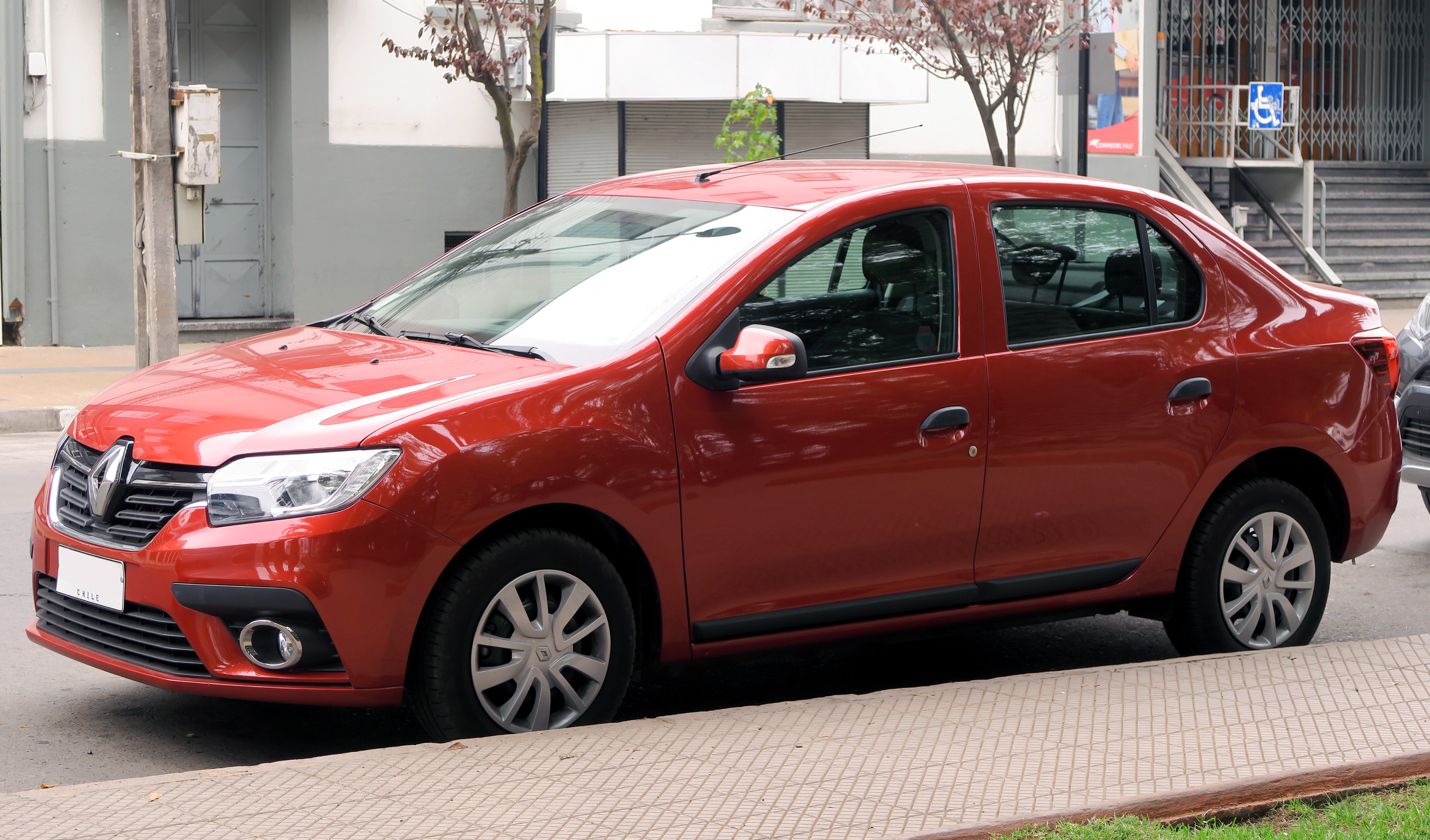
Renault Logan II Fase II 2019-presente
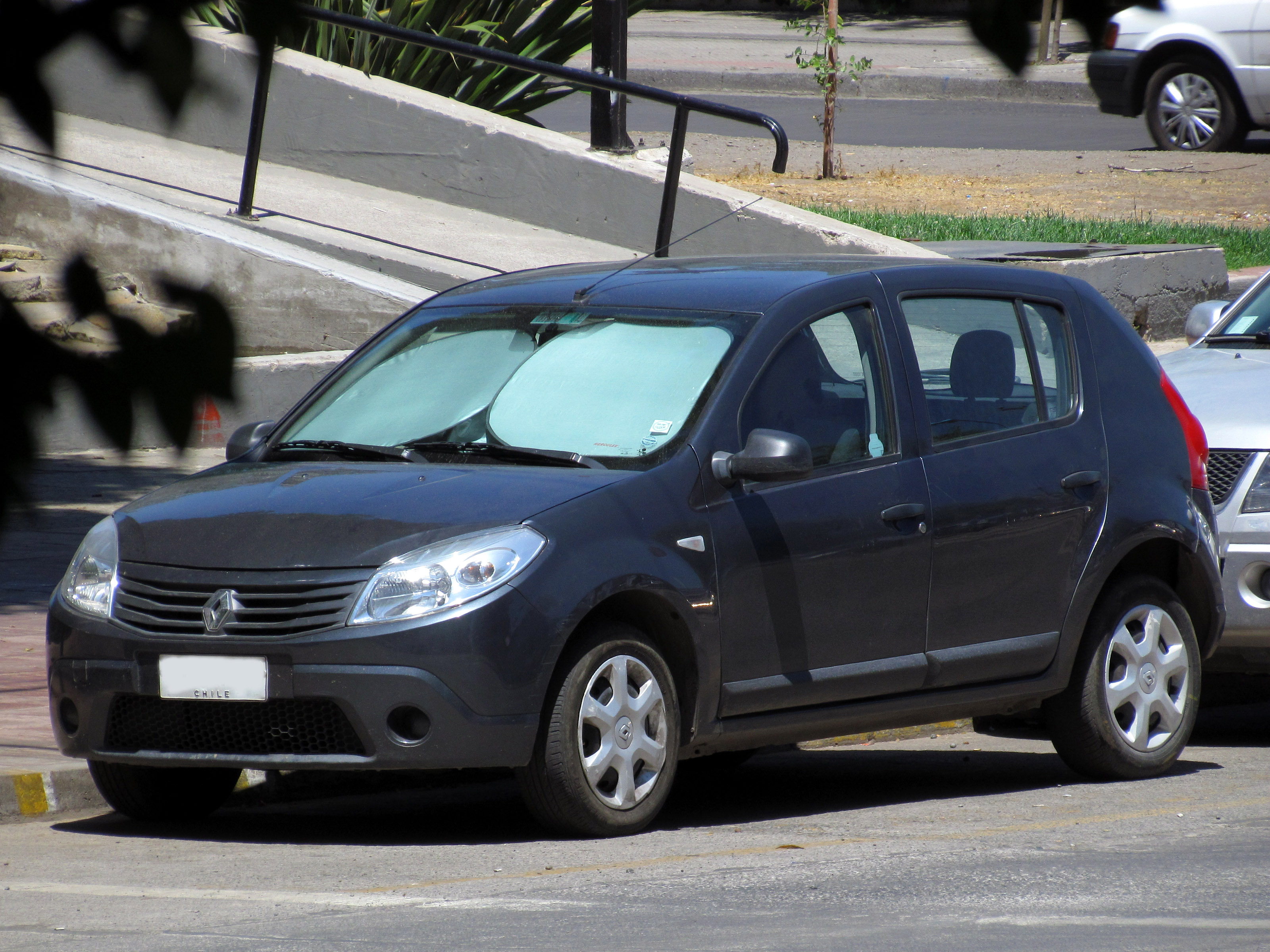
Renault Sandero 2008-2012
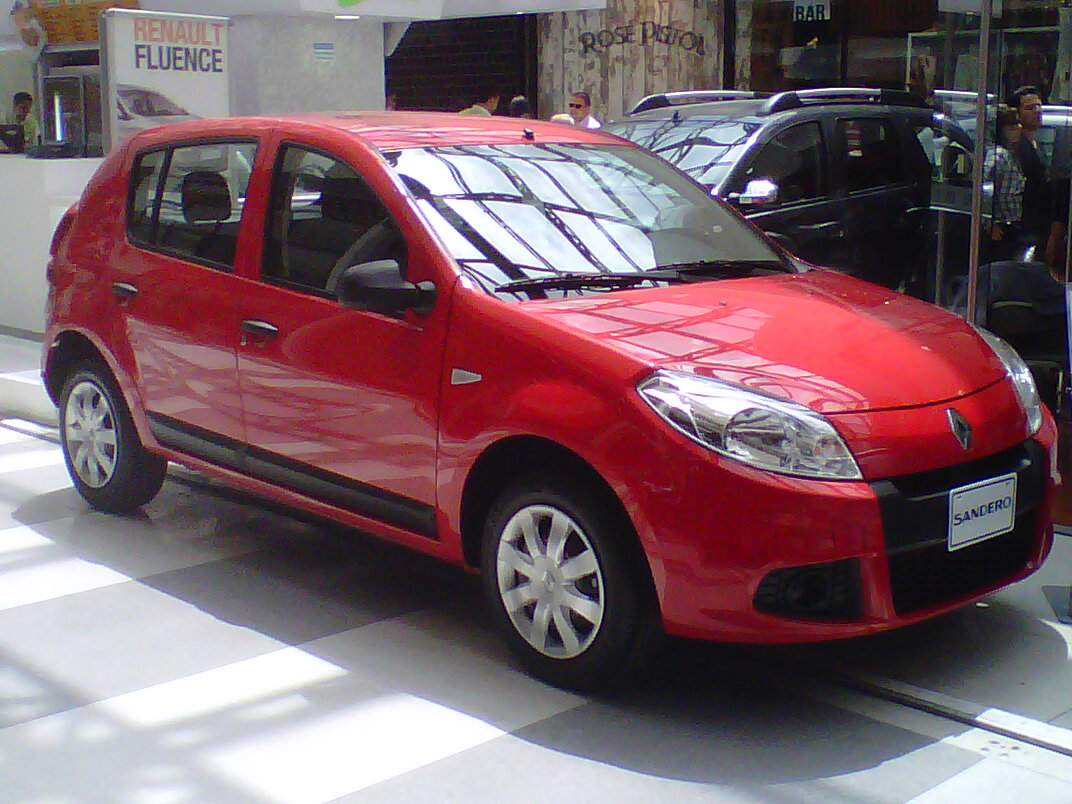
Renault Sandero Fase II 2012-2015
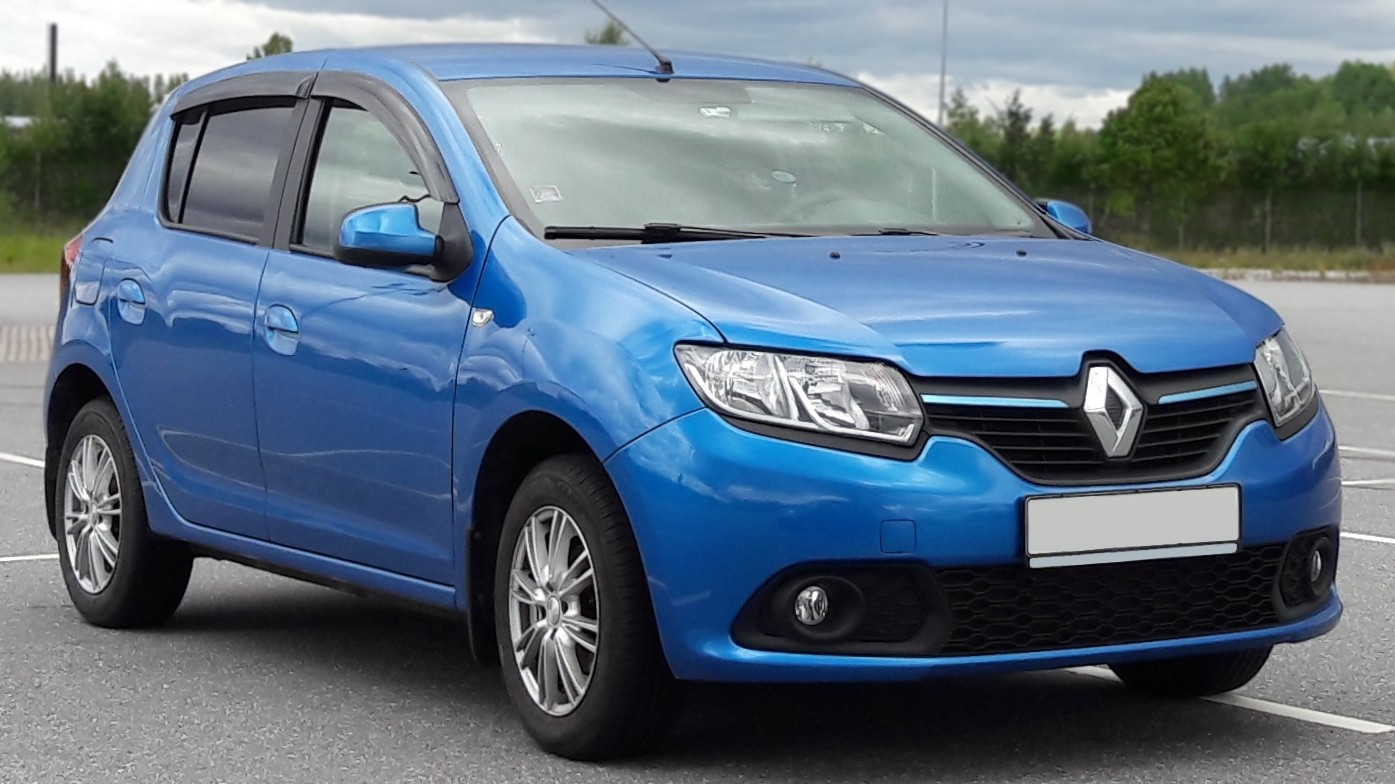
Renault Sandero II 2015-2019
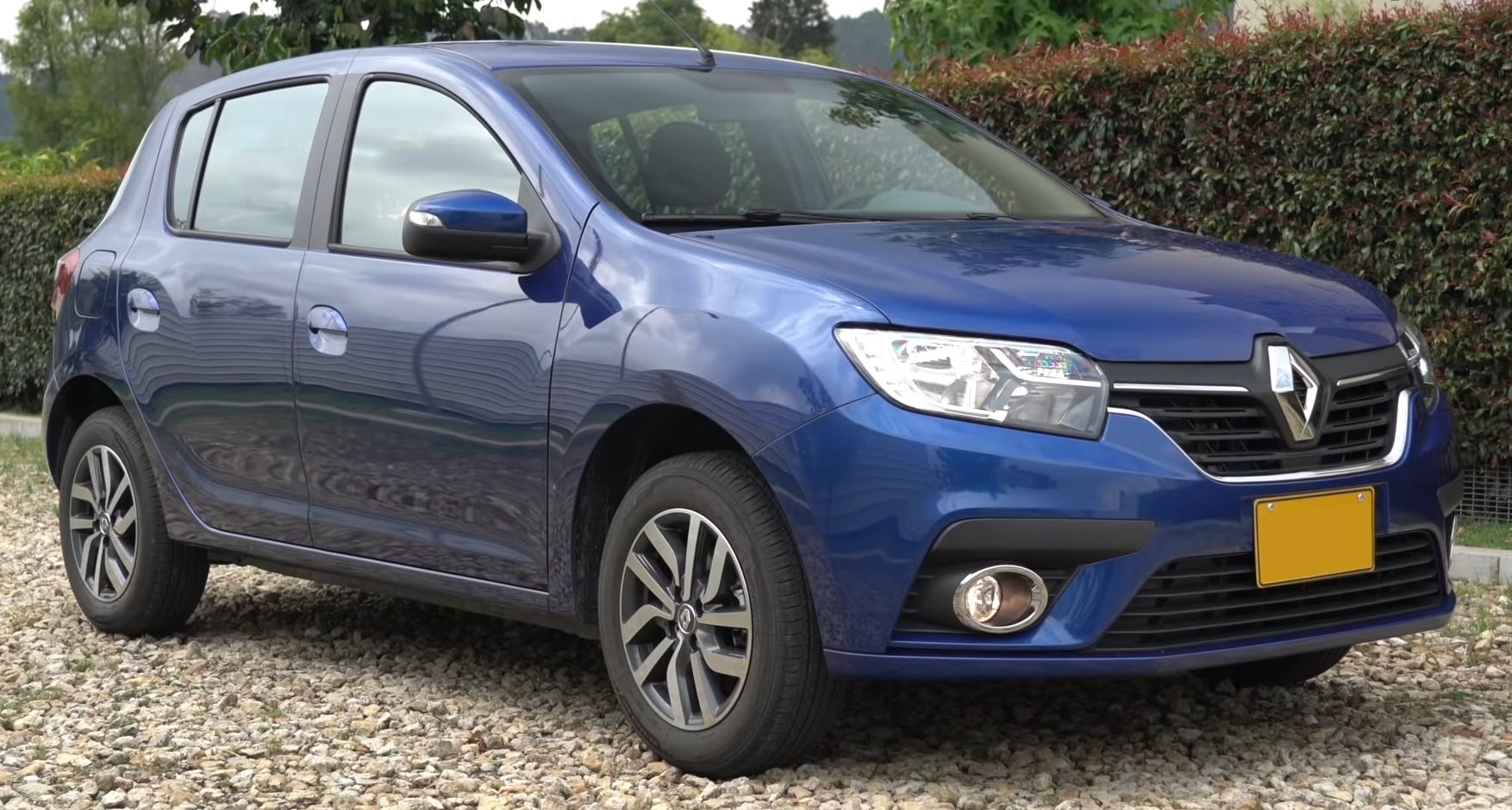
Renault Sandero II Fase II 2019-presente
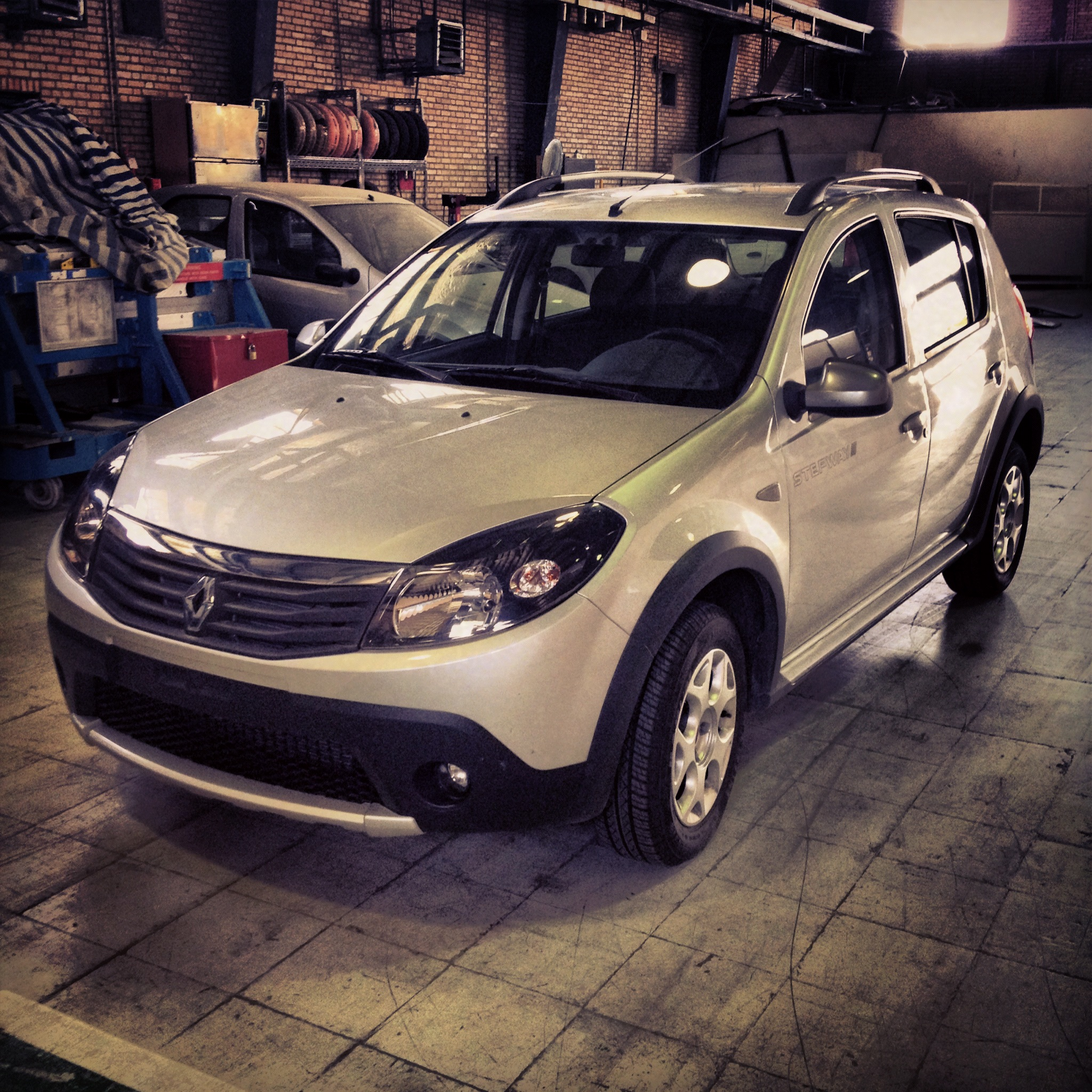
Renault Stepway 2009-2012
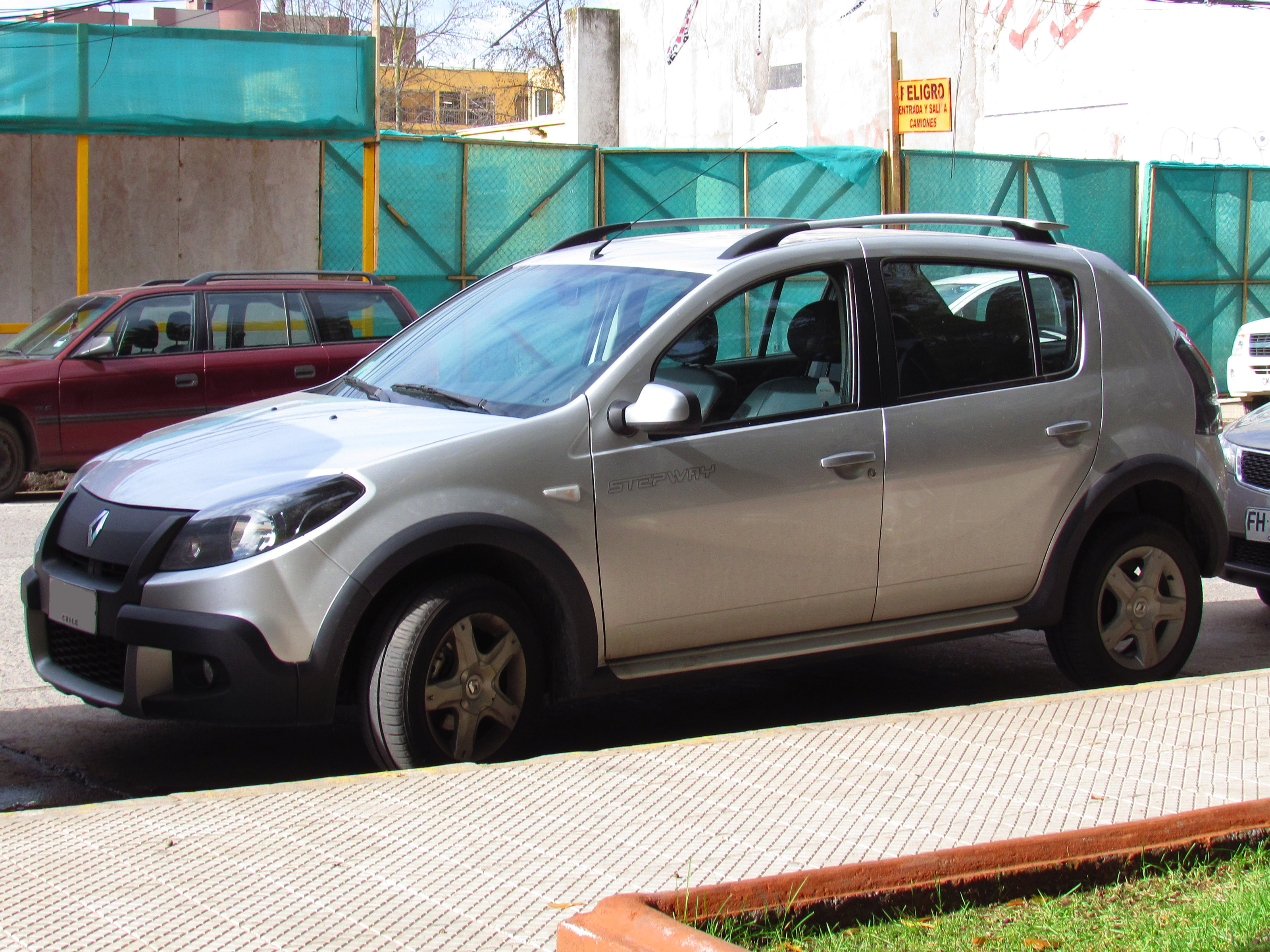
Renault Stepway Fase II 2012-2015
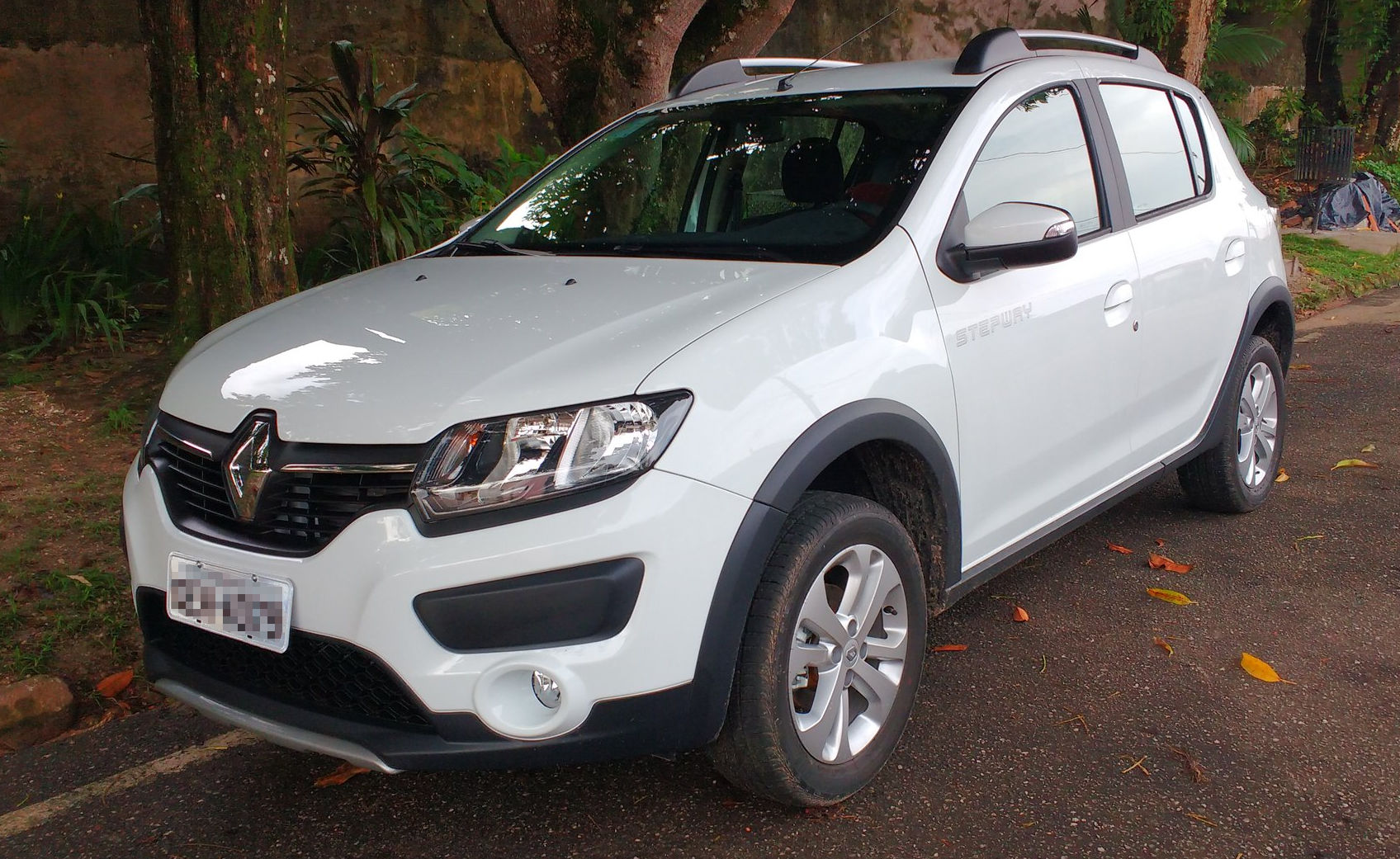
Renault Stepway II 2015-2019
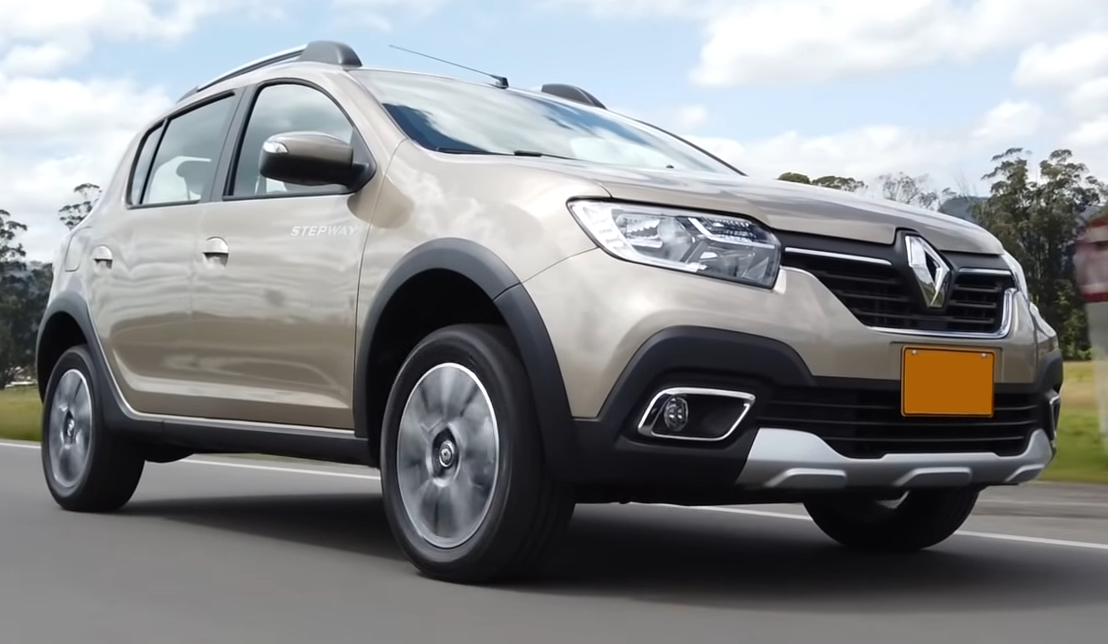
Renault Stepway II Fase II 2019-presente
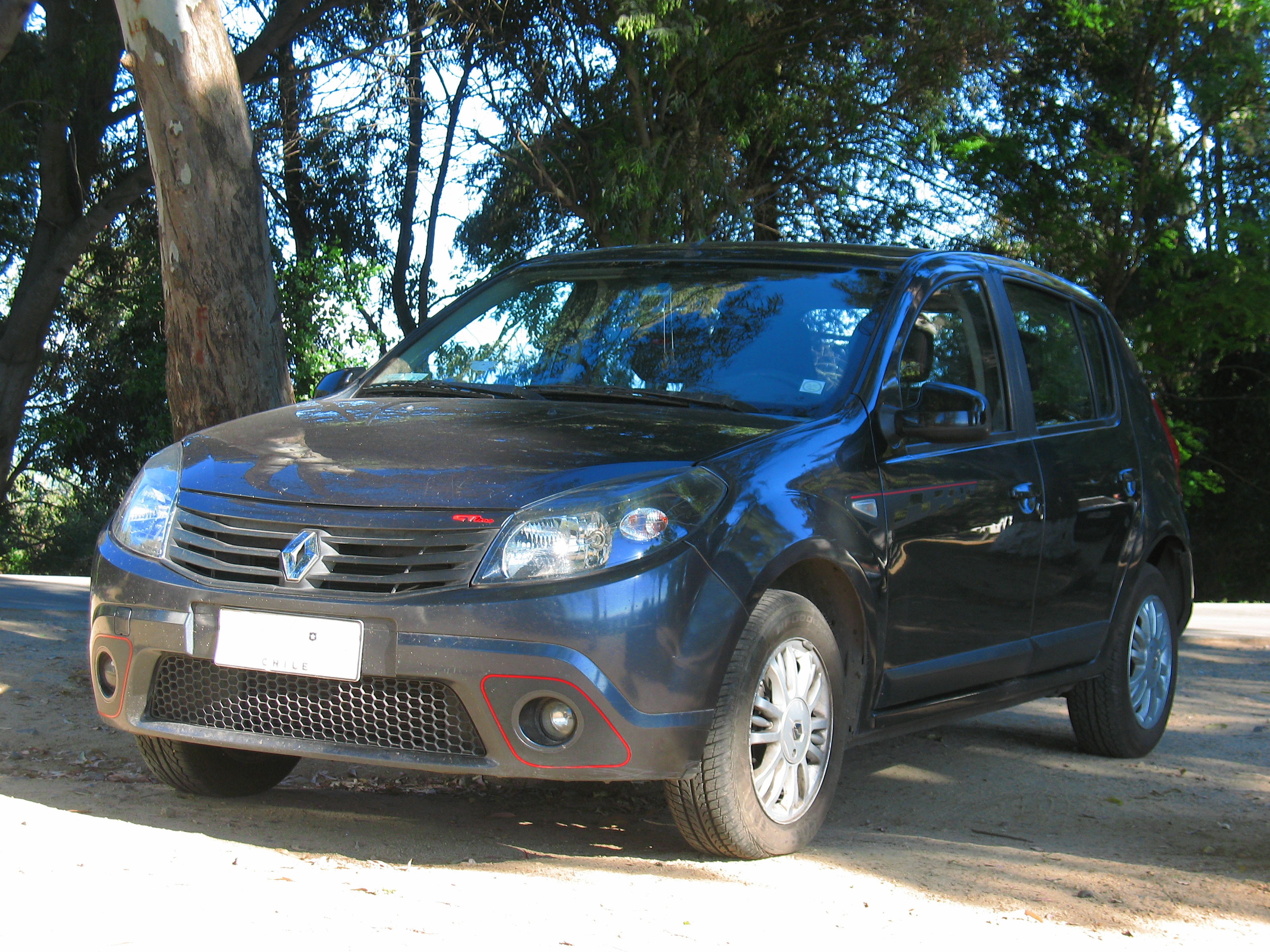
Renault Sandero GT Line 2011-2012
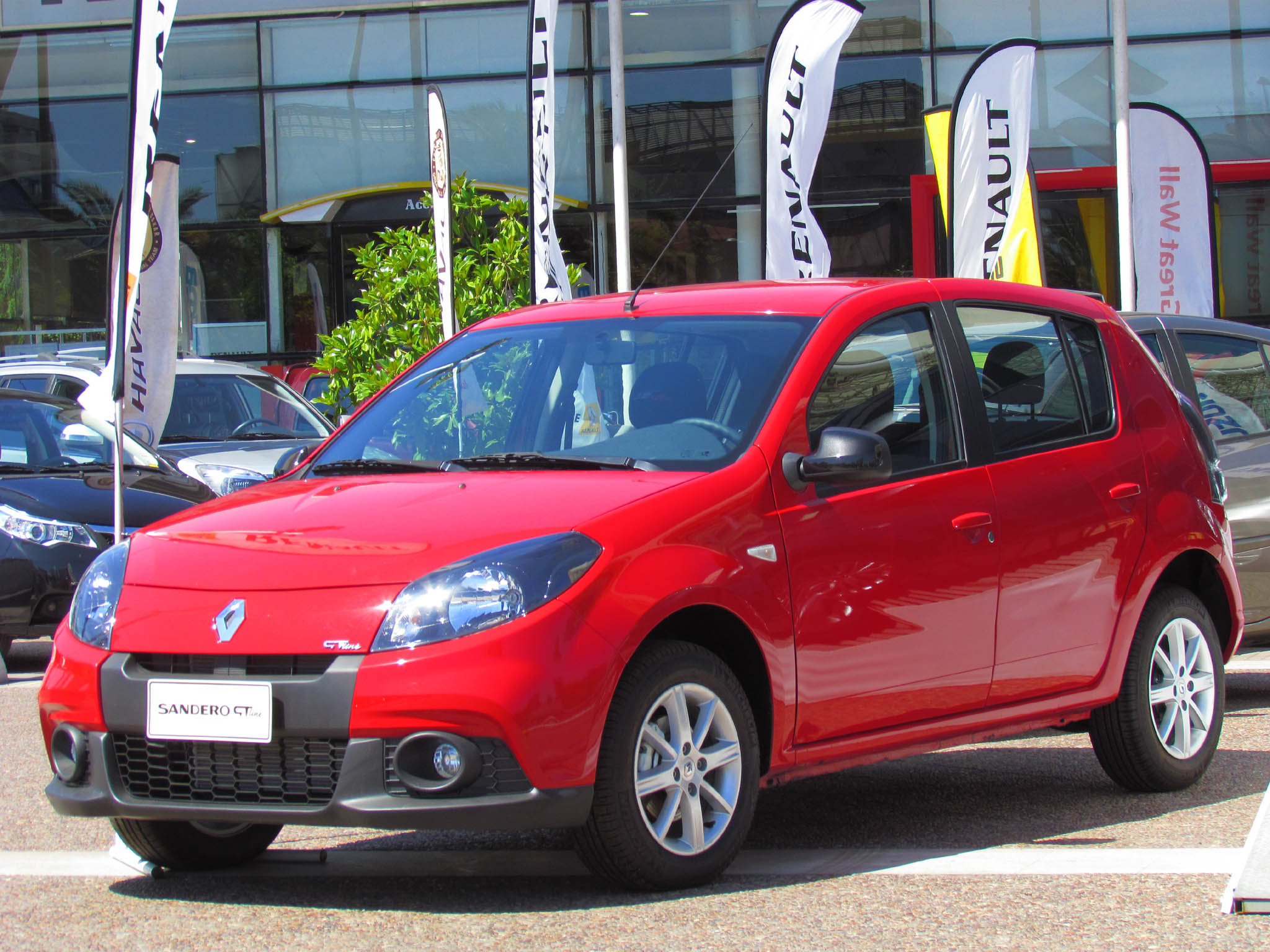
Renault Sandero GT Line Fase II 2012-2015
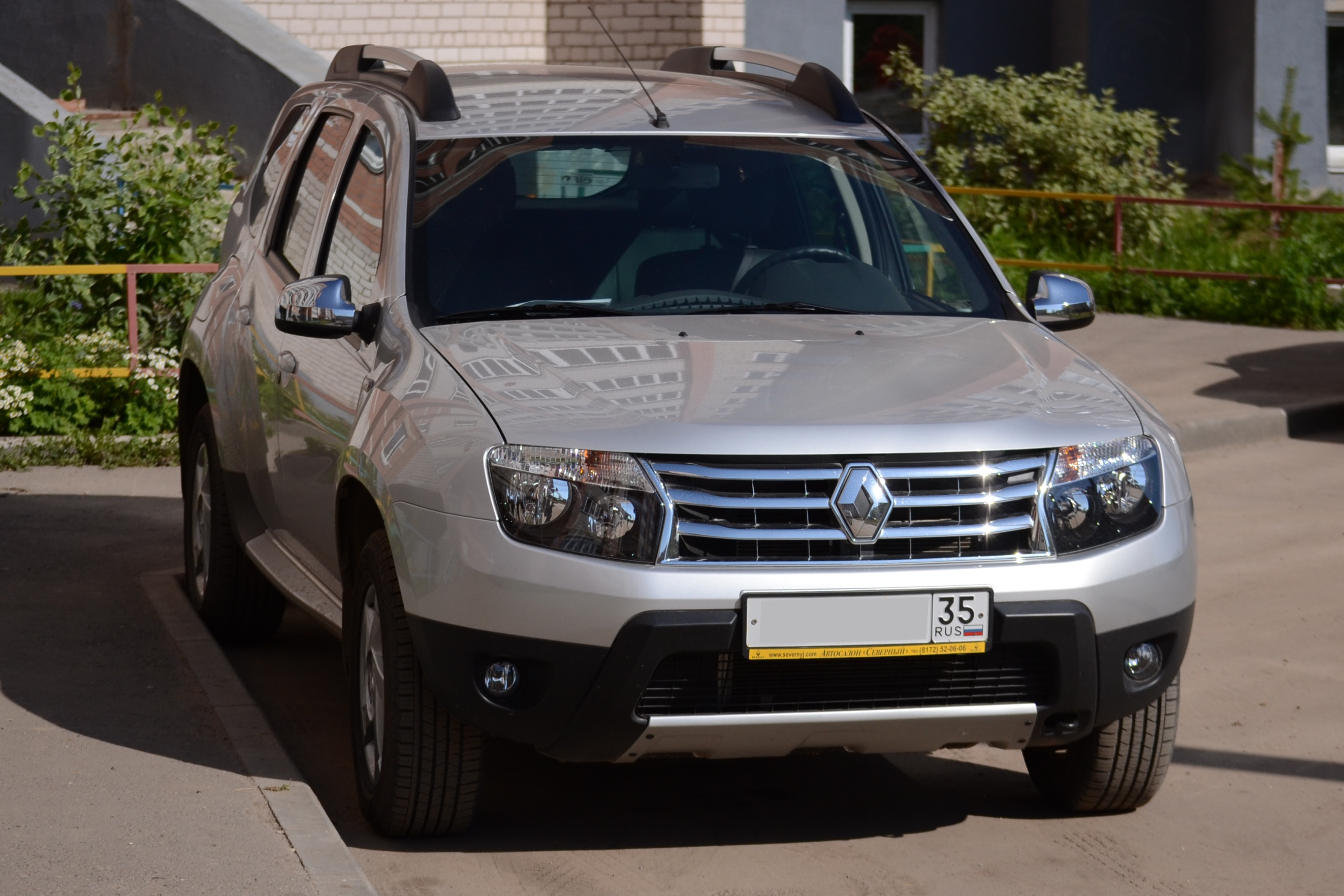
Renault Duster 2012-2016
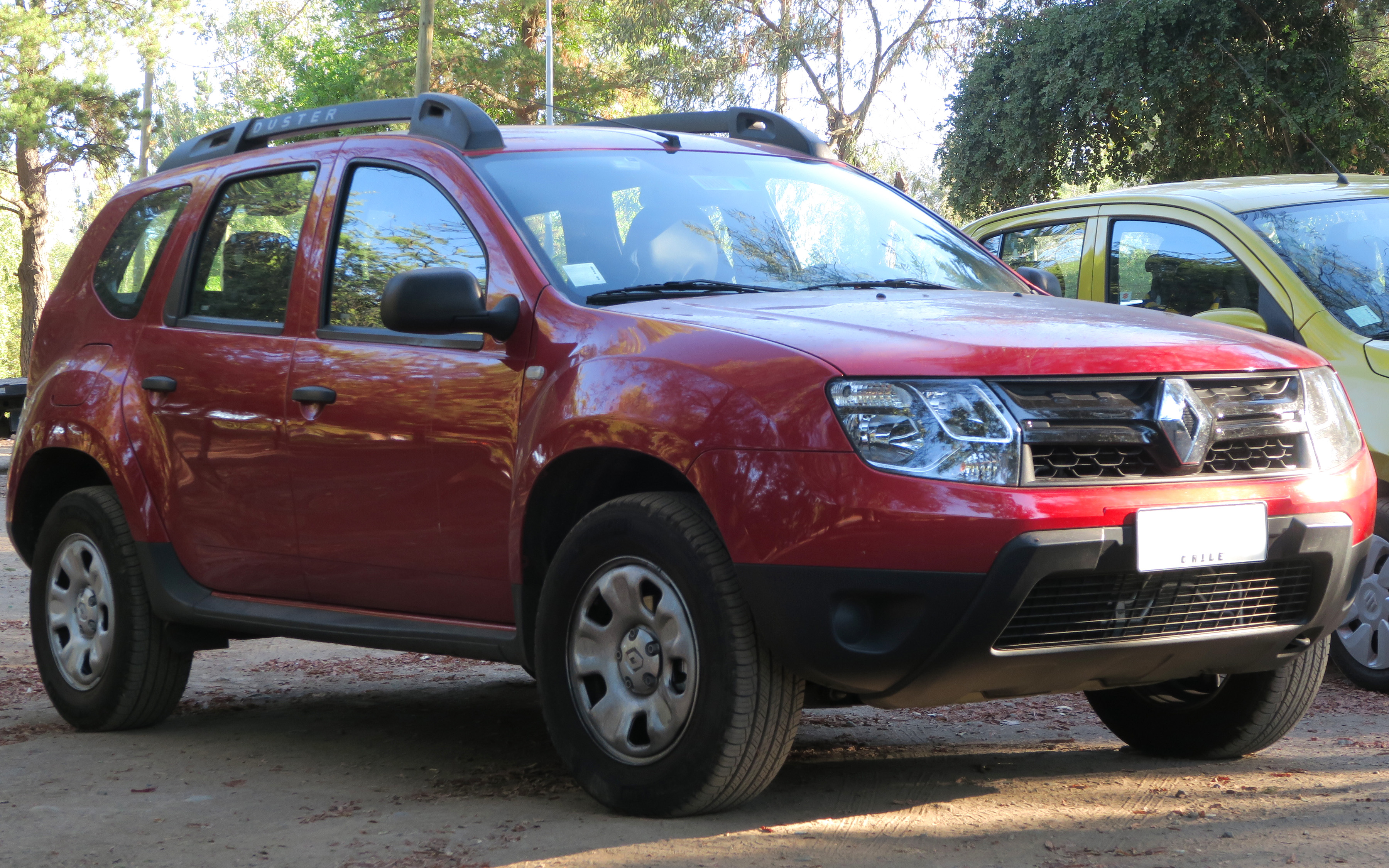
Renault Duster Fase II 2016-2021
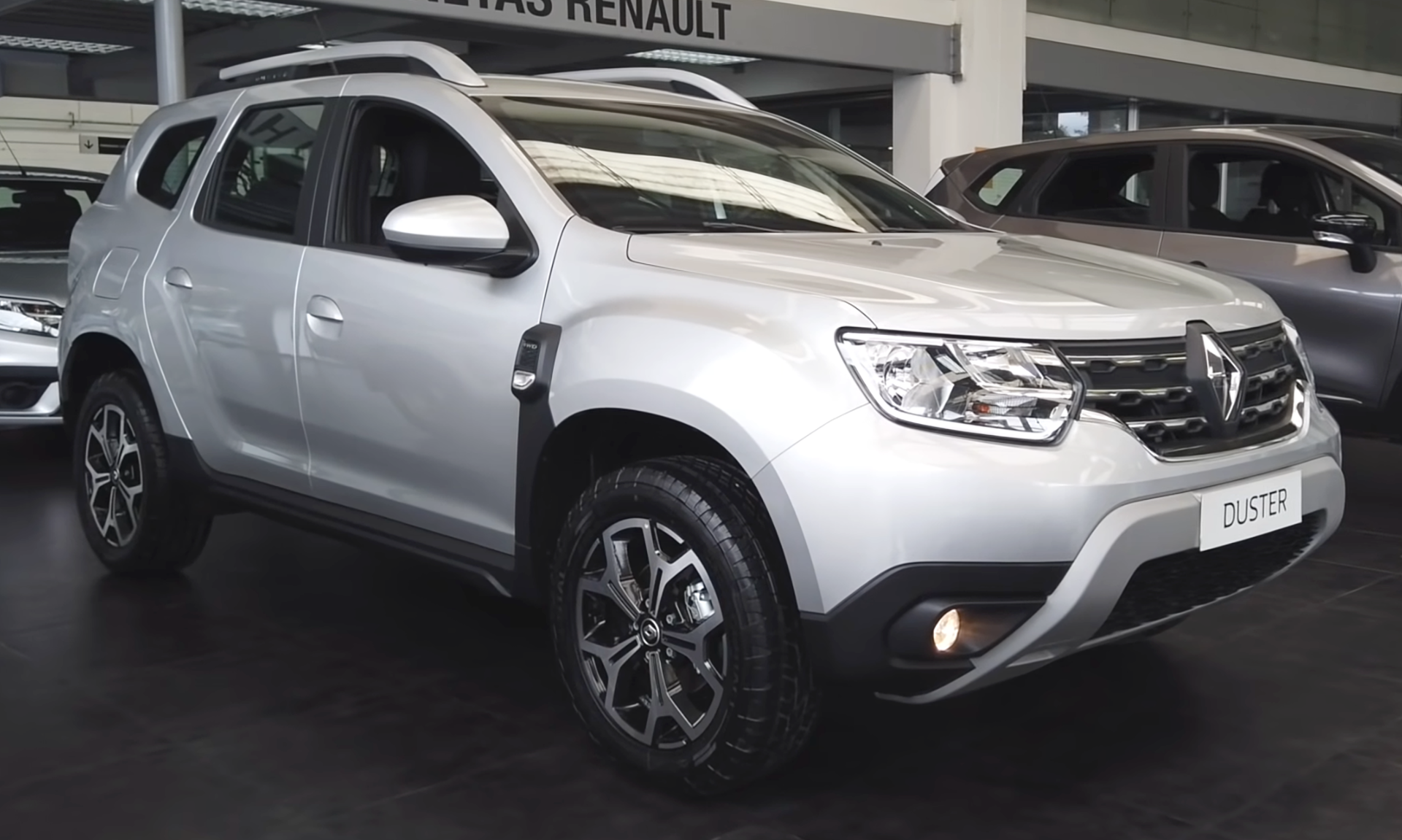
Renault Duster II 2021-presente
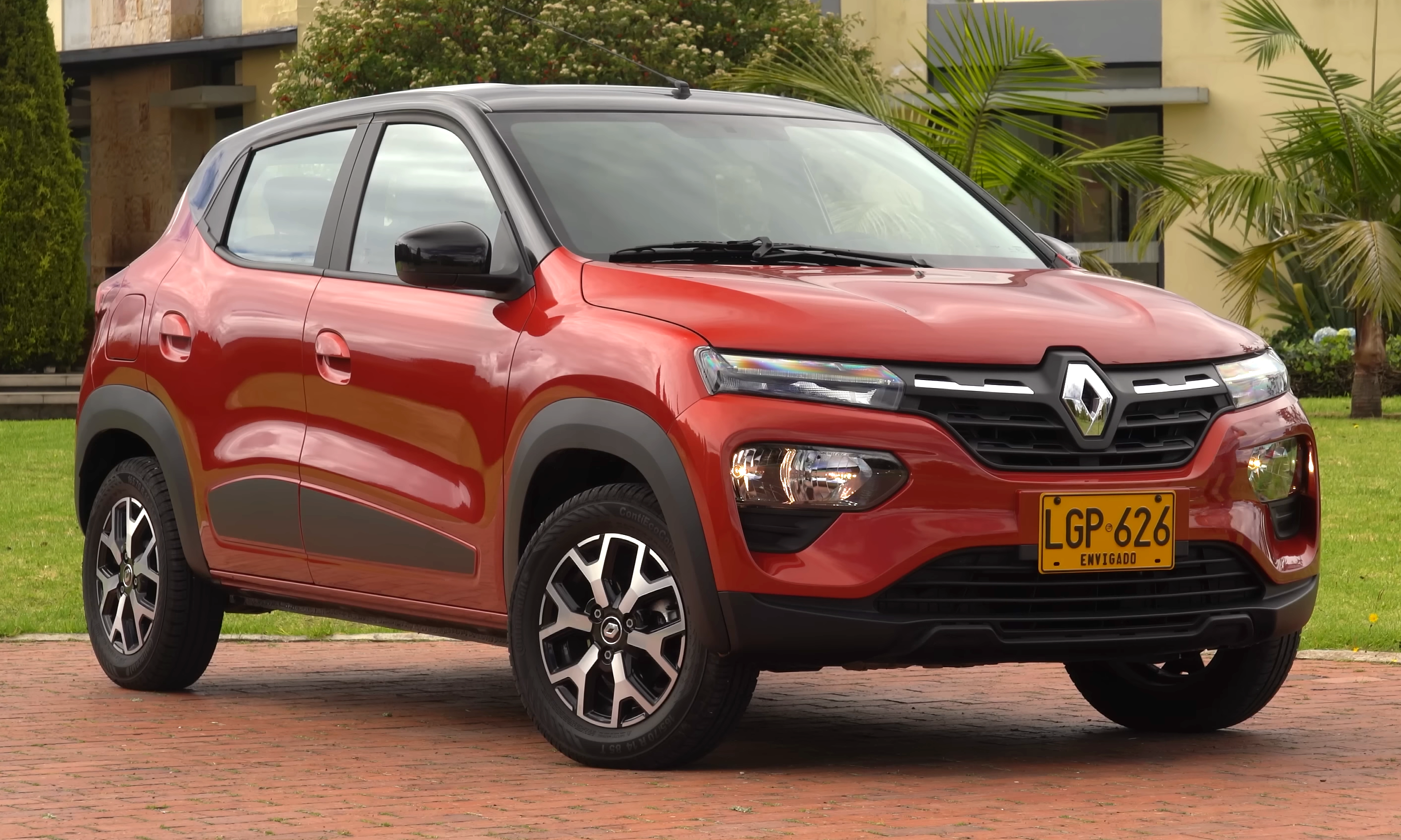
Renault Kwid Fase II 2025-presente

Toyota
- Toyota Land Cruiser Prado Segunda Generación
1999-2009
- Toyota Land Cruiser 
Serie 90
1996-2002
- Toyota Hilux 
Quinta Generación Fase II
1994-1998

Daihatsu
- Daihatsu Delta
2005-2010

## Modelos en producción
Los modelos actuales son en las ramas de servicio particular y utilitario. Algunos vehículos se ensamblan en Envigado (Logan II, Sandero II, Stepway II, Duster) pero otros son producidos en las instalaciones de Renault-Nissan en Argentina, Brasil, Corea del Sur, España, Reino Unido y Turquía, y no se ensamblan localmente, ya que por costos resulta más económica su importación.

### Familiares

#### Nacionales

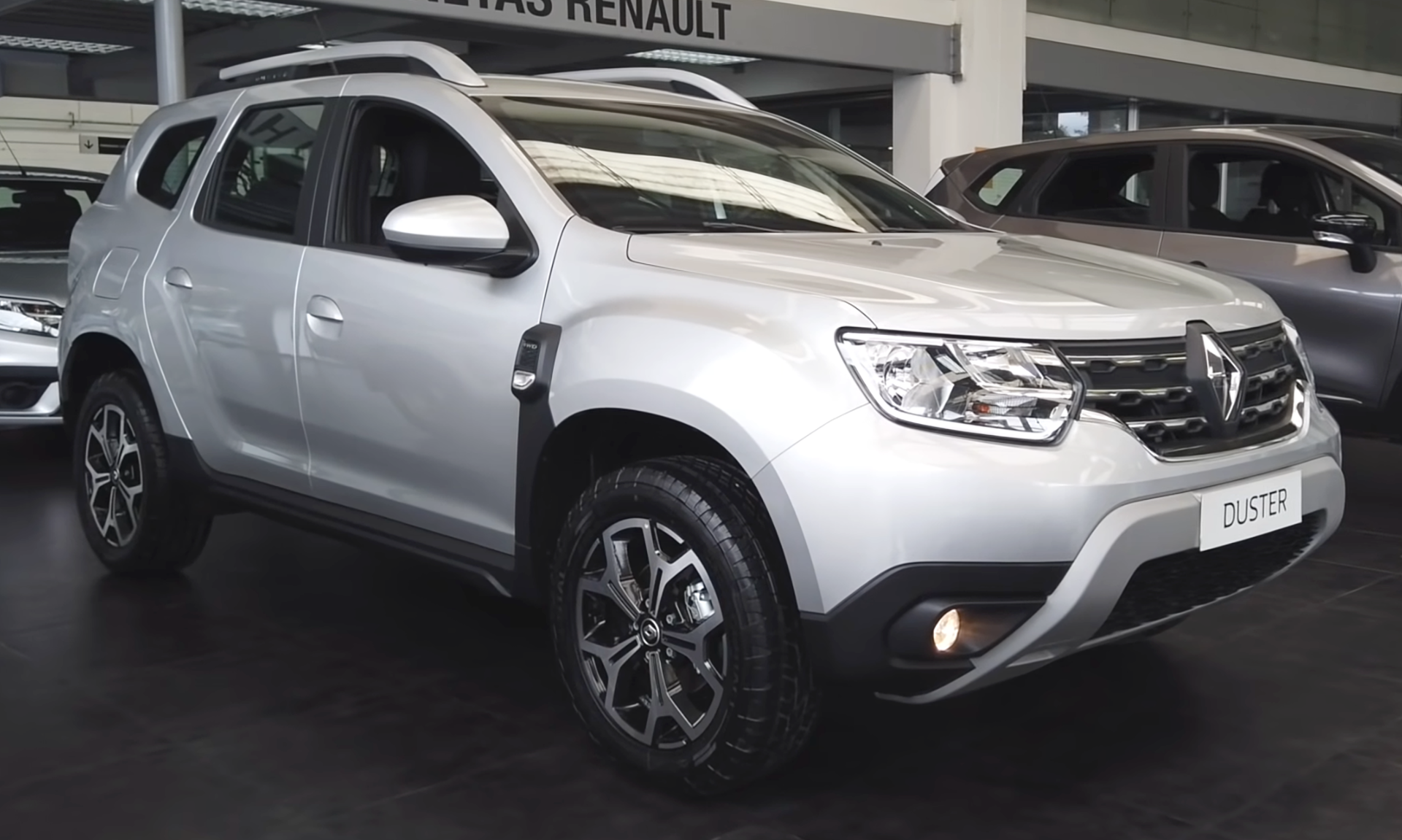
Renault Duster II
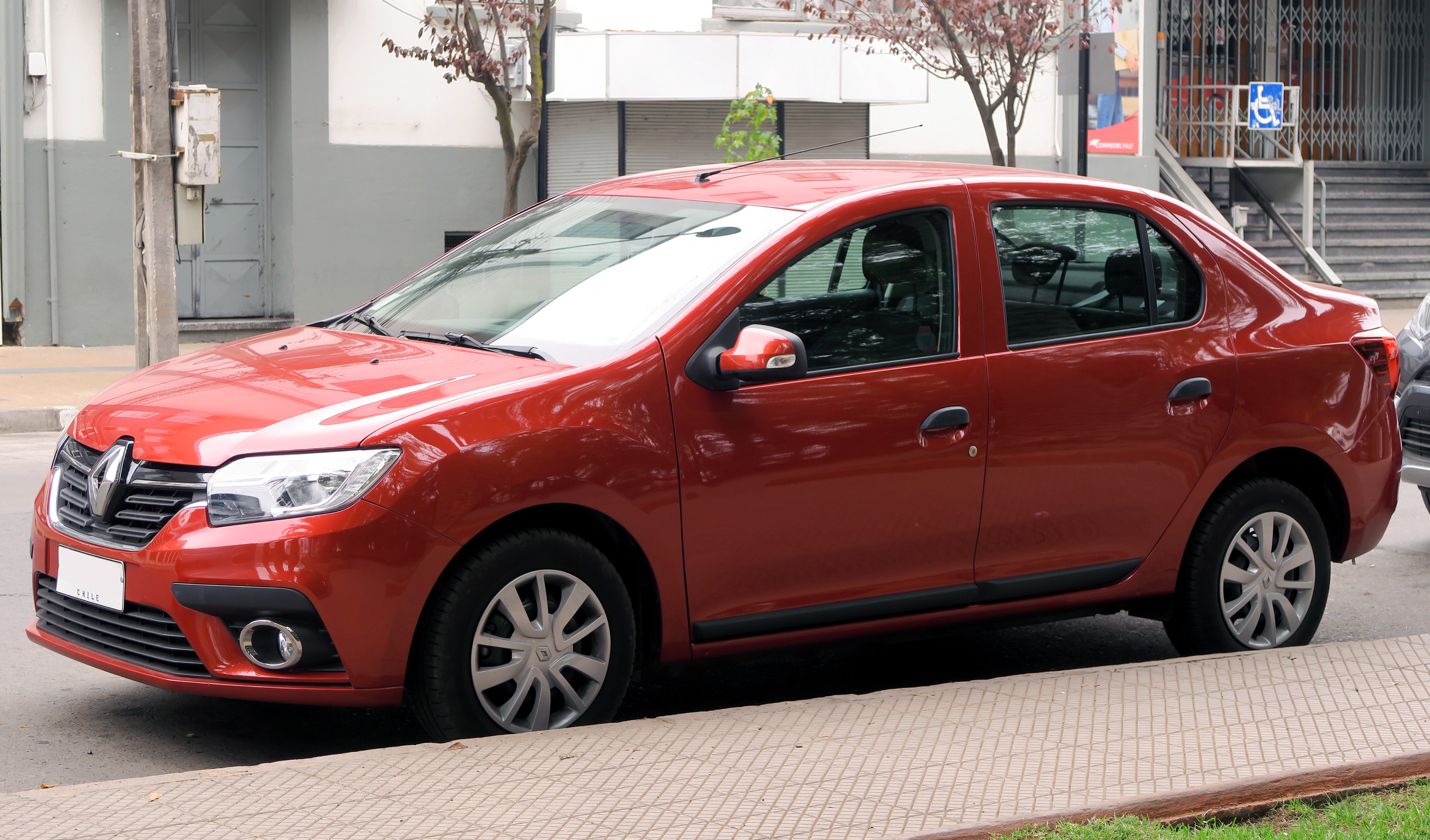
Renault Logan II Fase II
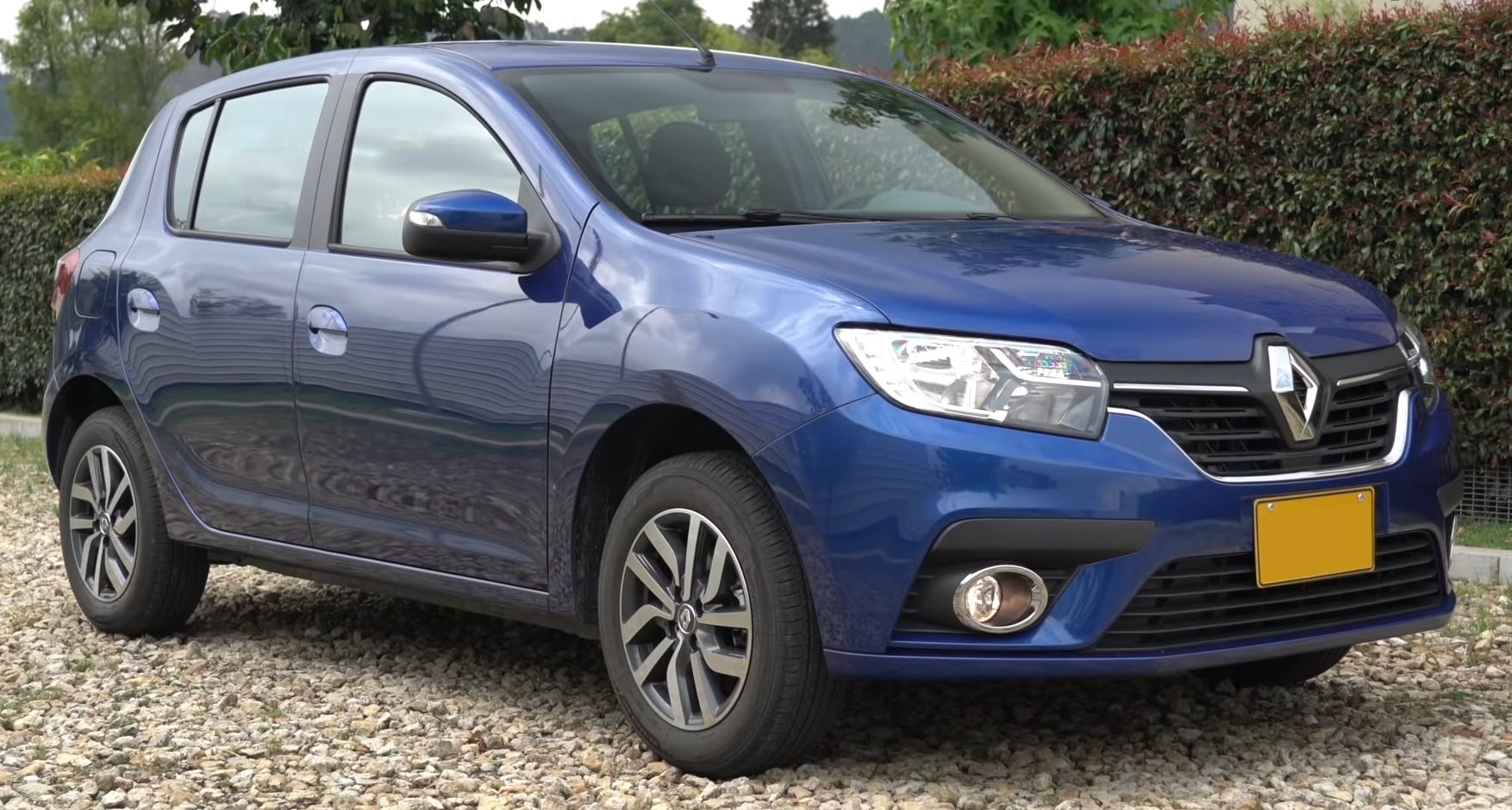
Renault Sandero II Fase II
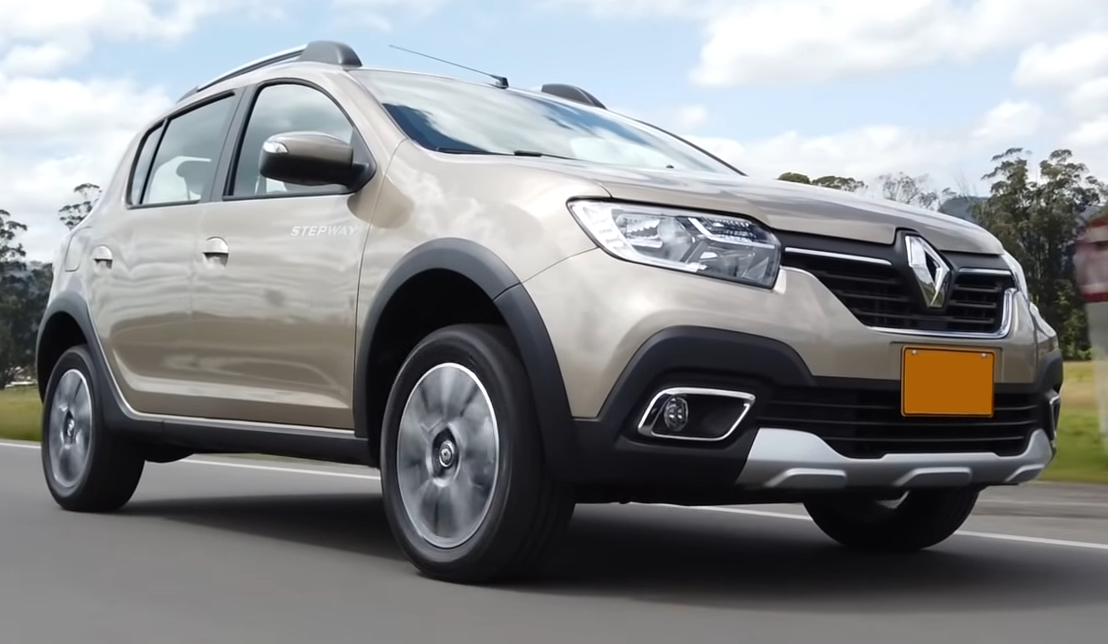
Renault Stepway II Fase II
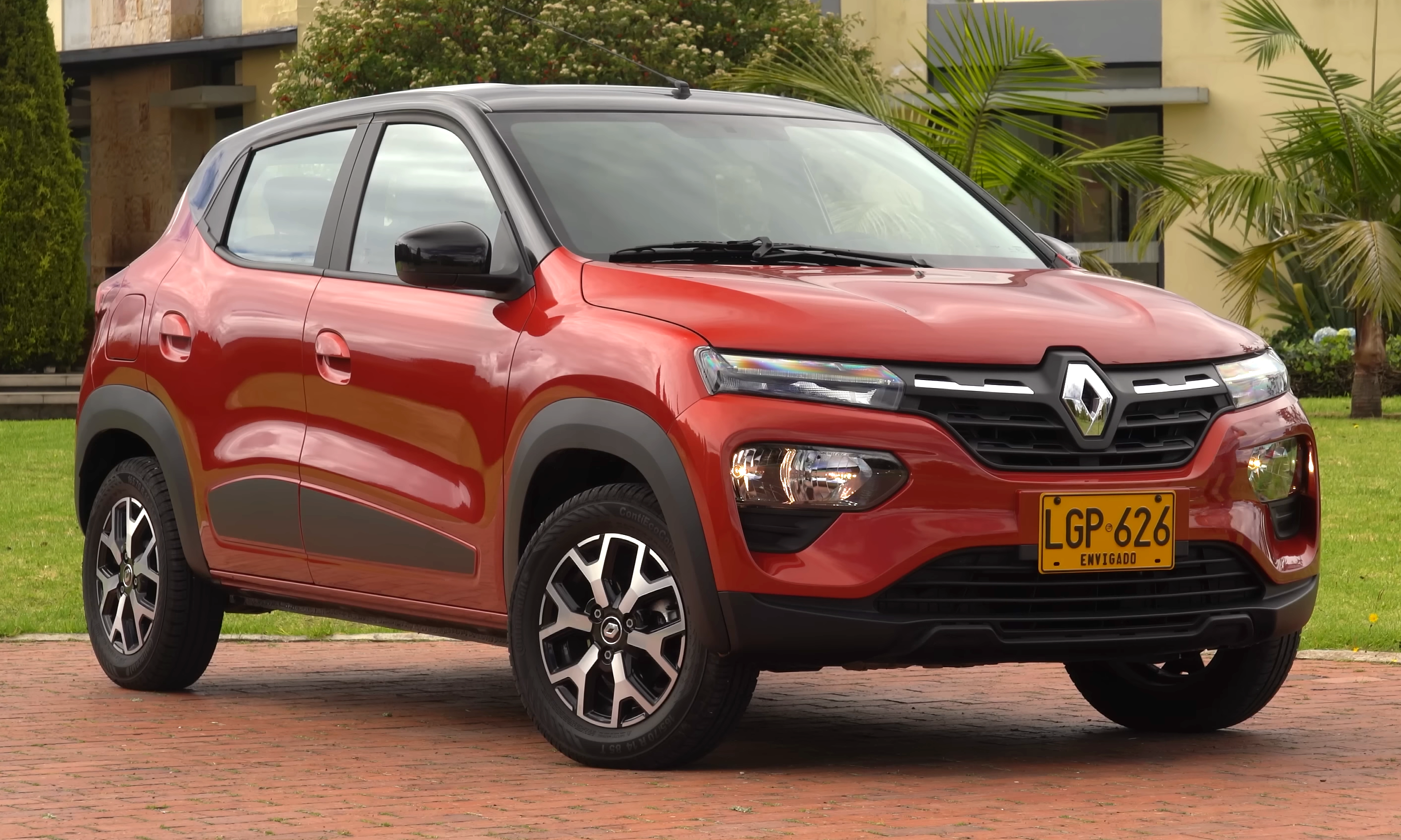
Renault Kwid Fase II

#### Importados

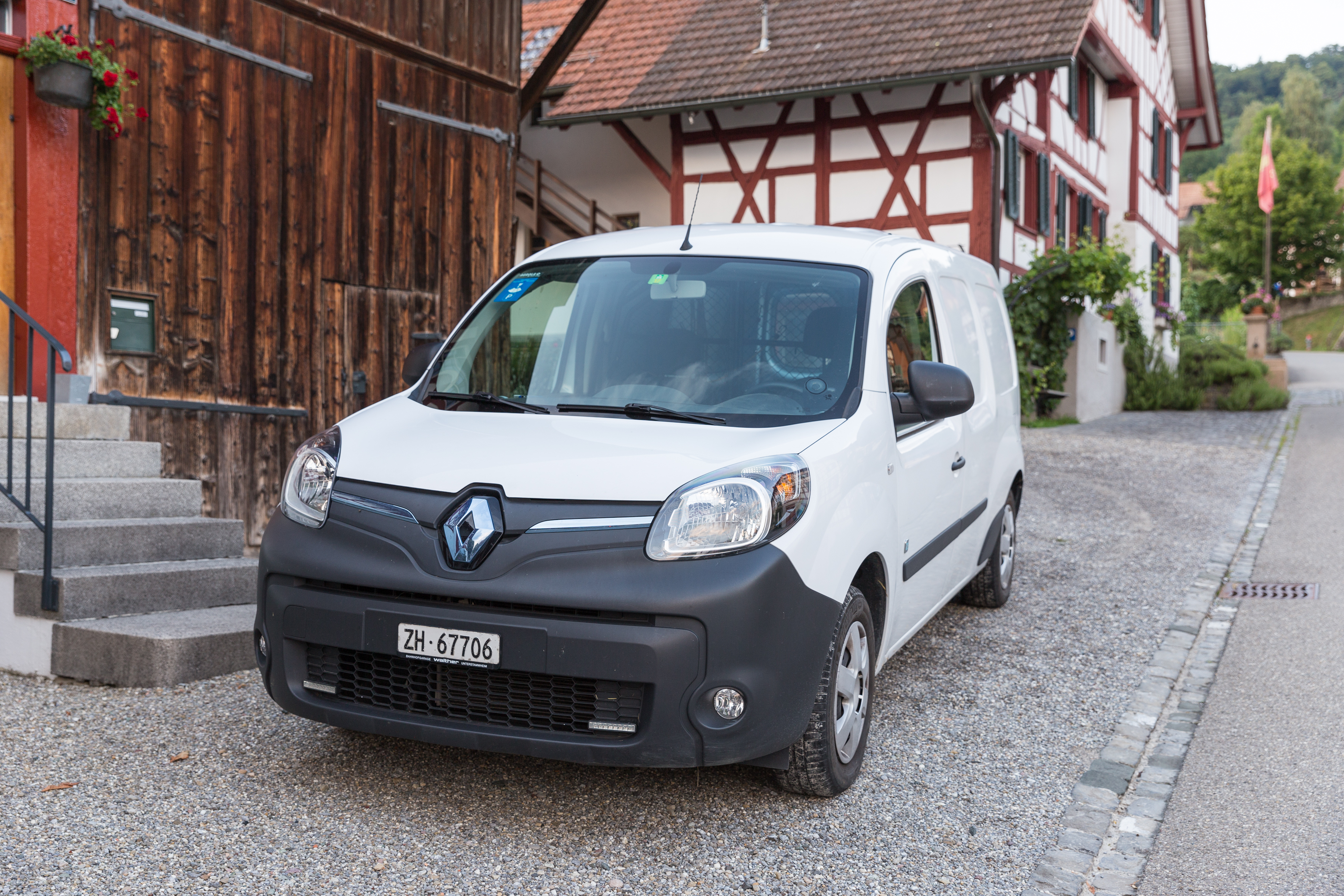
Renault Kangoo Z.E. Fase II FRA
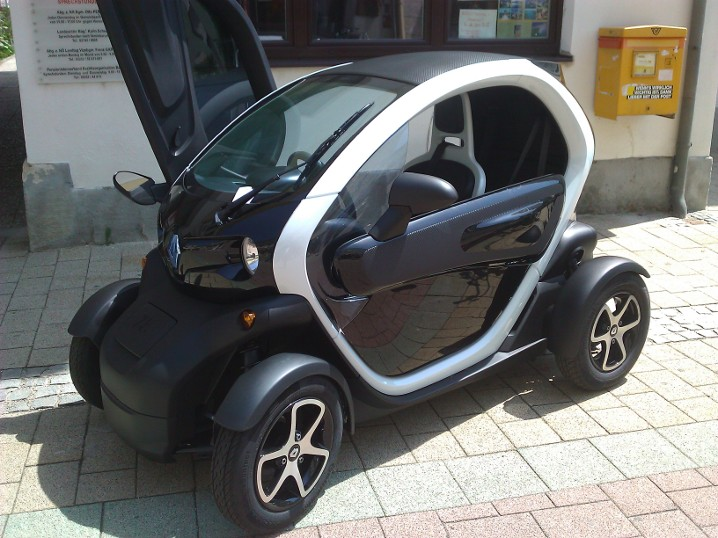
Renault Twizy ESP
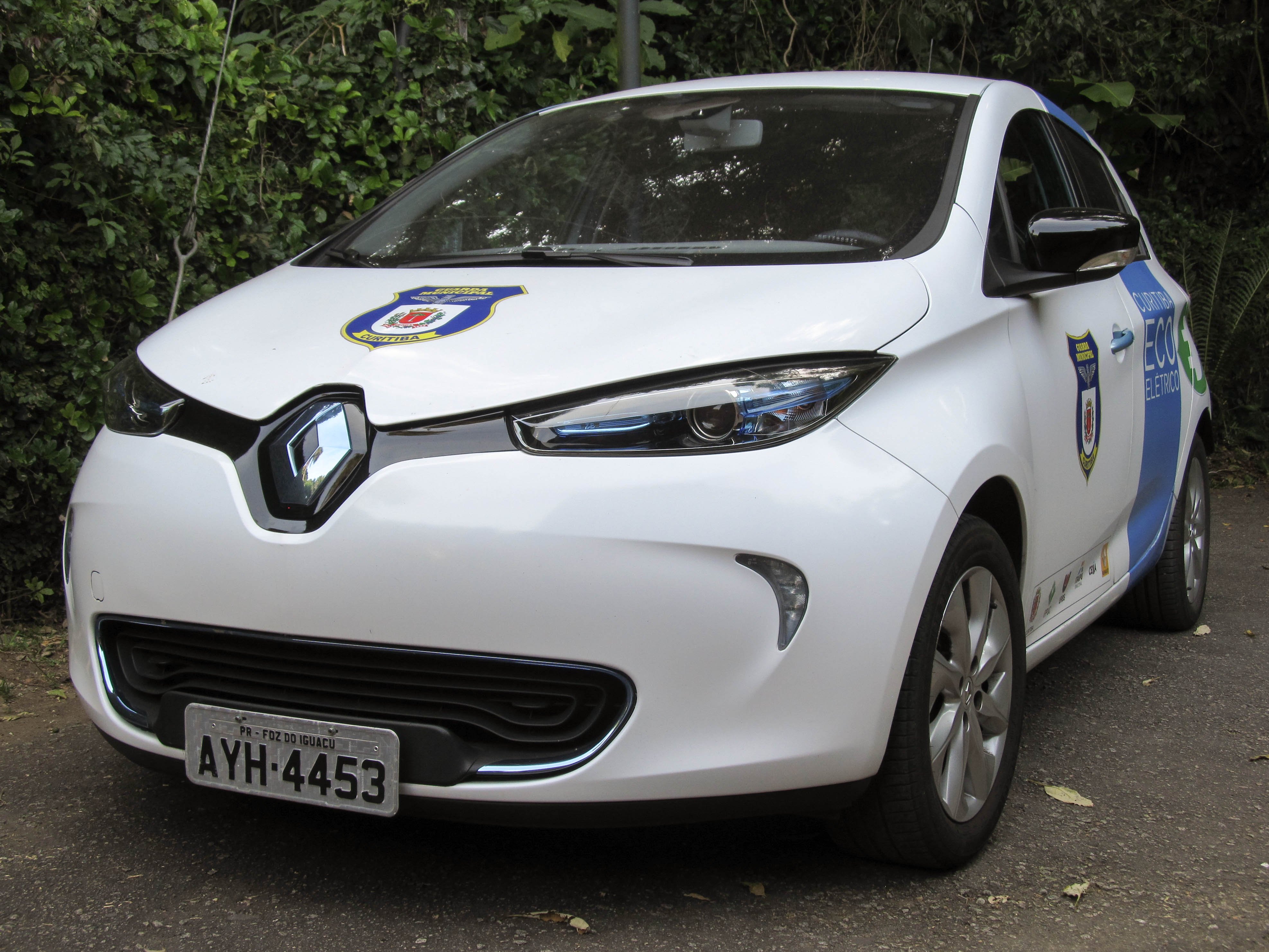
Renault Zoe FRA

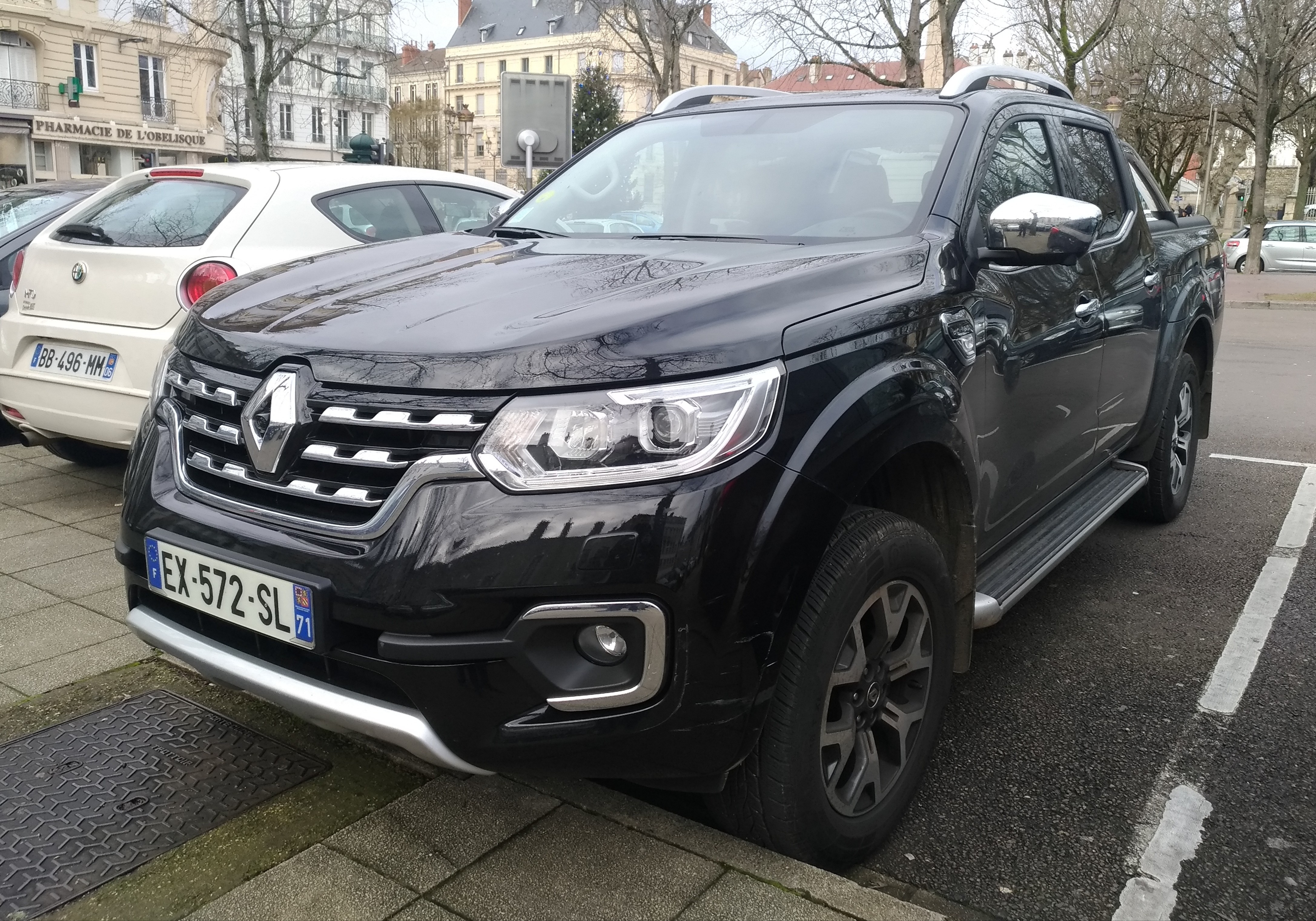
Renault Alaskan
 México
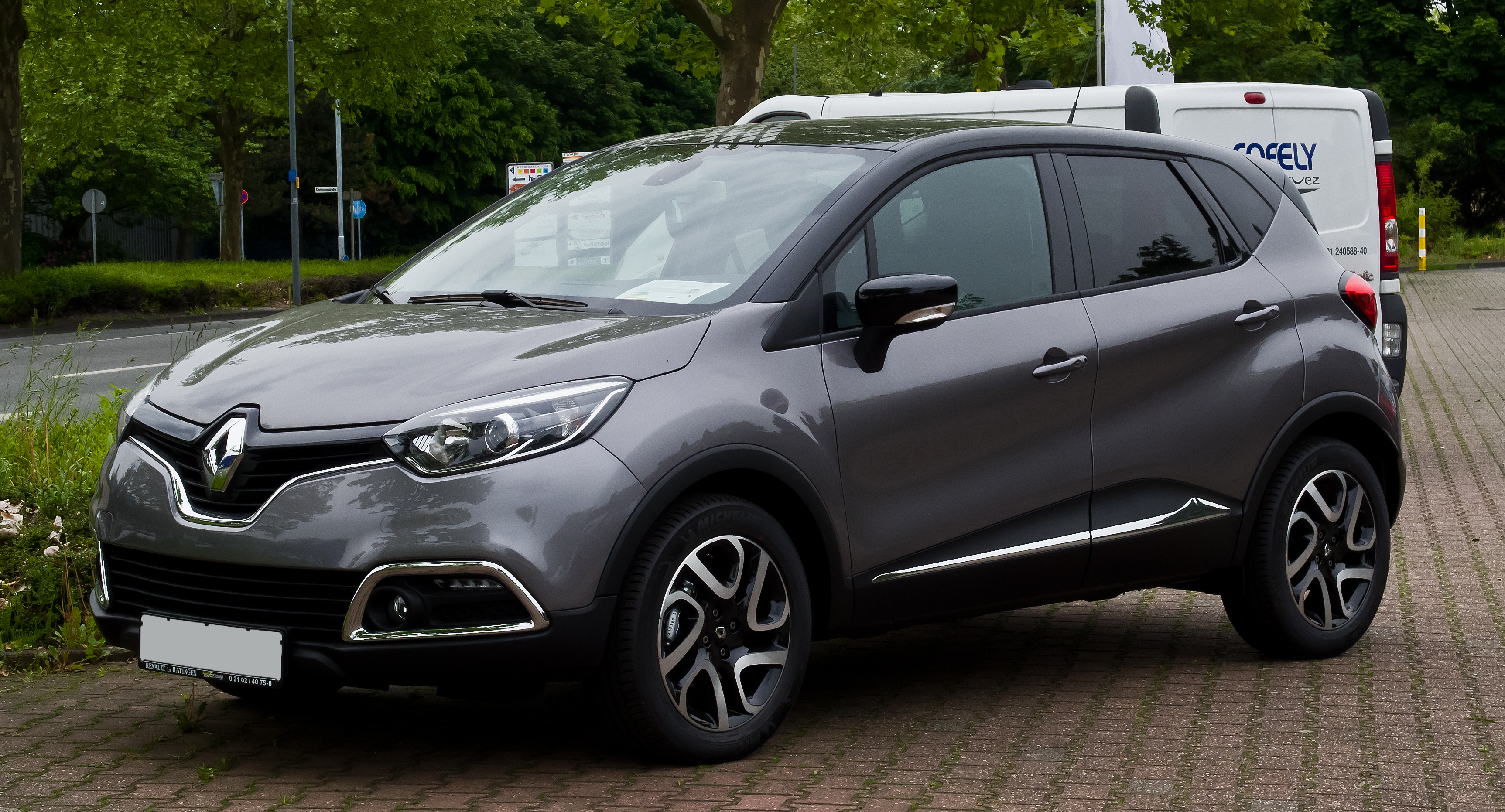
Renault Captur
 Brasil
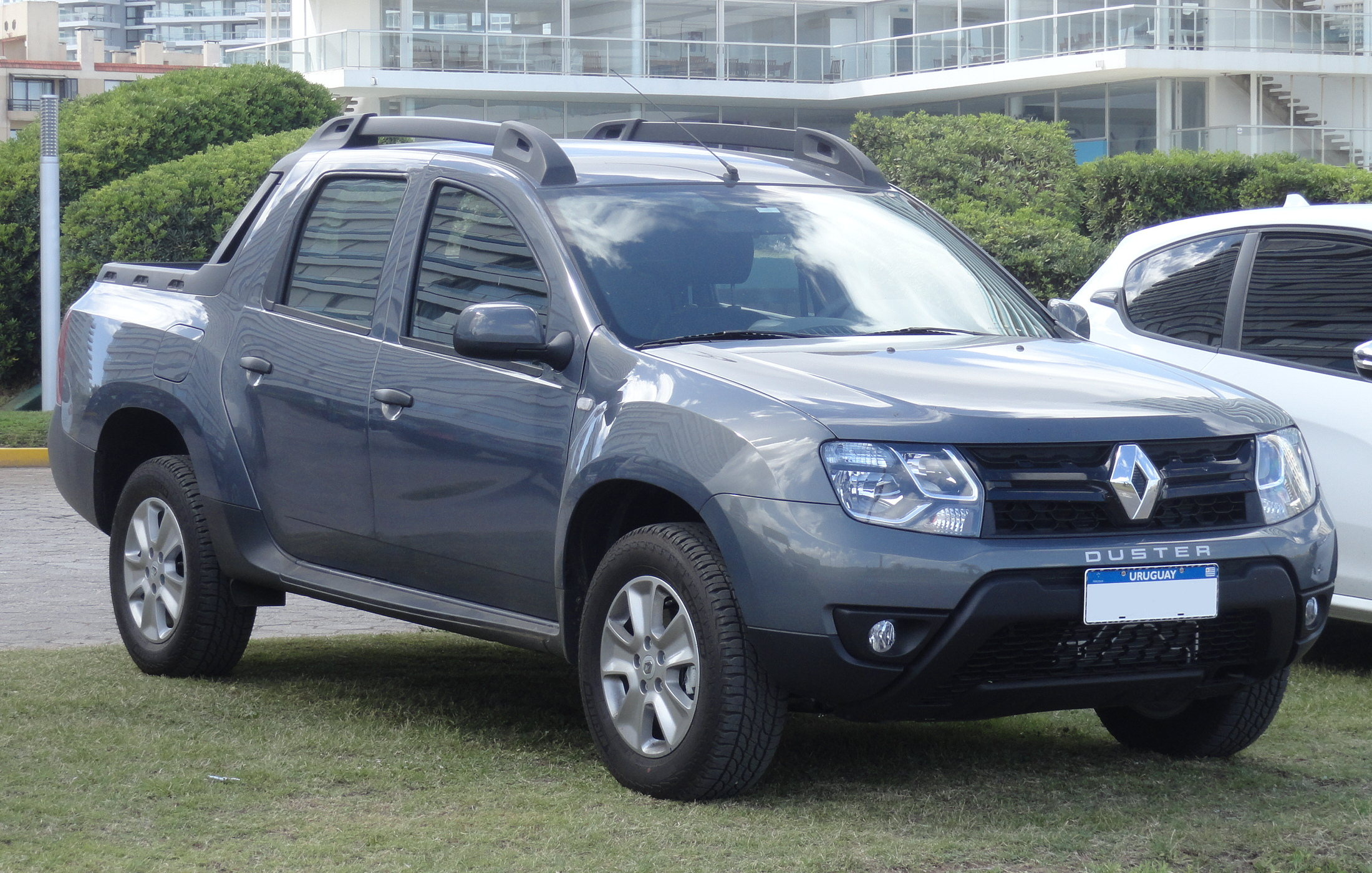
Renault Oroch Brasil
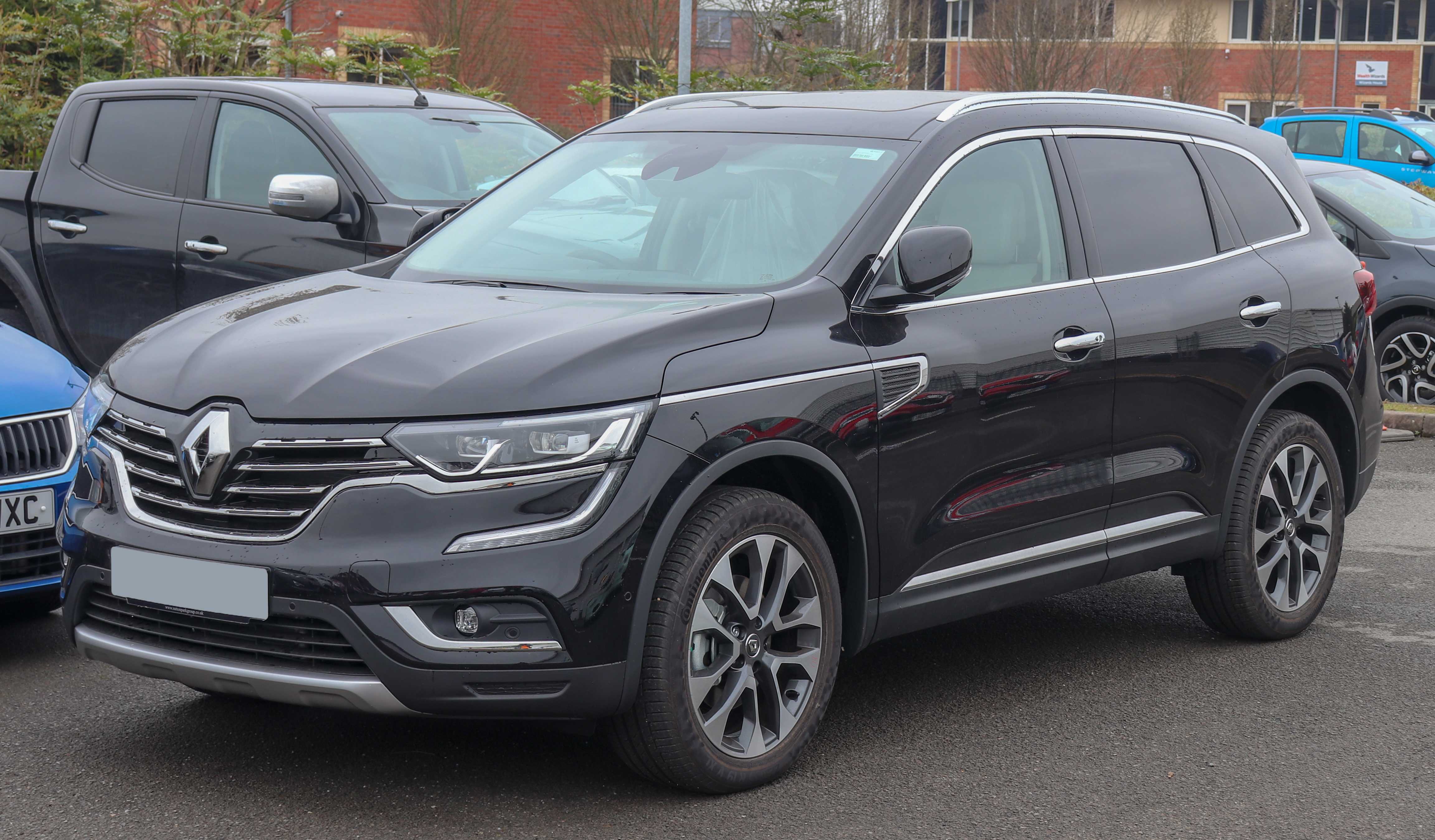
Renault Koleos II Corea del Sur
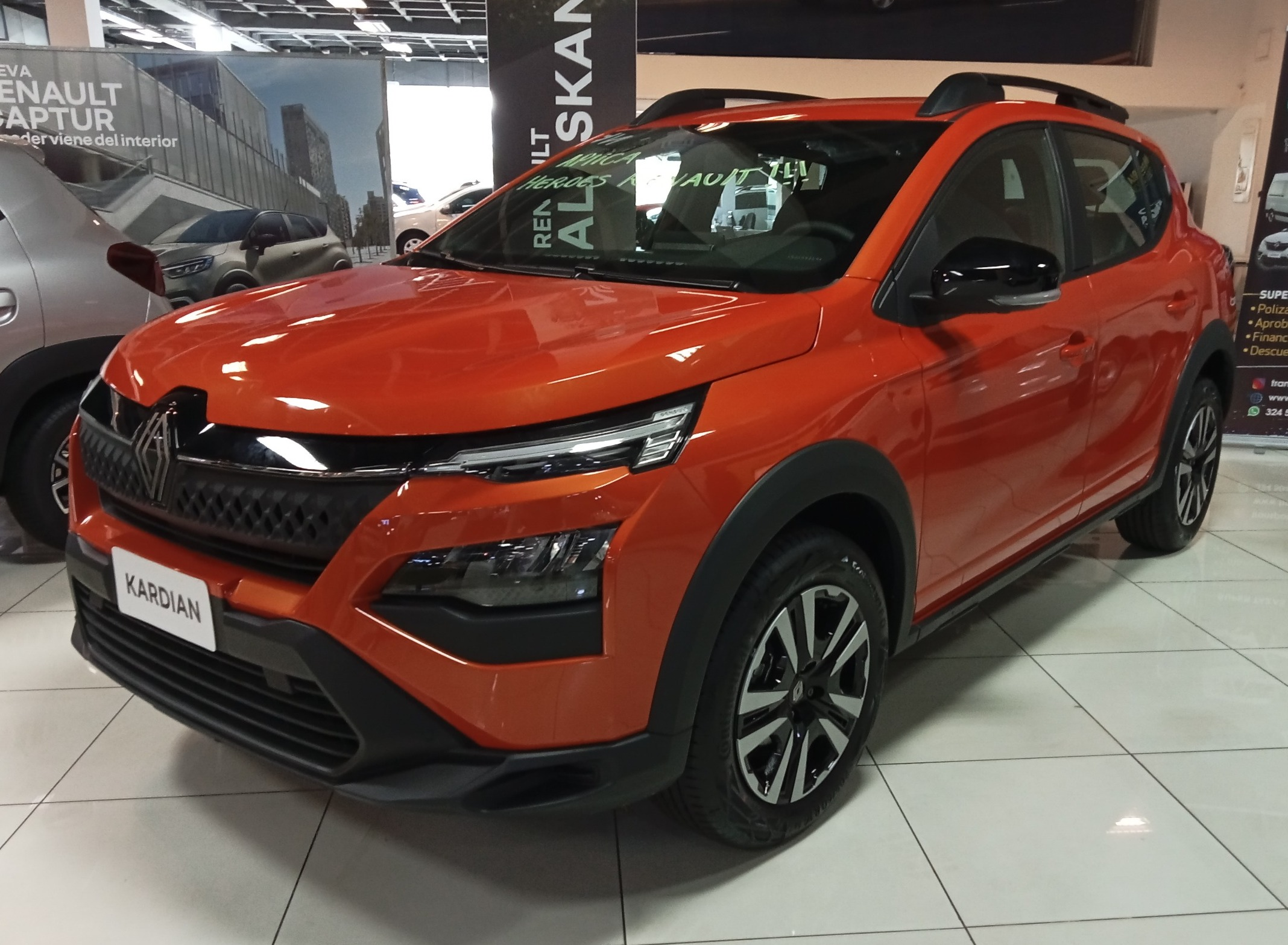
Renault Kardian Brasil

### Utilitarios

#### Importados

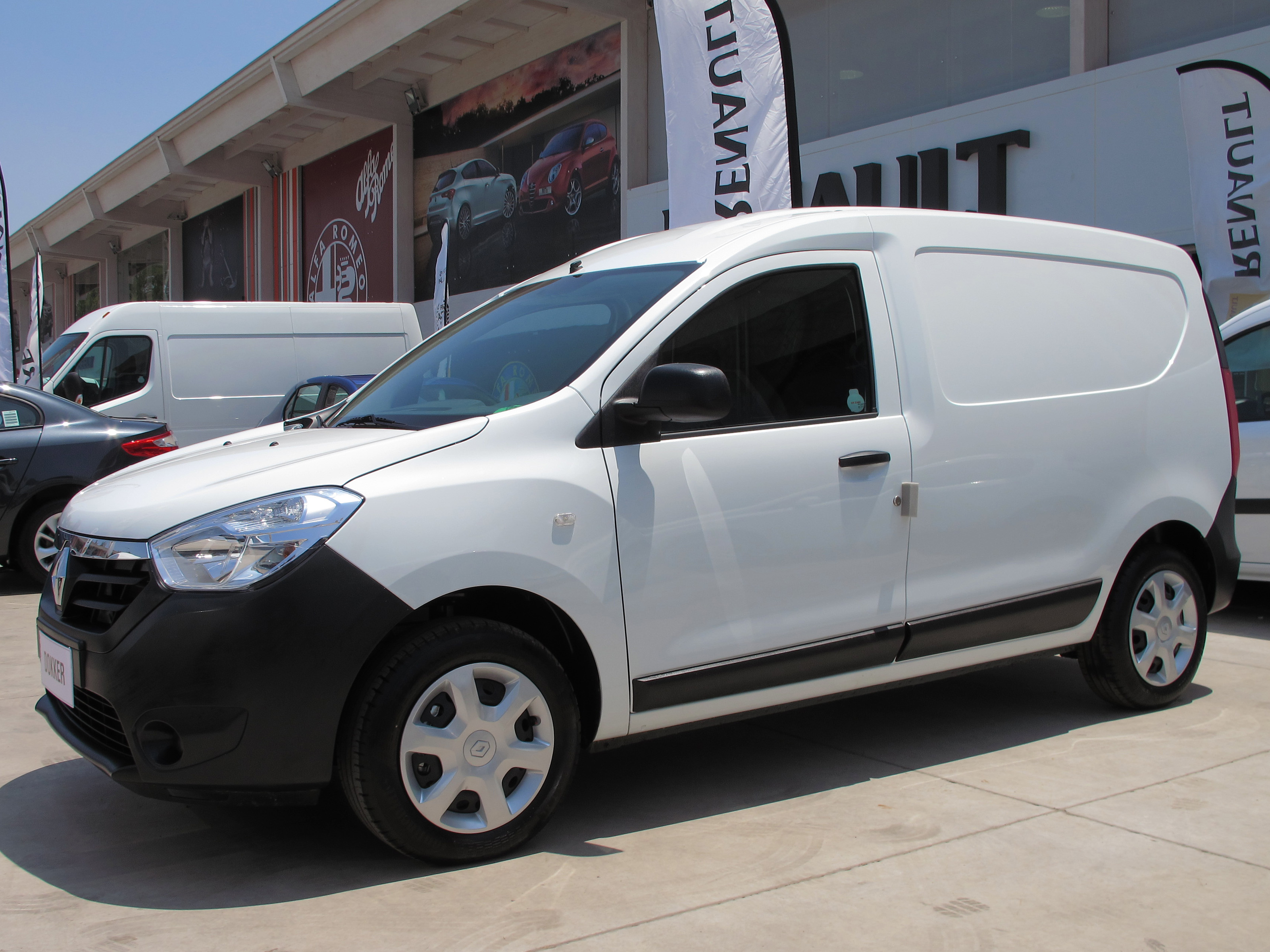
Renault Kangoo II Argentina
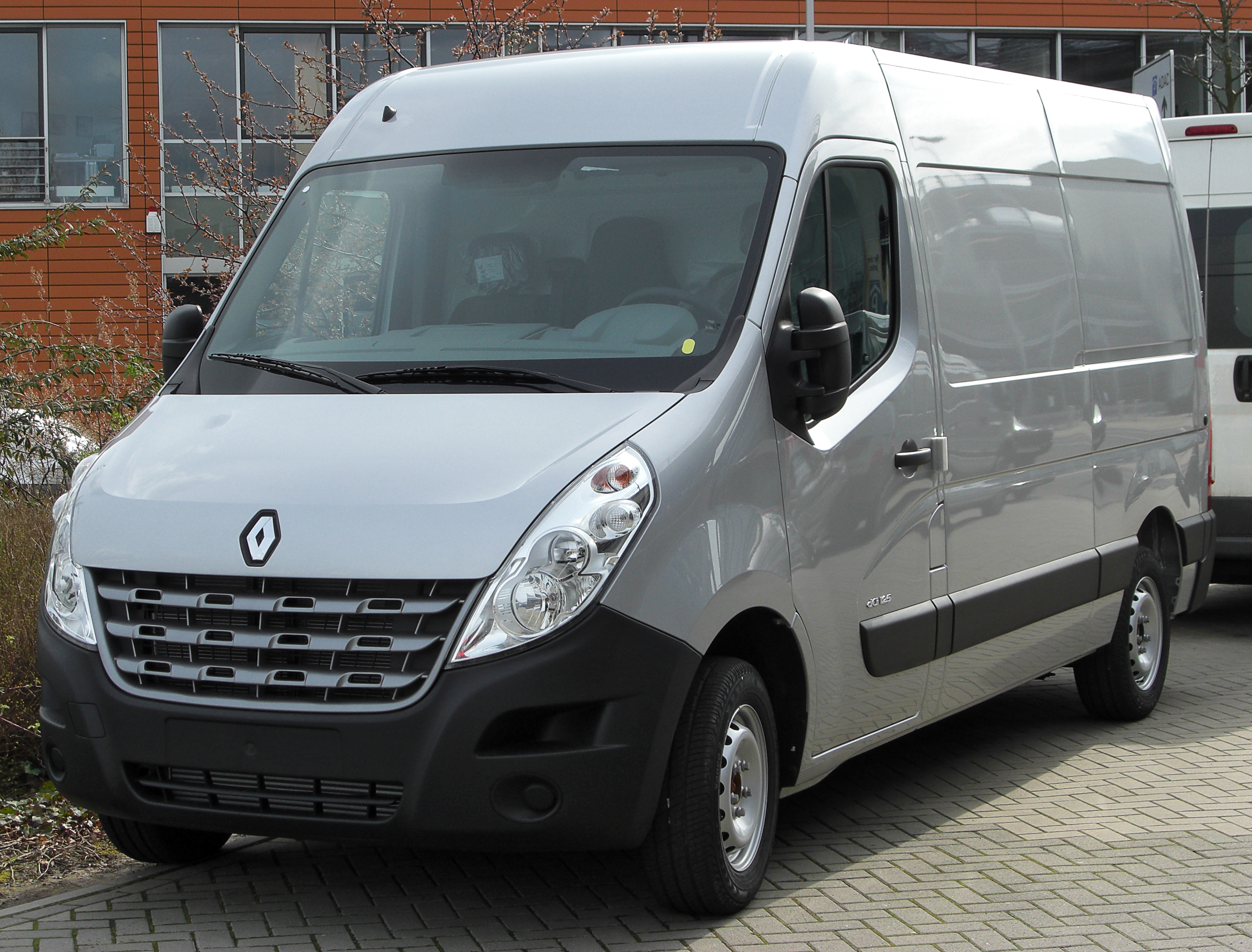
Renault Master III
  Reino Unido
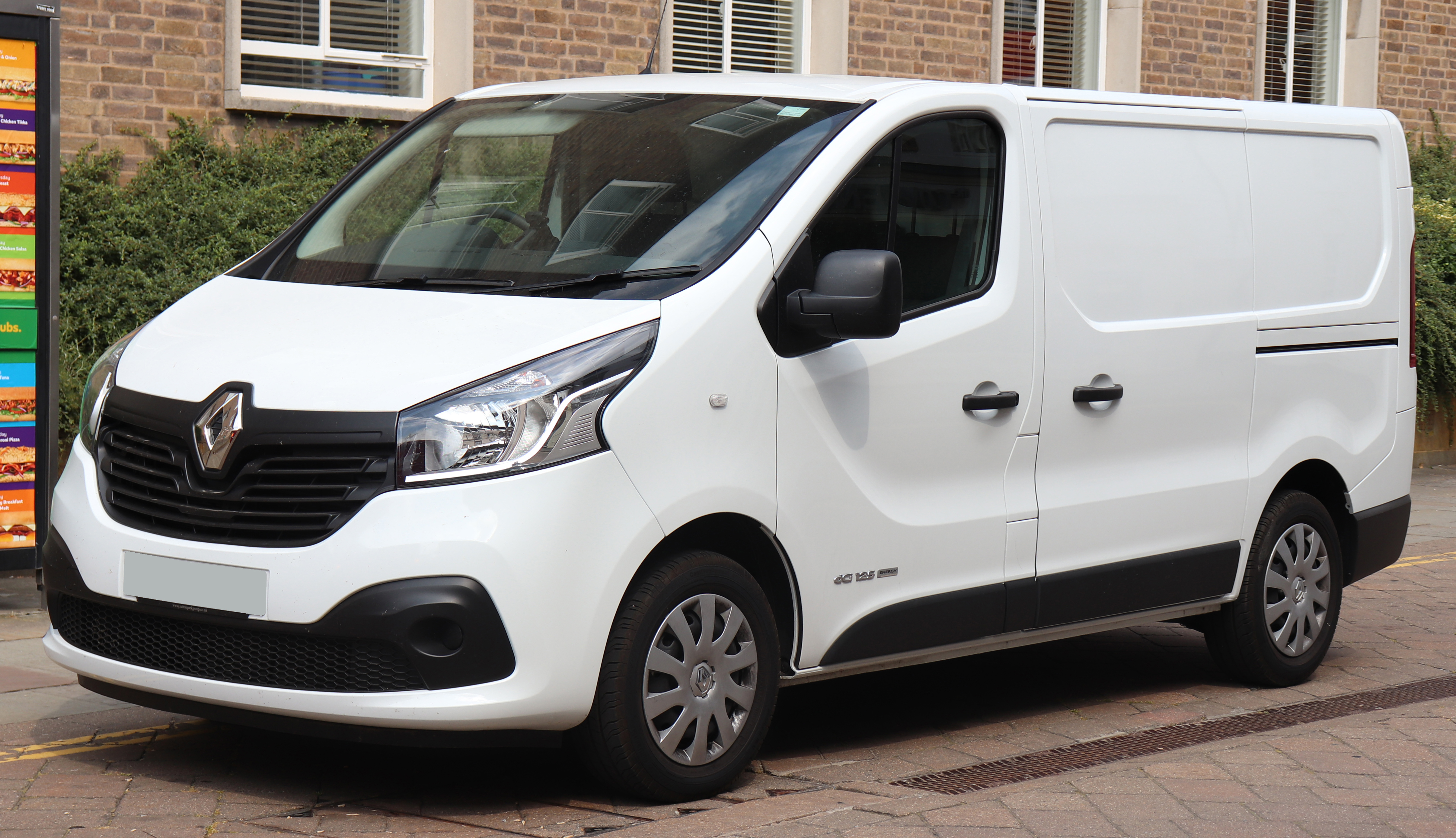
Renault Trafic III Turquía

### Renault Z.E

#### Importados
- Renault Kangoo Z.E. Fase II
 Francia
- Renault Twizy
 España
- Renault Zoe
 Francia

### Empresas filiales/Partnership similares
- Renault de Argentina
- Renault do Brasil
- Revoz
- FASA-Renault
- Samsung Motors
- Nissan
 Datsun
- Dacia
- Lada-AvtoVAZ
 Renault Rusia

### Listas relacionadas
- Modelos de Renault